# Аполлон-11
«Аполло́н-11» (англ. Apollo 11) — американский пилотируемый космический корабль серии «Аполлон», в ходе полёта которого в период с 16 по 24 июля 1969 года жители Земли впервые в истории совершили посадку на поверхность другого небесного тела — Луны.
20 июля в 20:17:39 UTC командир экипажа Нил Армстронг и пилот Эдвин Базз Олдрин посадили лунный модуль корабля в юго-западном районе Моря Спокойствия. Они оставались на поверхности Луны в течение 21 часа 36 минут и 21 секунды. Всё это время пилот командного модуля Майкл Коллинз ожидал их на окололунной орбите. Астронавты совершили один выход на лунную поверхность, который продолжался 2 часа 31 минуту 40 секунд. Первым человеком, ступившим на Луну, стал Нил Армстронг. Это произошло 21 июля, в 02:56:15 UTC. Через 15 минут к нему присоединился Олдрин.
Астронавты установили в месте посадки флаг США, разместили комплект научных приборов и собрали 21,55 кг образцов лунного грунта, которые были доставлены на Землю. После полёта члены экипажа и образцы лунной породы прошли строгий карантин, который не выявил никаких лунных микроорганизмов.
В августе 1969 года экипаж торжественно встречали в Нью-Йорке, Лос-Анджелесе, Чикаго. 
Успешное выполнение программы полёта «Аполлона-11» означало достижение национальной цели, поставленной президентом США Джоном Кеннеди в мае 1961 года — до конца десятилетия осуществить высадку на Луну, и ознаменовало победу США в лунной гонке с СССР.

## Экипажи

### Основной

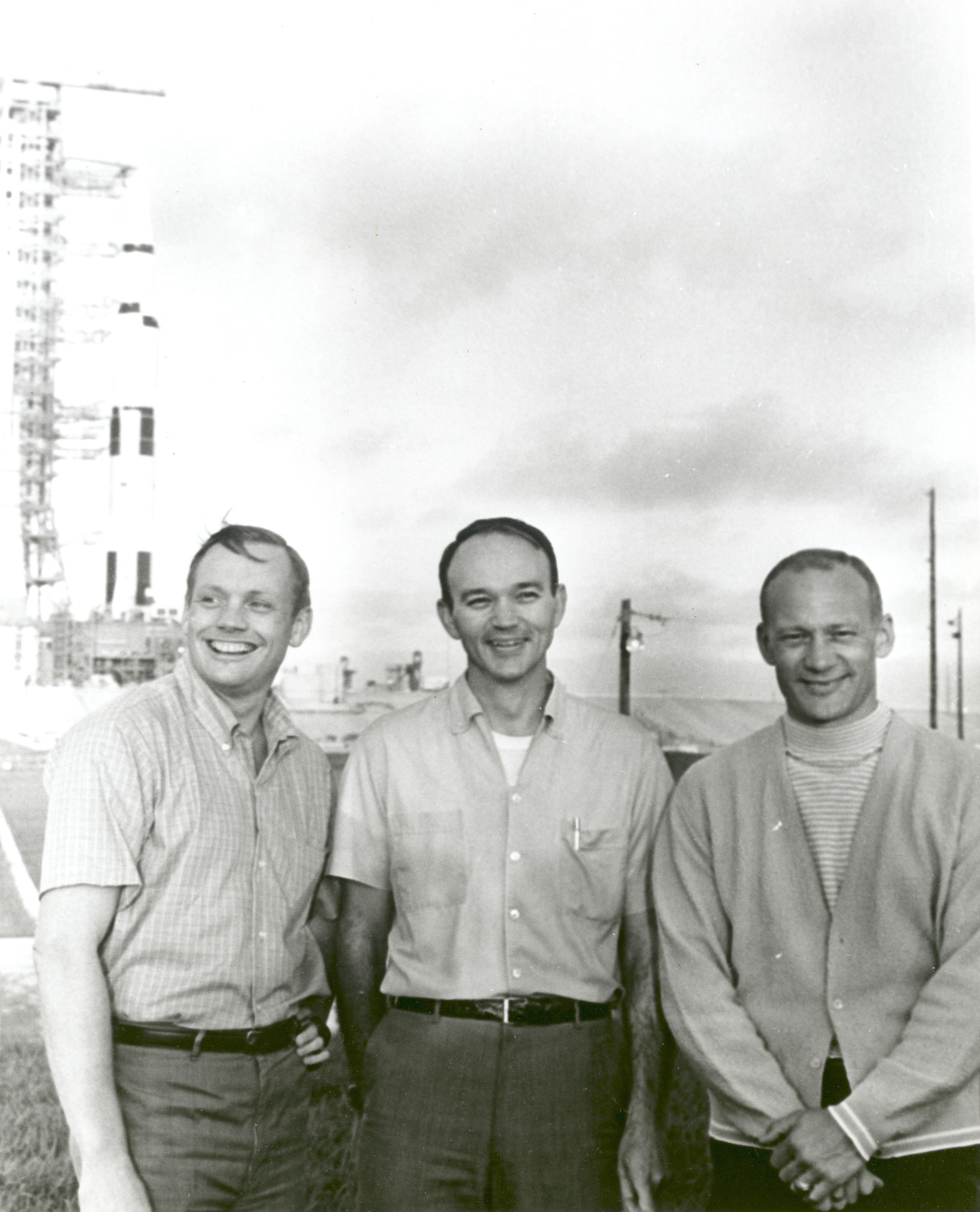
Слева направо: Нил Армстронг, Майкл Коллинз и Эдвин Олдрин во Флориде на фоне своего космического корабля

- Командир — Нил Армстронг (2-й космический полёт).
- Пилот командного модуля — Майкл Коллинз (2-й космический полёт).
- Пилот лунного модуля — Эдвин Олдрин (2-й космический полёт).

Все члены экипажа были опытными лётчиками-испытателями. Армстронг служил в авиации ВМС США, но ко времени полёта вышел в отставку и был гражданским сотрудником НАСА. Коллинз и Олдрин были офицерами ВВС США. Армстронг и Олдрин участвовали в Корейской войне. Полёт «Аполлона-11» стал вторым случаем в истории американской пилотируемой космической программы, когда весь экипаж состоял только из опытных астронавтов (первый — «Аполлон-10», третьим через почти два десятка лет станет STS-26). Все трое совершили по одному космическому полёту в рамках «Программы Джемини». Армстронг был командиром корабля «Джемини-8». В том полёте в марте 1966 года впервые в мире в ручном режиме была осуществлена стыковка двух космических кораблей. Миссия была прервана досрочно из-за неполадок в двигателе системы ориентации, которые привели к неуправляемому быстрому вращению состыкованных кораблей и создали угрозу для жизни членов экипажа.
Коллинз вместе с Джоном Янгом (командир) в июле 1966 года летал в качестве пилота на «Джемини-10». Было впервые осуществлено сближение с двумя различными космическими кораблями. Коллинз совершил два выхода в открытое космическое пространство. В ходе одного из них он впервые перешёл от одного корабля к другому.
Олдрин в ноябре 1966 года пилотировал «Джемини-12» (командир — Джеймс Ловелл). В ходе миссии совершил три выхода в космос общей продолжительностью 5,5 часа.
Все трое — одногодки, 1930 года рождения.

### Дублирующий
- Командир — Джеймс Ловелл
- Пилот командного модуля — Уильям Андерс
- Пилот лунного модуля — Фред Хейз

Джеймс Ловелл имел опыт трёх космических полётов. В декабре 1965 года он летал пилотом «Джемини-7» (командир Фрэнк Борман) и в ноябре 1966-го — командиром «Джемини-12». В декабре 1968 года он в качестве пилота командного модуля участвовал в полёте «Аполлона-8» (первый пилотируемый полёт к Луне). Уильям Андерс летал один раз, также на «Аполлоне-8». Фред Хейз на тот момент опыта космических полётов ещё не имел.

### Экипаж поддержки
- Томас Маттингли
- Рональд Эванс
- Джон Суайгерт
- Уильям Поуг[2]

## Выбор астронавтов для полёта
К пилотируемым испытаниям лунного модуля готовился экипаж Макдивитта, Скотта и Швайкарта (дублёры: Чарльз Конрад, Ричард Гордон и Алан Бин), а к испытаниям лунного модуля на очень высокой околоземной орбите — экипаж Бормана, Коллинза и Андерса (дублёры: Армстронг, Олдрин и Хейз).
Принцип ротации экипажей, которого придерживался начальник отряда астронавтов Дональд Слейтон, состоял в том, что дублирующий экипаж становился основным через два полёта на третий. Соответственно, при данном порядке экипаж для первой высадки должны были составить Конрад, Гордон и Бин. Однако узнав о том, что «Аполлон-8» полетит без лунного модуля, Джеймс Макдивитт отказался от этого полёта, сославшись на то, что он слишком много времени потратил на подготовку к пилотированию лунного корабля. Фрэнк Борман, который должен был лететь на «Аполлоне-9», отнёсся к программе облёта Луны с большим энтузиазмом, несмотря на то, что лететь предстояло без лунного модуля.
Таким образом из-за смены очерёдности полётов экипажей Макдивитта и Бормана командир дублирующего экипажа Чарльз Конрад потерял шанс стать первым человеком на Луне. Вместо этого он стал третьим, как командир экипажа «Аполлона-12».
Дублёрами экипажа «Аполлона-8» были Нил Армстронг, Базз Олдрин и Фред Хейз, которые и оказались на первом месте в «лунной очереди».

### Роль случая

#### Нил Армстронг
Есть сведения, что, вопреки принципу ротации, Дональд Слейтон предлагал Фрэнку Борману и его экипажу осуществить первую посадку на Луну вместо Армстронга и Олдрина, но тот отказался. 9 января 1969 года на пресс-конференции Борман заявил, что полёт на «Аполлоне-8» был для него последним (до этого он пообещал жене и детям больше не летать в космос), тем самым публично отказавшись от шансов стать первым на Луне. В тот же день экипаж Армстронга был назван основным экипажем «Аполлона-11». Помешать стать первыми им с того момента могли только проблемы с «Аполлоном-9» и «Аполлоном-10».

#### Майкл Коллинз
Майкл Коллинз более года готовился к полёту «Аполлона-8» в составе основного экипажа вместе с Фрэнком Борманом и Уильямом Андерсом. Причём изначально он был назначен пилотом лунного модуля. Однако руководство НАСА посчитало нежелательным оставлять новичка Андерса одного в командно-служебном модуле, в то время как его коллеги летают на лунном корабле. Астронавтов поменяли местами, Коллинз стал пилотом командного модуля и остался в этом качестве до конца своей карьеры астронавта. Если бы не эта перестановка, он мог совершить посадку на Луну вместе с Армстронгом, вместо Олдрина.
В экипаже «Аполлона-8» Коллинз был заменён Джеймсом Ловеллом из-за необходимости хирургической операции по поводу межпозвоночной грыжи шейных позвонков. После выздоровления и восстановления лётного статуса он был введён в состав основного экипажа «Аполлона-11», заменив Фреда Хейза, ещё не имевшего опыта космических полётов.

#### Эдвин (Базз) Олдрин
Олдрин никак не попадал в основные экипажи ни одного из последних кораблей в рамках проекта «Джемини». Он, как дублёр, готовился к полёту «Джемини-10», но «Джемини-13» в планах не было. Последним должен был стать полёт «Джемини-12». Всё изменилось после того, как в авиакатастрофе за четыре месяца до старта погиб основной экипаж «Джемини-9»: Эллиотт Си и Чарльз Бассетт. Олдрин вместе со своим командиром Джеймсом Ловеллом был передвинут в дублирующий экипаж скорректированной миссии «Джемини-9А». После этого он полетел на «Джемини-12», блестяще показал себя во время трёх выходов в космос и попал в дублирующий экипаж «Аполлона-8».

## Первый человек на Луне
Как только стало ясно, что первую посадку на Луну совершит «Аполлон-11», журналисты и некоторые сотрудники НАСА начали высказывать предположения, что первым человеком на Луне станет Эдвин Олдрин. Логика заключалась в том, что во время полётов по программе «Джемини» внекорабельную деятельность (ВКД) в открытом космосе всегда осуществлял пилот, а не командир. В ранних набросках планов первой лунной высадки специалисты среднего звена в Центре пилотируемых космических полётов в Хьюстоне даже успели написать, что первым выходит пилот лунного модуля. При этом не было учтено то, что в условиях тесной кабины лунного корабля пилоту в скафандре и с ранцем портативной системы жизнеобеспечения за спиной пришлось бы буквально перелезать через командира, поскольку основной люк открывался слева внутрь, а место командира было слева, пилота — справа. Когда этот манёвр попробовали отрепетировать, результатом стали небольшие повреждения в кабине макета лунного модуля. Начальник отряда астронавтов Дональд Слейтон позже вспоминал, что, по его мнению, даже исходя из обычных правил протокола, командир должен был быть первым. Слейтон дал указание изменить наброски планов, и руководство его поддержало. Все предположения, что Армстронг использовал своё служебное положение, Слейтон категорически отрицал. Армстронг, со своей стороны, уверял, что его мнения никто и не спрашивал. А Олдрин написал, как считают эксперты, не очень убедительно, что его вполне устраивало, если первым должен был стать Нил.

Нил Армстронг. Тренировка с фотокамерой
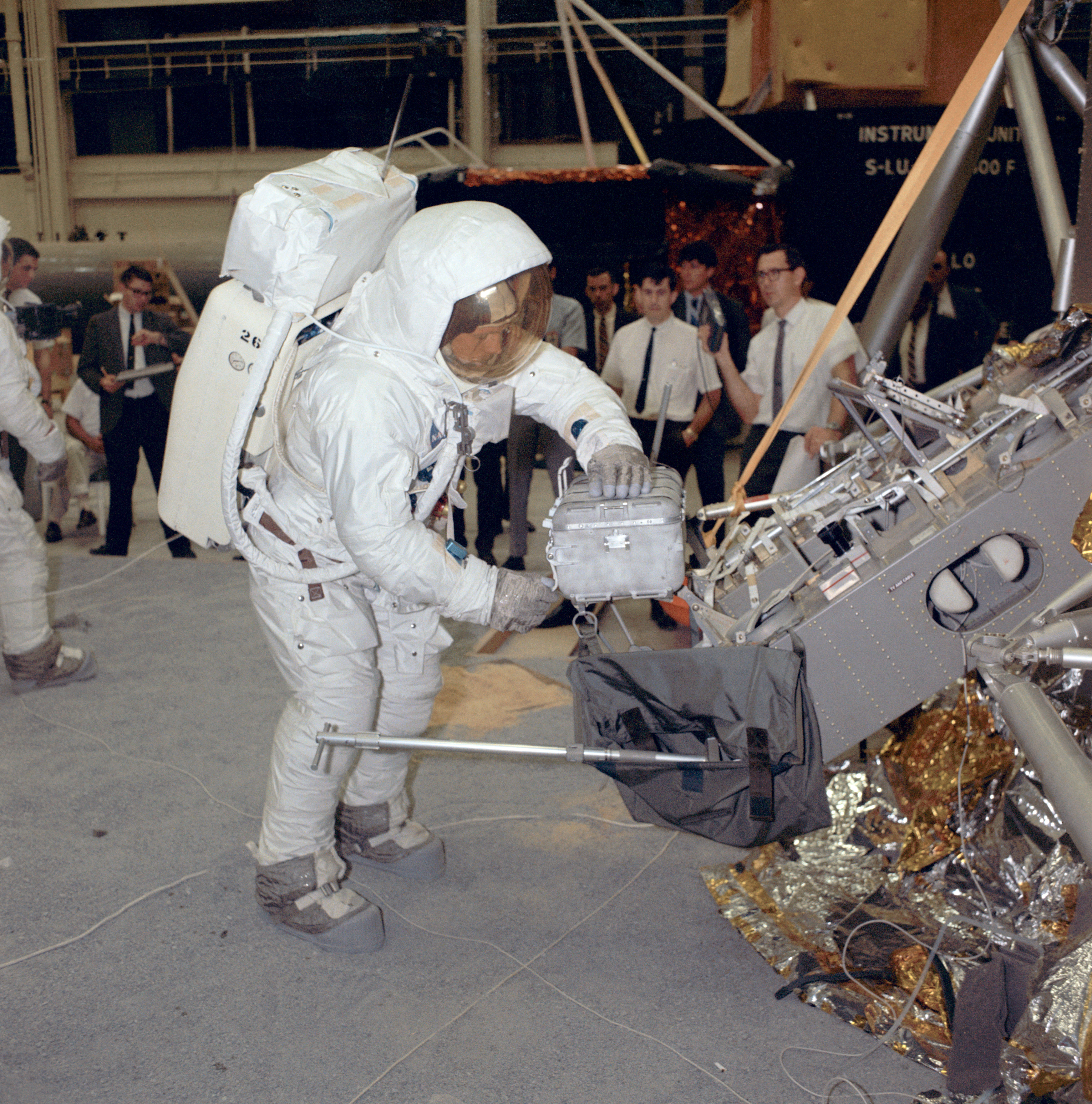
Армстронг упаковывает контейнер с земными камнями и песком во время тренировки в Центре пилотируемых полётов в Хьюстоне 18 апреля 1969 года
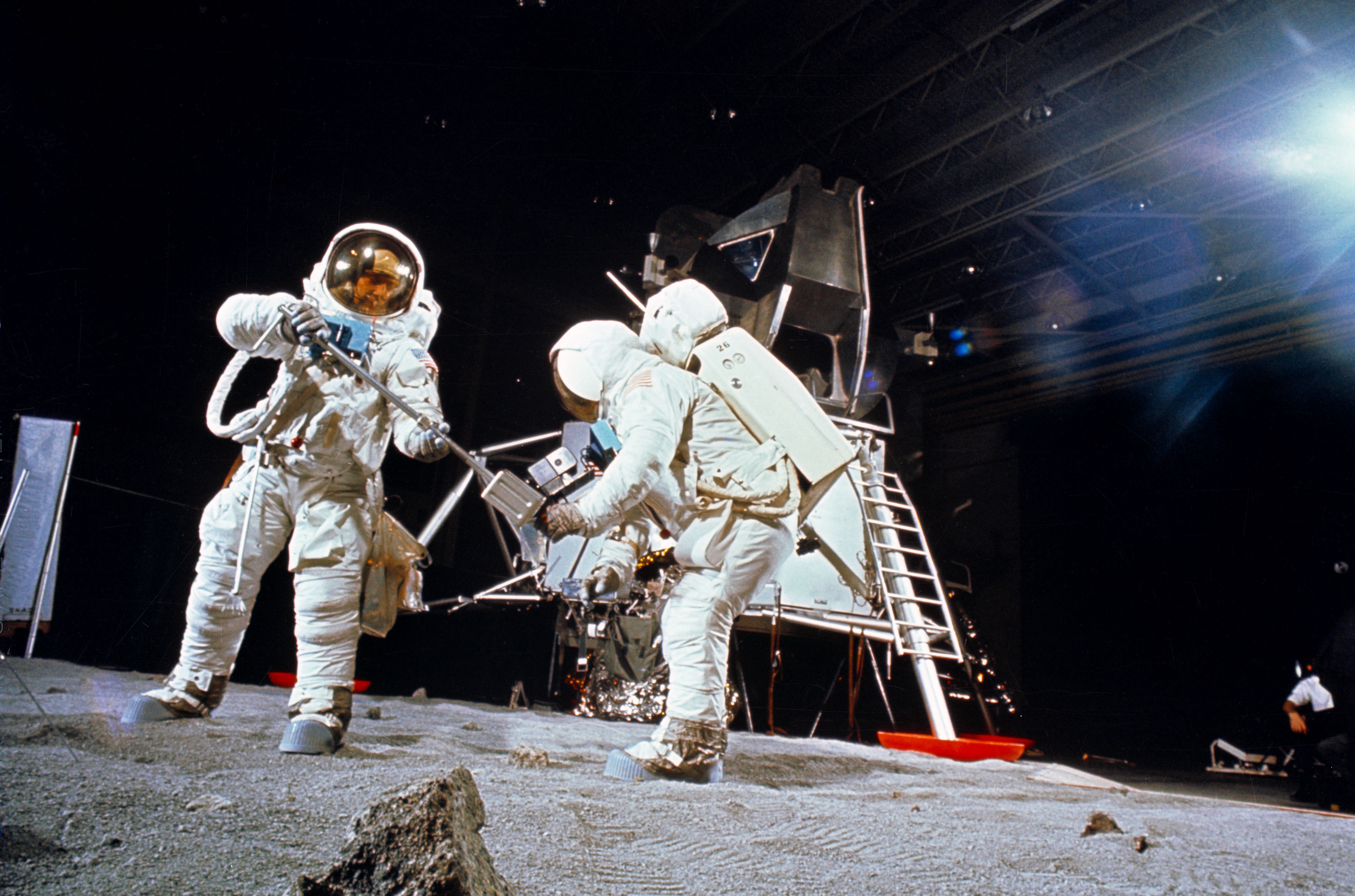
Олдрин (слева) и Армстронг в Хьюстоне во время тренировки выхода на лунную поверхность (22 апреля 1969 года)

Директор программы космических кораблей «Аполлон» Джордж Лоу позднее в одном из своих писем пояснил, как было принято решение. По его словам, 27 июня 1969 года среди ночи его разбудил звонок корреспондента Ассошиэйтед Пресс, который просил прояснить имевшуюся у него информацию о том, что Армстронг использовал своё положение, и рассказать, как было принято решение, кому первому выходить из лунного модуля. Лоу ответил, что в последние годы рассматривались различные варианты: выход одного астронавта, выход обоих, кто выходит первым и т. д. Но был только один одобренный план, который был принят за 2—4 недели до того, как о нём публично было объявлено. Это было в апреле 1969 года. Решение было принято на основе рекомендации Управления операций полётных экипажей (Flight Crew Operations Directorate, FCOD). По словам Лоу, он был уверен, что Армстронг приложил руку к выработке этой рекомендации, но последнее слово ни в коем случае не было за ним.

## Подготовка астронавтов
До марта 1969 года, когда на околоземную орбиту отправился «Аполлон-9», астронавты Нил Армстронг, Майкл Коллинз и Эдвин Олдрин стояли третьими в очереди на тренировки на тренажёрах командного и лунного модулей. И только в мае, когда к Луне полетел «Аполлон-10», они получили приоритет. Каждый из астронавтов провёл на тренажёрах более 400 часов, отрабатывая все возможные нюансы миссии и нештатные ситуации.
| |                                                                                                 |                                                                       |                         | |
| Слева направо: Нил Армстронг, Майкл Коллинз и Эдвин Олдрин в кабине командного модуля во время одной из тренировок на Земле | Нил Армстронг перед тренажёром лунного модуля, подвешенным к башне-крану (12 февраля 1969 года) | Летательный аппарат для отработки лунных посадок на Земле (LLRV/LLTV) | Армстронг в кабине LLTV | Армстронг катапультируется за несколько секунд до аварии LLRV № 1, 6 мая 1968 года на базе ВВС США Эллингтон |

Для командиров и пилотов лунного модуля основного и дублирующего экипажей главной была отработка посадки на Луну. Пилоты тренировались на модели лунного модуля, которая подвешивалась к высокой башне-крану на тросах, чтобы компенсировать 5/6 массы тренажёра. Но при этом не обеспечивалась полная свобода передвижения во всех трёх направлениях. В распоряжении командиров были более совершенные симуляторы, так называемые летательные аппараты для отработки лунных посадок — англ. Lunar Landing Research Vehicle (LLRV) и его модификация англ. Lunar Landing Training Vehicle (LLTV). Они представляли собой каркас из алюминиевых труб, на котором крепились три основных и 16 маневровых двигателей и кабина управления. Один из основных двигателей поднимал аппарат на необходимую высоту (потолок — 1,8 км) и затем во время спуска и мягкой посадки создавал постоянную тягу, компенсировавшую 5/6 массы, и обеспечивал условия, близкие к условиям лунной гравитации. Астронавты называли их «летающими остовами кроватей» (англ. The Flying Bedstead). В мае 1968 года, ещё тренируясь как командир дублирующего экипажа «Аполлона-8», Нил Армстронг едва не потерпел катастрофу на LLRV № 1. Аппарат вышел из-под контроля, и Армстронгу пришлось катапультироваться с 60-метровой высоты, он отделался лёгкими ушибами. LLRV разбился и сгорел.

Армстронг и Олдрин на полевых занятиях по геологии в Сьерра-Бланка, в Техасе (февраль 1969 года)
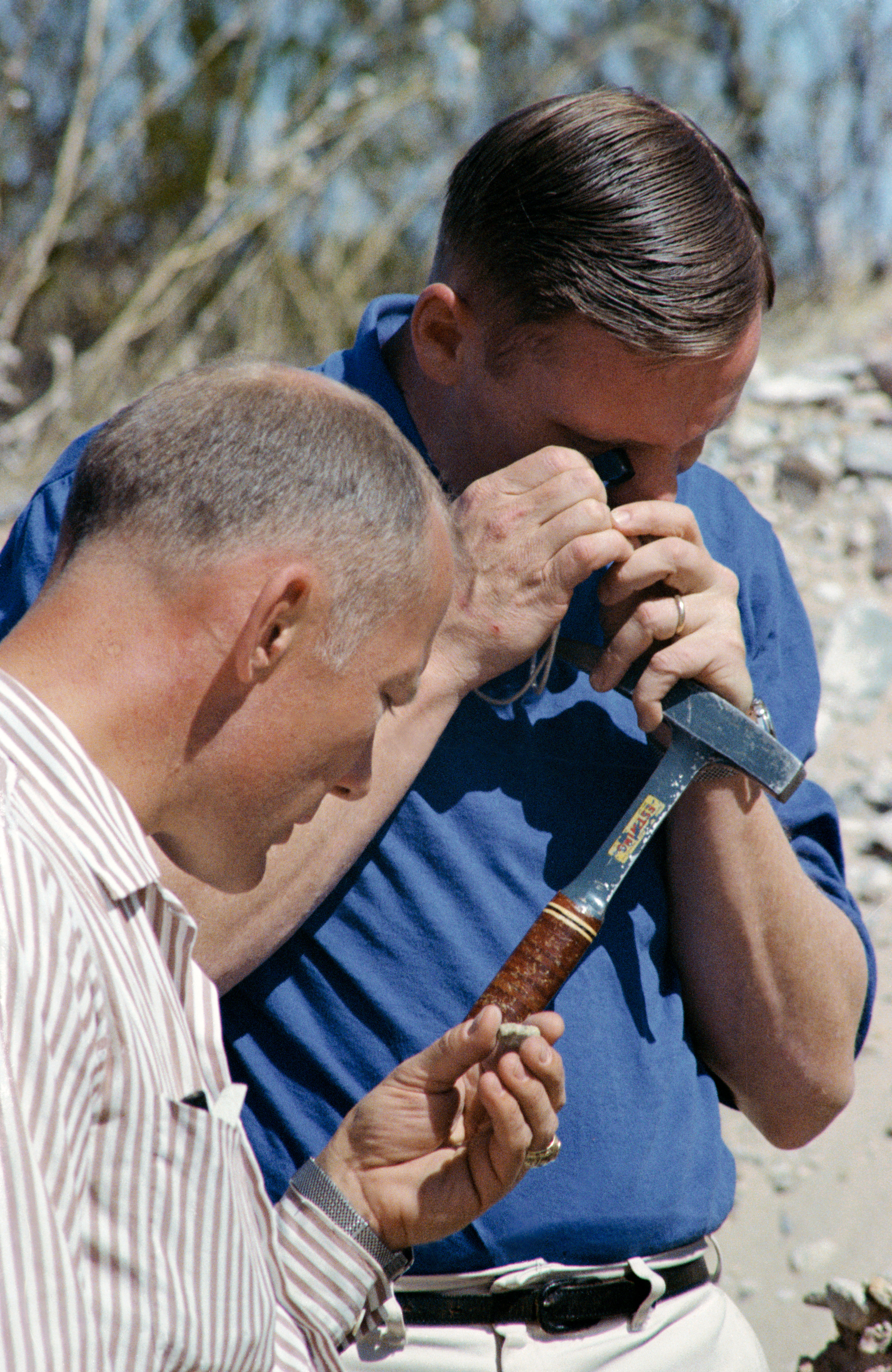
Астронавты изучают геологические образцы в горах Куитман, в Техасе (25 февраля 1969 года)
За два дня до старта, 14 июля 1969 года: Нил Армстронг перечитывает полётный план

В последние месяцы перед стартом у астронавтов было много тренировок, имитировавших выход на лунную поверхность в полном снаряжении, работы по сбору образцов грунта и установку научных приборов и экспериментов (в том числе в специальной вакуумной камере в ЦУПе в Хьюстоне). В то же время было сравнительно мало практических полевых занятий по геологии. Последние лекции по геологии они прослушали в середине апреля. По мере приближения старта Армстронга всё больше стало беспокоить, что он может сделать или сказать что-нибудь не так, описывая свои впечатления или собирая образцы. Один из геологов заверил его, что всё, что он скажет, и любой образец, который соберёт, будут бесценны просто потому, что он станет первым человеком, который будет вести научные наблюдения на поверхности Луны.
9 июня на мыс Канаверал была доставлена фотомозаика района посадки, с тем чтобы Армстронг и Олдрин могли на тренажёре отрабатывать заход на посадку и прилунение. Тренировки на LLTV по выполнению лунных посадок Нил Армстронг закончил 16 июня. За три дня, с 14 по 16 июня, он совершил 8 полётов на LLTV. Когда астронавтам «Аполлона-10» и «Аполлона-11» пришло приглашение из Белого Дома на обед с Президентом, Дональд Слейтон ответил в штаб-квартиру НАСА в Вашингтоне, что изъятие одного дня из графика подготовки может отложить запуск на целый месяц.

## Район посадки
Лунный модуль «Аполлона-11» совершил посадку почти на экваторе, в юго-западной части Моря Спокойствия, в точке с координатами: 0° 41' 15" с. ш. 23° 26' в. д. К районам потенциальных посадок предъявлялись следующие требования:
- поскольку ранние «Аполлоны» летали к Луне по так называемой траектории свободного возвращения к Земле (на случай отказа основного двигателя при выходе на окололунную орбиту), они должны были располагаться на видимой стороне в полосе между 5° с. ш. и 5° ю. ш. и между 45° в. д. и 45° з. д. (шириной около 300 км и длиной около 2400 км);
- отвечать требованиям наиболее экономного расхода топлива;
- иметь ровную поверхность (относительно небольшое количество кратеров, скал и валунов);
- на подлёте не должно было быть больших холмов, высоких скал или глубоких кратеров, которые могли бы привести к сбоям в показаниях посадочного радара;
- общий уклон поверхности в зоне посадки должен был быть менее 2°;
- западнее от основного должны были находиться запасные районы для посадки, чтобы на них, не выжидая целый месяц, можно было переключиться, если предстартовый отсчёт будет задержан на несколько дней.

Время запуска и, соответственно, посадки выбиралось с таким расчётом, чтобы Солнце не было слишком низко (очень длинные тени) и не стояло слишком высоко (никаких теней, размытые детали рельефа и высокая температура на поверхности). Оптимальным для посадки считалось раннее лунное утро, когда Солнце светило с востока (и не слепило астронавтов) и поднималось над горизонтом на 5°—14°. Такие условия освещения существовали в течение 16 часов и снова повторялись через 29,5 суток. «Окно» для запуска с целью посадки в определённом районе оставалось открытым в течение 66 часов, после этого нужно было переключаться на запасной район. Поиски мест для будущих посадок пилотируемых кораблей начались в середине 1963 года, однако только в 1967-м, по результатам полётов автоматических станций «Рейнджер», «Лунар орбитер» и «Сервейер», специальная комиссия составила список из 30 из них. К концу 1967 года он был сокращён до пяти. В окончательном варианте у «Аполлона-11» осталось три района посадки: основной — в юго-западном районе Моря Спокойствия — и два запасных, первый — в Центральном Заливе, западнее Моря Спокойствия, практически в центре лунного диска, и второй — ещё западнее, в юго-восточном районе Океана Бурь.

## Эмблема миссии и позывные кораблей
В обязанности экипажа входили разработка дизайна эмблемы миссии и выбор позывных для кораблей. Позывные использовались во всех полётах после «Аполлона-8», чтобы не создавалось путаницы во время раздельных операций командно-служебного и лунного модулей. Астронавты хотели сделать эмблему очень простой и недвусмысленной, показывающей мирное покорение Луны. Джеймс Ловелл предложил изобразить орла. Майкл Коллинз сделал рисунок. На нём орёл, держащий в клюве оливковую ветвь, символ мира, садится на лунную поверхность. Позади него — Земля, в отдалении и вверху надпись «Аполлон-11». В конце мая 1969 года Дональд Слейтон представил эмблему в штаб-квартиру НАСА. Но этот вариант не прошёл, руководству не понравились слишком угрожающие когти орла. Компромисс был найден путём перемещения оливковой ветви из клюва в лапы. Эмблема «Аполлона-11» отличается от эмблем других миссий: арабские цифры были выбраны вместо римских из-за опасений, что смысл символа «XI» может быть понятен не всем народам. Также отсутствуют фамилии астронавтов, экипаж был за то, чтобы без фамилий эмблема представляла всех, кто сделал первую посадку людей на Луну возможной. Позывным кораблей в этой исторической миссии тоже уделялось особое внимание. Они должны были звучать на весь мир, и тут несерьёзность, которую допустили экипажи «Аполлона-9» и «Аполлона-10», была неуместна. Сначала одним из вариантов были «Ромео» и «Джульетта», но после того, как сложилась идея эмблемы, название лунного модуля просилось само собой — англ. Eagle («Орёл»). С командным модулем оказалось сложнее. Коллинз мучился с названием до середины июня. В итоге была выбрана «Колумбия», один из символов США, название Статуи Свободы, которая увенчивает здание Капитолия в Вашингтоне, и одновременно — название гигантской пушки из романа Жюля Верна «С Земли на Луну прямым путём за 97 часов 20 минут», «Колумбиада».

## Планы мемориальных мероприятий
В январе 1969 года НАСА приступило к выработке плана мероприятий по увековечиванию исторического полёта и первой высадки людей на Луну. 1 апреля состоялось первое заседание специально созданной для этого комиссии. Рассматривались три вопроса: 1) что астронавты оставят на Луне; 2) что должно быть прикреплено к посадочной ступени лунного модуля и 3) какие предметы должны быть взяты на Луну и возвращены обратно. Главным был вопрос об установке флага или флагов (первоначально предлагалось, чтобы астронавты, помимо флага США, установили на Луне ещё и флаг ООН). Целью комиссии было чётко и ясно выразить, что именно Соединённые Штаты первыми совершили посадку людей на Луне, независимо от выбранных символов. Окончательные решения комиссии были обнародованы 3 июля, менее чем за две недели до старта «Аполлона-11». На Луне будет развёрнут только флаг США. Маленькие флаги 135 стран - членов ООН, а также самой Организации Объединённых Наций и всех штатов и территорий США будут находиться в лунном модуле и возвратятся на Землю. Отправить в полёт с возвращением назад также предполагалось два полноразмерных флага США, которые на истребителе предварительно пролетят над обоими зданиями Конгресса США (они всё время должны были находиться в командном модуле), специальный почтовый штемпель для гашения, «лунное письмо» в виде конверта с пробной маркой, которое будет погашено экипажем в полёте, и клише для последующего печатания коммеморативной марки «Первый человек на Луне». Кроме флага, на Луне должны были остаться ещё два предмета: маленький кремниевый диск диаметром 3,8 см с нанесёнными на него миниатюрными заявлениями Президентов США Эйзенхауэра, Кеннеди, Джонсона и Никсона, посланиями доброй воли руководителей или представителей 73 государств, именами лидеров Конгресса США и членов четырёх комитетов Конгресса, ответственных за принятие законов, связанных с НАСА, и именами высших руководителей НАСА, действующих и уже вышедших в отставку, а также памятная металлическая пластина, прикреплённая к одной из опор посадочной ступени «Орла». На ней были изображены оба полушария Земли, океаны и континенты без государственных границ. Ниже был помещён текст:

Здесь люди с планеты Земля впервые ступили на Луну. Июль 1969 нашей эры. Мы пришли с миром от имени всего человечества.
Оригинальный текст (англ.)
Here men from the planet Earth first set foot upon the Moon. July 1969, A. D. We came in peace for all mankind.

На пластине были выгравированы подписи всех троих членов экипажа и Президента США Ричарда Никсона.
Комиссия также решила, что астронавты могут взять с собой в полёт личные предметы, которые должны быть согласованы с Дональдом Слейтоном. В наборе личных вещей Армстронга находились деревянный фрагмент левого пропеллера и кусочек ткани от левого верхнего крыла самолёта «Флайер» братьев Райт. Олдрин, по просьбе своего отца, взял с собой миниатюрную (размером 5 см х 7,6 см) автобиографию одного из пионеров ракетной техники Роберта Годдарда, изданную в 1966 году. Она стала первой книгой, побывавшей на Луне. После полёта астронавты подарили её вдове Годдарда Эстер, которая передала книгу Библиотеке Годдарда в университете Кларка в Вустере (штат Массачусетс).

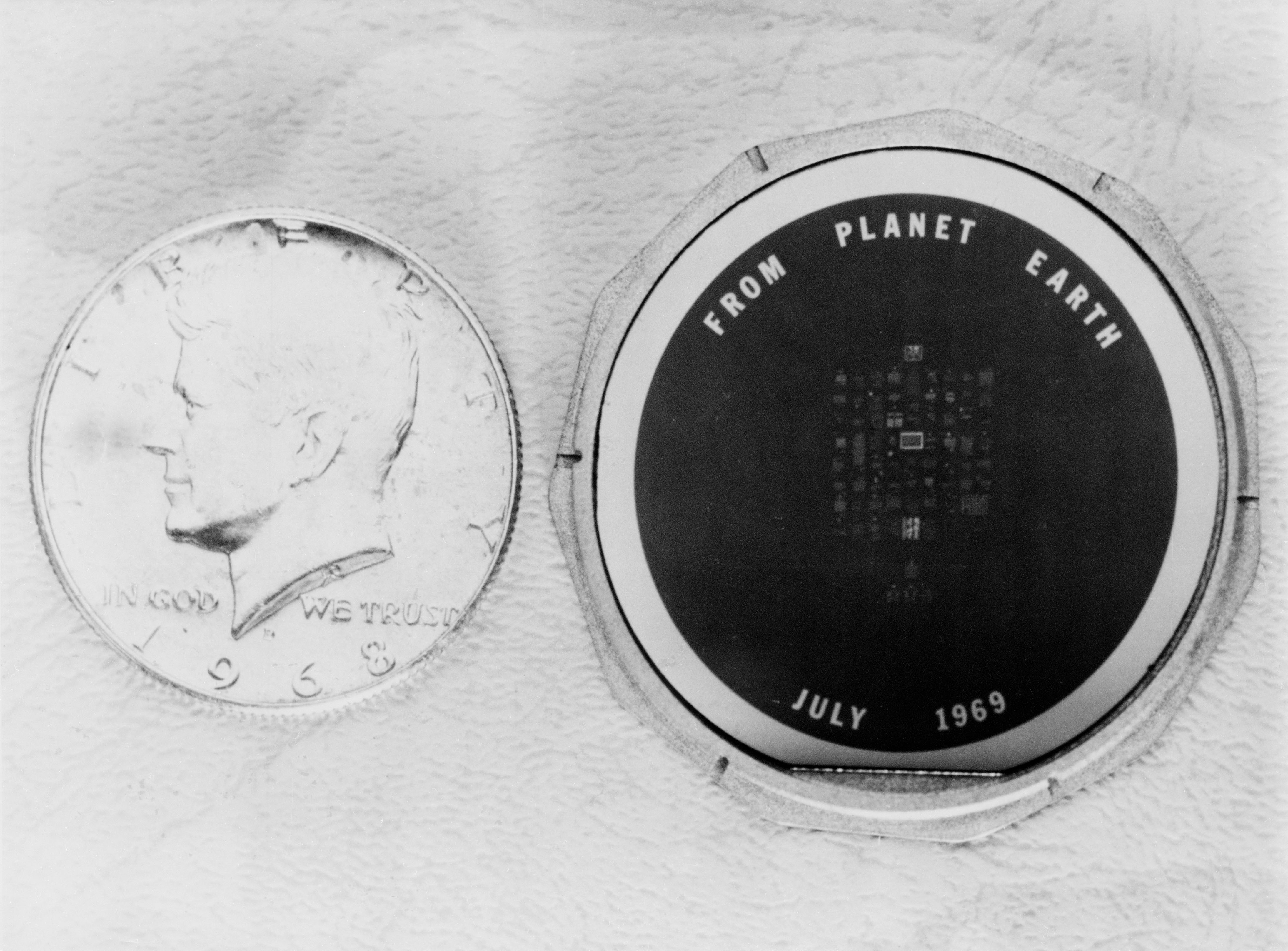
Кремниевый диск с посланиями. Слева для сравнения — полдолларовая монета
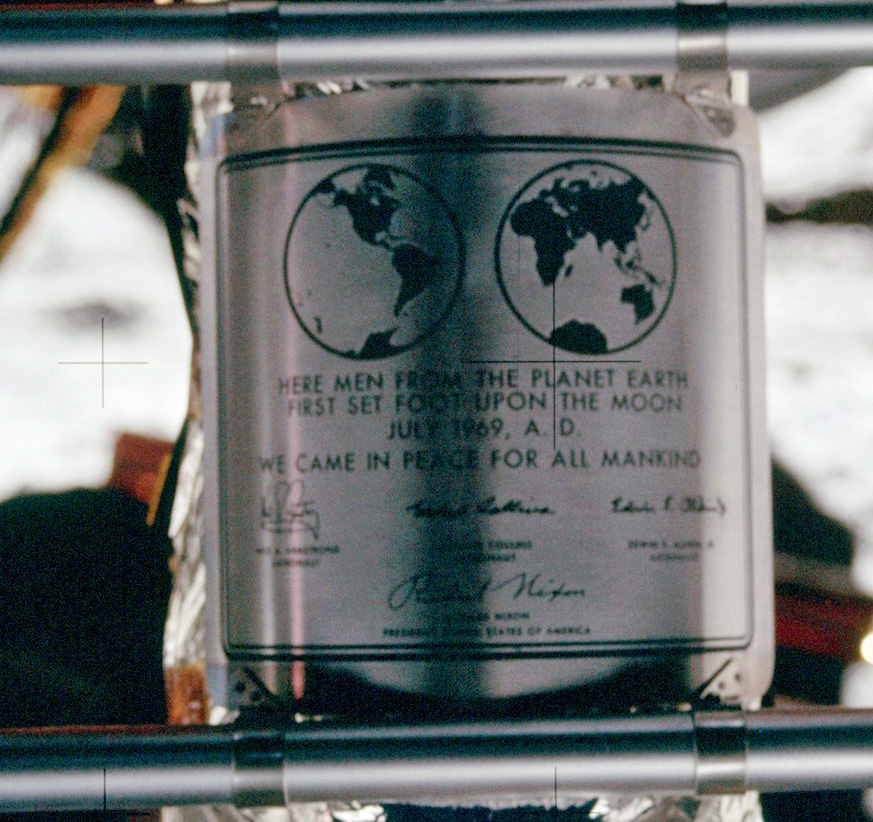
Мемориальная пластина на одной из опор посадочной ступени лунного модуля
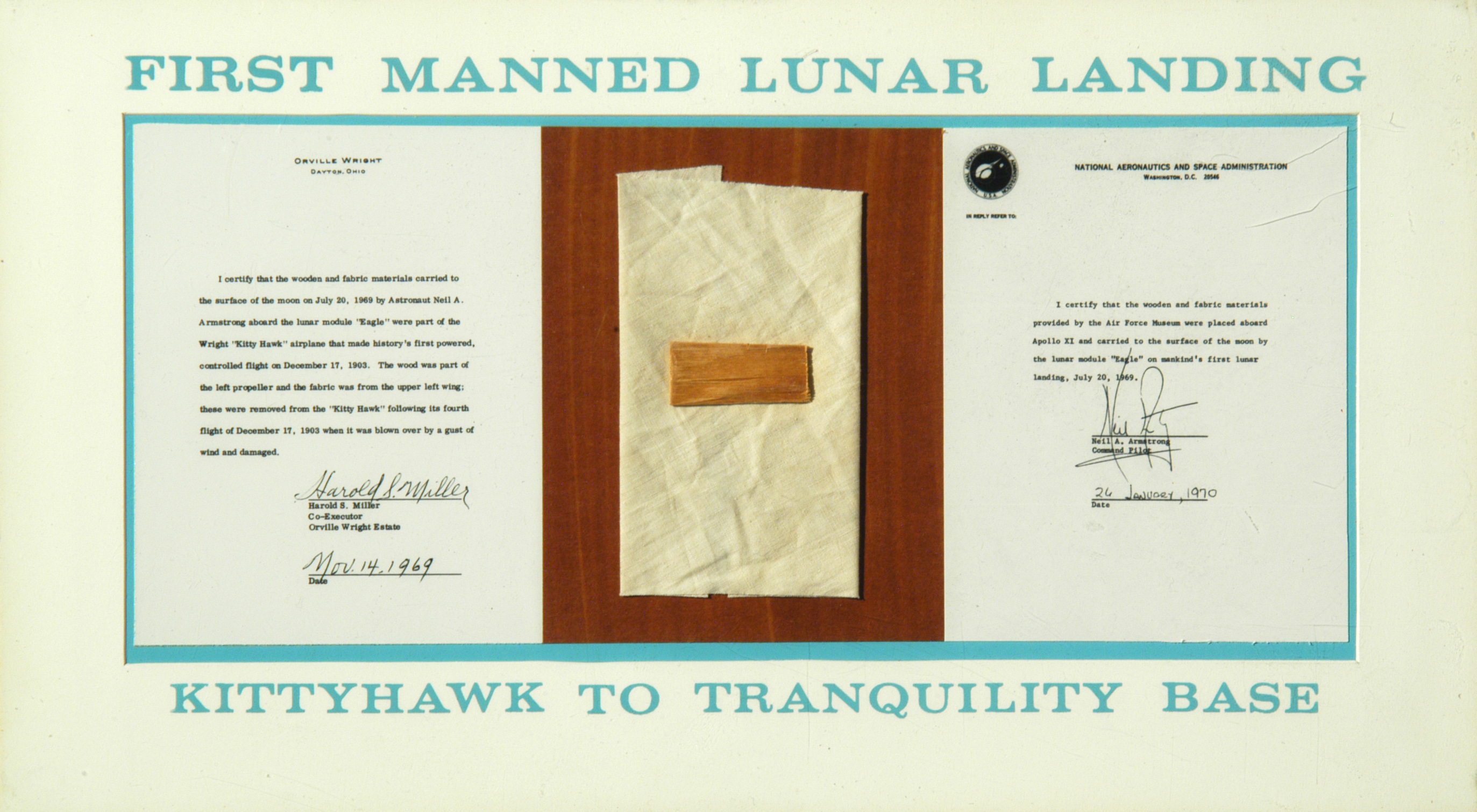
Побывавшие на Луне фрагменты пропеллера и крыла в экспозиции Национального мемориала братьев Райт
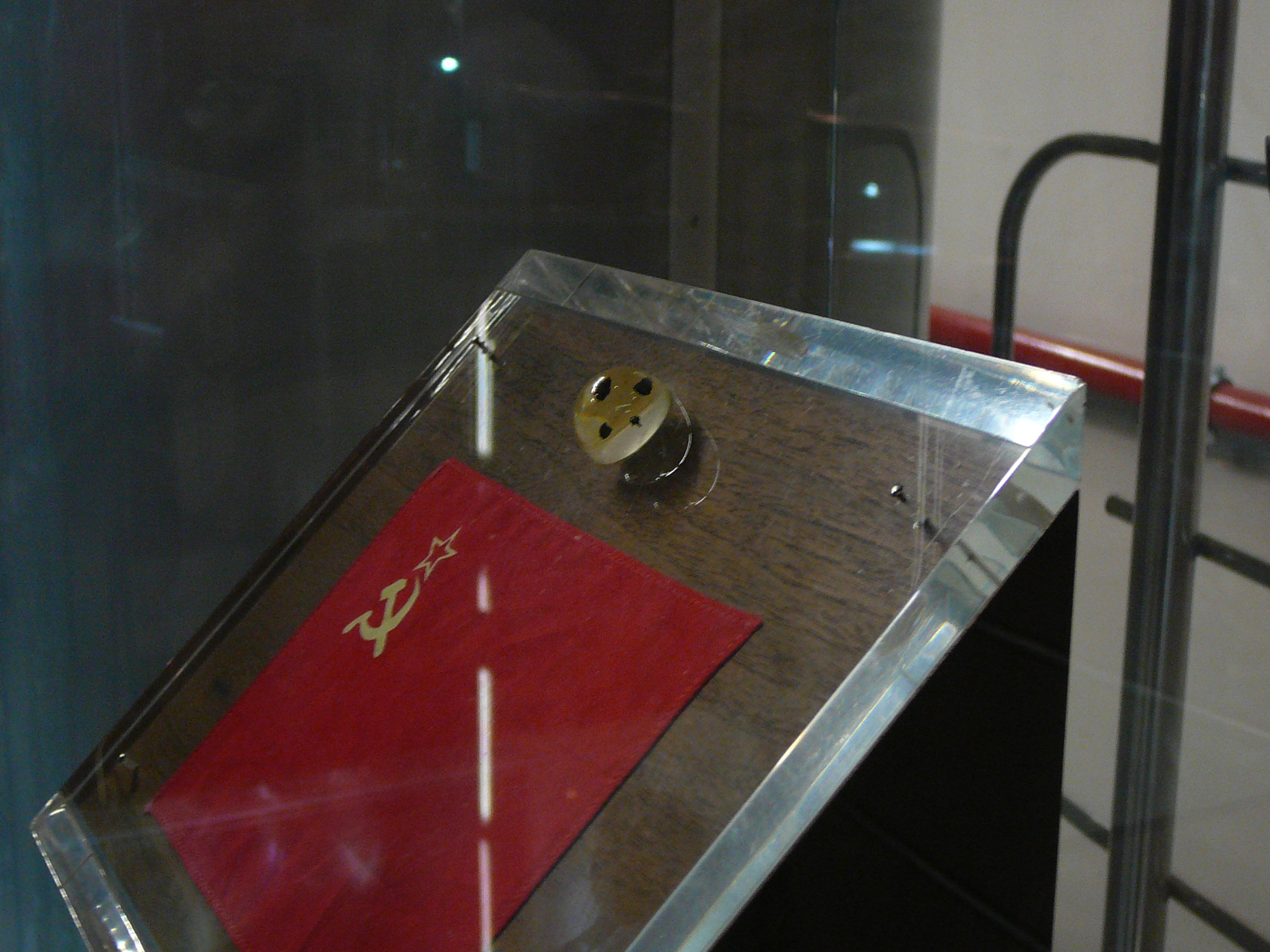
Флаг СССР, побывавший на Луне на борту «Орла», и чуть выше — ёмкость с лунным грунтом, привезённым «Аполлоном-11» и подаренным Советскому Союзу американцами. Экспонируются в Мемориальном музее космонавтики у станции метро ВДНХ в Москве

## Опасения биологического заражения

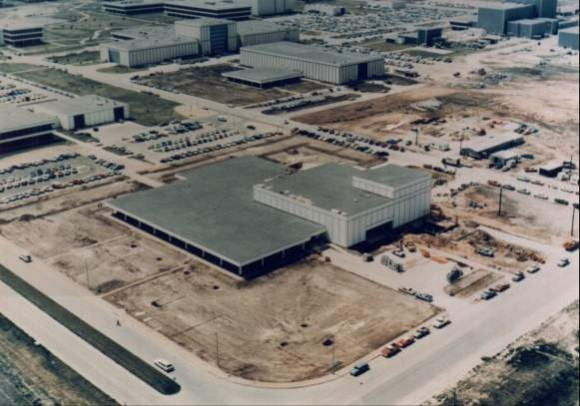
Здание Лунной приёмной лаборатории вскоре после постройки

В 1964 году астробиологи и специалисты Службы общественного здравоохранения США начали высказывать опасения, что грядущая высадка людей на Луну может привести к тому, что обратно на Землю будут завезены неизвестные науке микроорганизмы, способные вызвать катастрофические эпидемии. И хотя многие учёные полагали, что Луна безжизненна, абсолютной уверенности в этом ни у кого не было. Перед НАСА была поставлена задача разработать план мероприятий по недопущению биологического заражения Земли и обеспечить его реализацию. Тщательная оценка состояния дел в основных имевшихся на тот момент в стране гражданских и военных медико-биологических учреждениях была проведена дважды (сначала были изучены 12 объектов, во второй раз — 27). Эти инспекции показали, что ни один госпиталь или лаборатория не отвечают в полной мере требованиям строжайшей изоляции астронавтов и образцов лунного грунта. Специально для этих целей в 1966—1968 годах на территории Центра пилотируемых космических полётов в Хьюстоне была построена Лунная приёмная лаборатория (ЛПЛ). В ней на площади 25 300 м² разместились: зона экипажа, рассчитанная на изолированное проживание в течение трёх недель астронавтов, медиков и обслуживающего персонала, включая поваров; зона образцов лунного грунта с вакуумными камерами, где образцы хранились, анализировались и документировались; и административная зона с лабораториями, офисами и залами для конференций. Первые две были отделены от внешнего мира биологическим барьером. Неоднократные проверки оборудования и тренировки персонала, включая месячную и 6-недельную имитации полного карантина, потребовали устранения множества недоработок. 5 июня 1969 года Лунная приёмная лаборатория получила сертификат объекта биологического сдерживания. Были разработаны также специальные меры для этапа транспортировки астронавтов и контейнеров с образцами лунного грунта от места приводнения в Тихом океане до Лунной приёмной лаборатории. Они предусматривали, что астронавты после посадки пересаживаются из командного модуля в надувную лодку, сразу надевают костюмы биологической защиты и по прибытии вертолётом на борт поискового корабля переходят в специальный мобильный карантинный фургон без колёс, в котором их доставляют в Хьюстон.
Пристальное внимание широкой публики к проблемам заражения биосферы Земли инопланетными организмами и карантина астронавтов вызвала публикация в 1969 году, незадолго до полёта «Аполлона-11», научно-фантастического романа Майкла Крайтона «Штамм „Андромеда“».

## СССР: неудачный финиш лунной гонки

### «Космосы», «Зонды», «Союзы» и «Луны»
В марте, апреле и ноябре 1967 года Советский Союз запустил беспилотные космические корабли (КК) «Космос-146», «Космос-154» и не получивший порядкового номера «Зонд». Для американцев было очевидно, что их цель — Луна. Однако оба «Космоса» не смогли покинуть, а «Зонд» — выйти на околоземную орбиту. Первым порядковый номер получил «Зонд-4», но он был запущен 2 марта 1968 года не в сторону Луны, а от неё. В том же месяце американские спутники-шпионы зафиксировали вывоз на стартовую площадку советской гигантской ракеты-носителя Н-1. 26 октября 1968 года, через 4 дня после приводнения «Аполлона-7», был запущен пилотируемый КК «Союз-3». Он сблизился с беспилотным «Союзом-2» до расстояния 1 м, но стыковка не была произведена. В сентябре 1968 года «Зонд-5» первым из «Зондов» успешно облетел Луну и стал первым из советских космических кораблей, совершившим благополучное приводнение (в Индийском океане). Он также стал первым в мире космическим аппаратом (КА), возвратившим на Землю отснятую у Луны фотоплёнку. В ноябре того же года «Зонд-6» успешно сделал стереоскопические фотографии Луны, но разбился при посадке на Землю. В январе 1969 года были запущены ещё один «Зонд» без номера и «Союз-4» и «Союз-5», которые успешно состыковались. Полёт «Аполлона-10», состоявшийся в мае 1969 года, был обрамлён двумя запусками (в апреле и июне) автоматических станций «Луна» (не получивших номера), которые не вышли на заданную околоземную орбиту. По мнению американцев, они предназначались для высадки луноходов или для забора и возвращения на Землю образцов лунного грунта.

### Н-1
Первый запуск ракеты-носителя Н-1 состоялся 21 февраля 1969 года. На взлёте в хвостовой части ракеты в двигателе № 2 возник пожар. Система контроля за работой двигателей засекла возгорание, но через 68,7 секунды после старта выдала ошибочную команду на выключение всех двигателей. Ещё через 1,3 секунды ракета взорвалась, её обломки упали в 45 км от стартовой площадки. Попытка второго запуска Н-1 была предпринята менее чем за 2 недели до старта «Аполлона-11», 3 июля 1969 года. Почти сразу после старта, когда ракета ещё даже не поднялась выше башни обслуживания, взорвался двигатель № 8, после чего автоматически попарно были отключены все остальные двигатели. Н-1 упала на стартовый стол и взорвалась.

### «Луна-15»
За три дня до старта «Аполлона-11» СССР запустил автоматическую станцию «Луна-15», которая должна была достигнуть Луны как раз в день старта, 16 июля. Для американцев этот запуск был загадкой, но высказывались предположения, что его цель — мягкая посадка аппарата на Луну и возвращение его на Землю с образцами лунного грунта до возвращения «Аполлона-11». 16 июля «Луна-15» благополучно вышла на окололунную орбиту. В течение 52 витков с ней были проведены 86 сеансов связи, но при попытке посадки 21 июля 1969 года, всего за несколько часов до взлёта Армстронга и Олдрина с Луны, она разбилась.

## Предполётный карантин

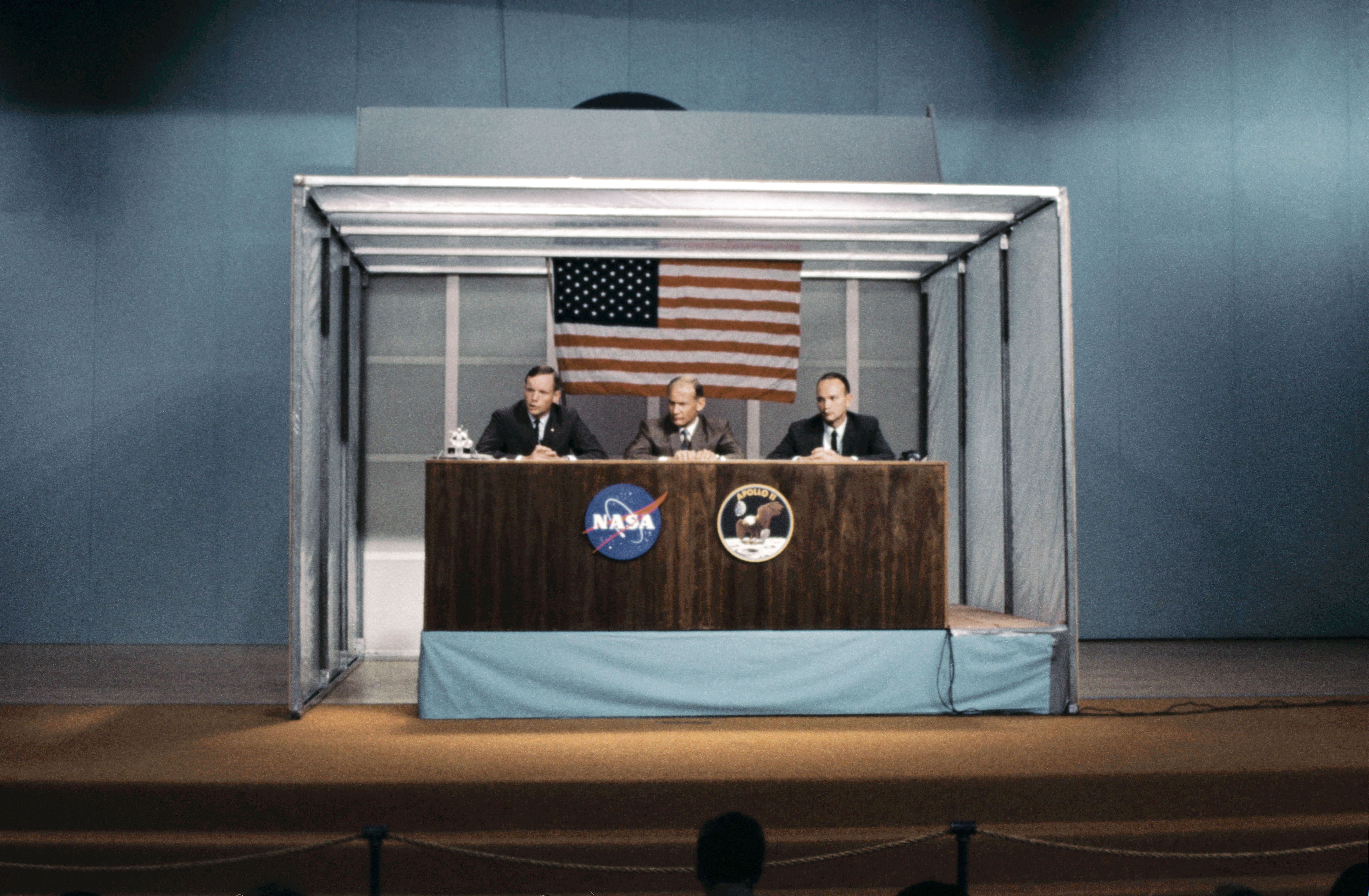
Экипаж «Аполлона-11» на пресс-конференции 5 июля 1969 года. Слева направо: Армстронг, Олдрин, Коллинз

Учитывая усталость и недомогание астронавтов «Аполлона-9», которые задержали начало их экспедиции на 3 дня, главный врач полёта «Аполлона-11» Чарльз Берри за две недели до старта уменьшил тренировочные нагрузки на астронавтов и поместил их в карантин. Входить в контакт с ними мог только узкий круг специалистов, имевших отношение к тренировкам, и ближайших родственников, если ни у кого не было симптомов заболеваний. 5 июля Армстронг, Коллинз и Олдрин провели в Центре управления полётами в Хьюстоне пресс-конференцию. Они сидели в пластиковой будке в 15 м от ближайших репортёров. Астронавты рассказали о том, что будет впервые в предстоящем полёте, который станет окончательным испытанием корабля и лунного модуля: посадка на Луну, пребывание людей в условиях 1/6 земной гравитации, новые температурные условия, выход двух астронавтов на поверхность Луны, сон на Луне, наблюдение звёзд с Луны в навигационный телескоп и взлёт с Луны с помощью 7-минутного включения двигателя взлётной ступени «Орла».
6 июля НАСА выпустила сборник для прессы. В нём подробно были расписаны сотни деталей предстоящего полёта.
14 июля состоялась последняя предполётная пресс-конференция экипажа, которая транслировалась по телевидению. На этот раз астронавты и корреспондентский пул из 4 репортёров находились вообще в разных зданиях на расстоянии 24 км друг от друга, связанных телевизионным кабелем. Телеоператоры, допущенные в одну аудиторию с экипажем, прошли тщательный медосмотр. Отвечая на вопрос, есть ли у них страх перед полётом, Армстронг сказал, что страх — это не то чувство, которое им незнакомо. Но у них, как у команды, нет страха перед взлётом и отправкой в эту экспедицию.
На 15 июля астронавты были приглашены на обед с Президентом Ричардом Никсоном. Но Чарльз Берри заблаговременно ответил Белому дому, что с медицинской точки зрения Президент и болезнетворные бактерии, которые у него могут быть, не приветствуются. Обед был отменён. Никсон ограничился тем, что 15 июля направил членам экипажа напутственную телеграмму и поговорил с ними по телефону.
В конце XX века стало известно, что на случай катастрофического исхода миссии для Президента Никсона был заготовлен траурный вариант обращения к нации. Документ хранится в Национальных архивах США.

## Предстартовый отсчёт
27 июня начался демонстрационный тест предстартового отсчёта (англ. Countdown Demonstration Test), генеральная репетиция всех предстартовых процедур, включая проверку всех систем, полную заправку ракеты топливом и подъём экипажа в кабину корабля. Он приостанавливался один раз на 3 часа 18 минут, в течение которых техники отремонтировали один из подтекавших топливных клапанов. 3 июля тест успешно завершился, имитация старта была достигнута в 13:32 UTC, точное расчётное время старта 16 июля. Вечером 10 июля начался последний предстартовый отсчёт.

## Ажиотаж перед стартом

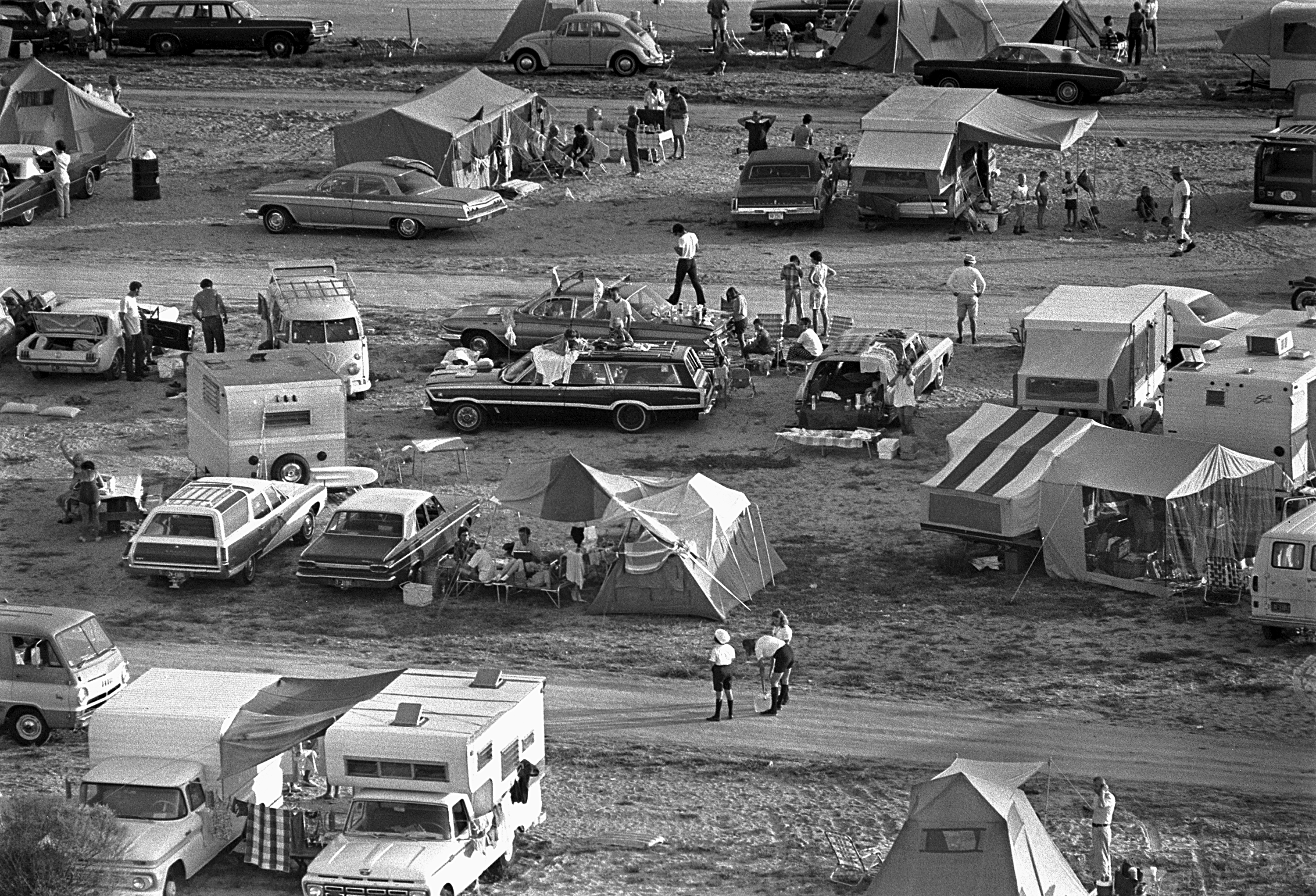
Туристы, приехавшие посмотреть запуск «Аполлона-11», неподалёку от Космического центра имени Кеннеди во Флориде

К вечеру 15 июля 500 000 туристов, желавших стать очевидцами исторического события, прибыли в округ Бревард во Флориде, где находятся мыс Канаверал и Космический центр имени Кеннеди. К раннему утру следующего дня, по прогнозам, их число должно было достигнуть 1 миллиона. 1000 полицейских пытались справиться с пробками на дорогах. Число приехавших издалека автомобилей, как ожидалось, должно было составить 300 000. В местном штабе гражданской обороны подсчитали, что, если такое количество машин поставить бампер к бамперу, их вереница растянется примерно на 1600 км. Это практически равнялось протяжённости всех имевшихся в о́круге автодорог. Многие прибывшие размещались на ночлег прямо на пляже небольшого городка Коко-Бич и на более отдалённых пляжах, откуда в темноте было хорошо видно ярко освещённую ракету. Все места в гостиницах и мотелях округа Бревард были забронированы задолго до дня старта. Ни одного свободного места не было даже в гостиницах Орландо, в 97 км к западу, и Дайтоны, в 120 км к северу. Все разновидности бизнеса в округе процветали. Хозяева мотелей закупили и взяли напрокат дополнительные раскладушки, лежаки и шезлонги, чтобы поставить их рядом с бассейнами и сдавать в последние две ночи тем, кто не найдёт комнат в гостиницах. 300 домохозяйств в районе Коко-Бич принимали постояльцев, некоторые бесплатно, но большинство — за 20—25 долларов с человека за ночь. Хозяева ресторанов сделали экстраординарные запасы продуктов, но всё равно опасались, что их не хватит и что грузовики доставки просто не смогут пробиться через пробки. Все магазины ломились от сувениров и игрушек на тему «Аполлона-11», рестораны предлагали посетителям мартини «Взлёт» за 1,25 доллара, а на дверях супермаркетов висели объявления: «Мы будем открыты всю ночь накануне старта». Всё это, по прогнозам, должно было принести округу Бревард дополнительный доход 4—5 млн долларов.

## Реакция СССР
12 июля НАСА объявило, что Чрезвычайный и полномочный посол СССР в США Анатолий Добрынин отклонил приглашение американской стороны присутствовать на запуске «Аполлона-11». Ранее это приглашение было принято. В советском посольстве в Вашингтоне пояснили, что посла не будет в стране. В тот же день командование Военно-морского флота США сообщило, что советская военно-морская эскадра из восьми кораблей находится в 46 км к юго-востоку от Майами и движется на юг курсом, который мог предоставить отличную возможность для наблюдения за стартом «Аполлона-11». Эскадру, которая по официальной информации направлялась в Гавану, постоянно сопровождали истребители американской палубной авиации и эсминец сопровождения. В самом же СССР, по свидетельствам американских корреспондентов, аккредитованных в Москве, накануне старта ничто не напоминало гражданам о том, что на следующий день США попытаются отправить людей на Луну. Последние упоминания «Аполлона-11» были в советской прессе 9 июля, в заметках о встрече Председателя Президиума Верховного Совета СССР Николая Подгорного с командиром «Аполлона-8» Фрэнком Борманом, который в первой декаде июля находился с визитом в СССР.  16 июля сообщение ТАСС о запуске миссии зачитали по Центральному радио, а в новостной программе «Время», которая в те годы выходила в 20:30, был показан запуск «Сатурна-5» в записи.

## Старт и полёт к Луне

### Старт и первый день полёта
Старт «Аполлона-11» состоялся в среду, 16 июля 1969 года, в 13:32 UTC. Среди 5000 почётных гостей в Космическом центре имени Кеннеди присутствовали 36-й президент США Линдон Джонсон, действующий вице-президент Спиро Агню и пионер немецкой ракетной техники Герман Оберт. На отдельной трибуне разместились 3497 представителей прессы. Во время взлёта раздавались отдельные аплодисменты, но большинство зрителей смотрело молча, пока «Аполлон-11» не скрылся из виду. Событие напрямую транслировалось по телевидению в 33 странах мира на 6 континентах. По некоторым оценкам, только в США его смотрели около 25 млн телезрителей. Советское телевидение и радио сообщили о старте «Аполлона-11», но не в прямом эфире (короткий сюжет был показан в основной вечерней информационной программе). После взлёта Президент США Ричард Никсон в Белом доме объявил следующий понедельник, 21 июля, когда астронавты должны были уже находиться на Луне, национальным Днём участия и нерабочим днём для государственных служащих (англ. National Day of Participation). Местные власти и частный бизнес по всей стране поддержали эту инициативу.
|                                                                                              | |                                    |                                                                             |                                                                 |
| Отправка на стартовую площадку. Впереди Нил Армстронг, за ним — Майкл Коллинз и Эдвин Олдрин | Армстронг перед посадкой в кабину корабля. За ним — Коллинз. Олдрина не видно. Третьим идёт техник | Старт РН Сатурн-5 с «Аполлоном-11» | Запуск двигателей второй ступени после отделения первой ступени РН Сатурн-5 | Снимок сделан вскоре после перехода на траекторию полёта к Луне |

Все три ступени ракеты-носителя во время взлёта отработали штатно. Через 11 минут 42 секунды после старта «Аполлон-11», набрав скорость 7,79 км/с, вышел на практически круговую околоземную орбиту высотой 190,8 км. После примерно полутора витков, когда корабль пролетал над Тихим океаном, на 5 минут 47 секунд был включён двигатель третьей ступени. «Аполлон-11» достиг скорости, близкой к второй космической (10,84 км/с) и перешёл на траекторию полёта к Луне. Вскоре после этого астронавты начали манёвр перестроения отсеков, стыковки с лунным модулем и «вытягивания» его из адаптера, располагавшегося в верхней части третьей ступени. Командно-служебный модуль был отделён от третьей ступени. Затем Майкл Коллинз, на время манёвра пересевший в левое командирское кресло, с помощью двигателей системы ориентации отвёл его примерно на 30 м, развернул на 180° и произвёл сближение и стыковку с лунным модулем. Когда «Колумбия» и «Орёл» отошли на безопасное расстояние, по команде с Земли был в последний раз включён двигатель третьей ступени, она перешла на траекторию пролёта мимо Луны и выхода на гелиоцентрическую орбиту. Астронавты этого не увидели, потому что корабль был не совсем правильно сориентирован. Они заметили удалявшуюся третью ступень, когда она была уже в нескольких километрах от них. В этот же день, по предложению Армстронга, с борта корабля была проведена первая незапланированная телетрансляция, которая записывалась на станции дальней космической связи Голдстоун, в Калифорнии, и затем была ретранслирована в ЦУП в Хьюстоне. Бортовая телекамера была цветной и давала изображение хорошего качества. Трансляция продолжалась чуть больше 16 минут. Расстояние от Земли составляло около 95 000 км. Солнцем были освещены 7/8 земного диска, и были хорошо видны восточная часть Тихого океана, большая часть США, Мексика, Центральная Америка и северная часть Южной Америки. Астронавты перевели корабль в режим пассивного термического контроля, когда он медленно вращался вокруг своей продольной оси, делая около трёх оборотов за 1 час. Это обеспечивало равномерное нагревание обшивки корабля. От первой промежуточной коррекции курса решено было отказаться, поэтому период отдыха у экипажа начался на два часа раньше запланированного, в 11 часов 20 минут полётного времени.

### Второй день полёта
17 июля Белый дом объявил, что астронавты «Аполлона-11» везут с собой на Луну памятные медали, посвящённые погибшим советским космонавтам Юрию Гагарину и Владимиру Комарову. Их привёз из поездки в СССР Фрэнк Борман, которому их передали вдовы космонавтов. На борту корабля находятся также эмблема «Аполлона-204» («Аполлон-1») и памятные медали, отчеканенные для семей астронавтов Вирджила Гриссома, Эдварда Уайта и Роджера Чаффи ещё до их гибели 27 января 1967 года.
В 25 часов 00 минут 53 секунды полётного времени «Аполлон-11» преодолел ровно половину расстояния от Земли до Луны, пролетев 193 256 км. Вскоре после этого путём включения основного двигателя на 2,9 секунды была проведена промежуточная коррекция траектории № 2 (в действительности она была первой). Экипаж провёл ещё одну незапланированную 50-минутную телетрансляцию, которая записывалась. Были показаны виды Земли, кабина экипажа, бортовой компьютер, Олдрин показал, как Армстронг и Коллинз занимаются бегом на месте. Вечером состоялась ещё одна, на этот раз запланированная 35-минутная телетрансляция. Зрители увидели Землю с расстояния 239 000 км, астронавты показали свои рабочие места, «кухню», набор продуктов и процесс приготовления пищи, а Коллинз — ещё и место, где он спит в спальном мешке, в нижнем отсеке, под креслами. В конце рабочего дня ЦУП в Хьюстоне попросил астронавтов поучаствовать в эксперименте по наблюдению лазерных импульсов. Они посылались через равные промежутки времени из обсерватории Макдональд Техасского университета в Остине. Армстронг и Коллинз по очереди смотрели в бортовой телескоп, но ничего увидеть не смогли.

### Третий день полёта

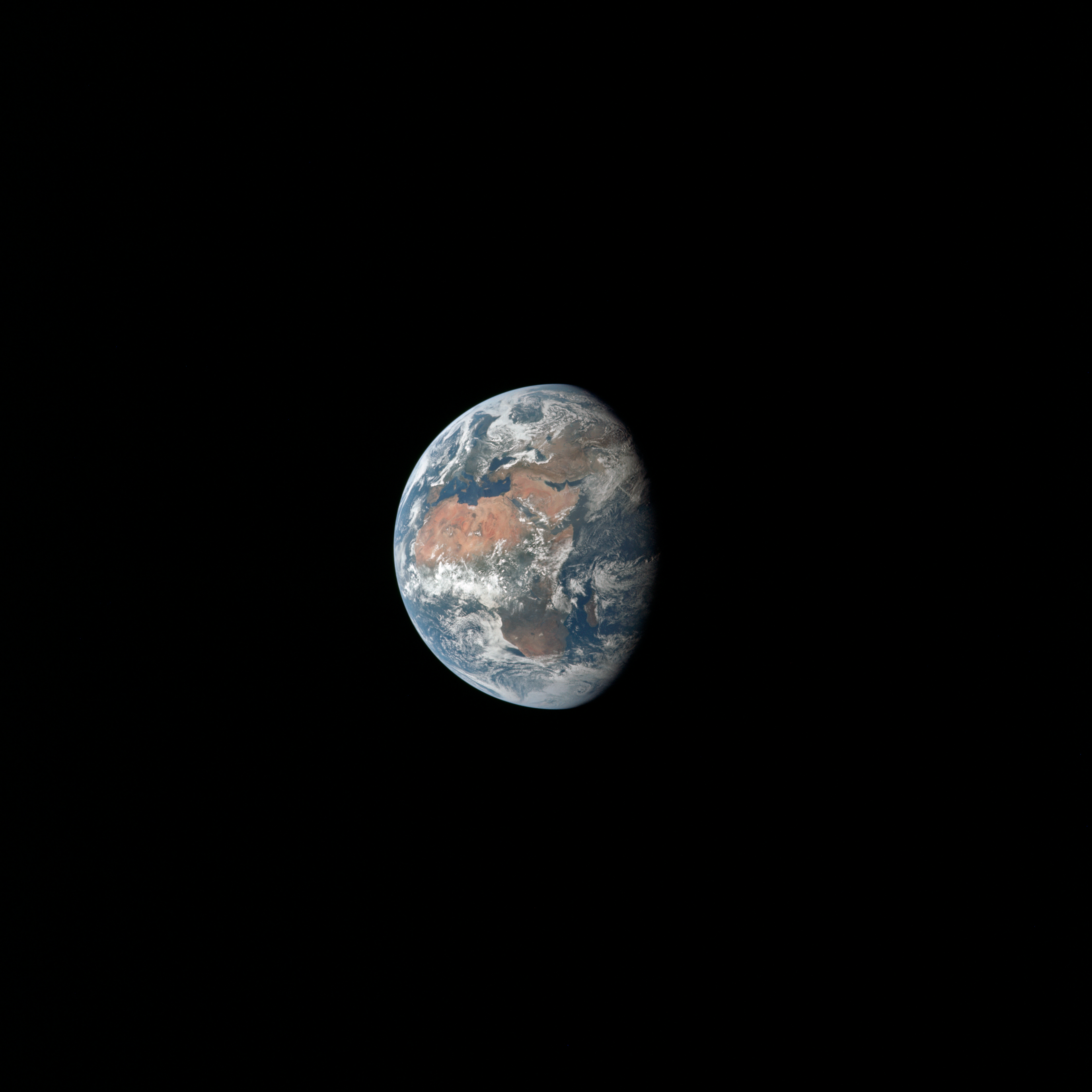
Снимок Земли, сделанный астронавтами «Аполлона-11» в начале третьего дня полёта к Луне. Хорошо видны Европа, Африка и Аравийский полуостров

18 июля советская газета «Известия» сообщила о заявлении Ричарда Никсона о том, что астронавты «Аполлона-11» оставят на Луне памятные медали в честь советских космонавтов Юрия Гагарина и Владимира Комарова. Заметка о полёте не содержала никаких комментариев. В тот же день в ответ на телефонный запрос Фрэнка Бормана Президент Академии наук СССР Мстислав Келдыш прислал телеграмму, в которой заверил американскую сторону, что «Луна-15», обращающаяся по орбите вокруг Луны, никак не помешает полёту «Аполлона-11». Келдыш пообещал сообщать Борману о любых изменениях траектории полёта «Луны-15», если они произойдут.
В начале третьего рабочего дня Хьюстон сообщил астронавтам, что запланированная коррекция курса № 3 не потребуется. В этот же день Армстронг и Олдрин впервые перешли в лунный модуль и проверили состояние его основных систем. В кабине они не обнаружили ни одной гайки или винтика, которые открутились бы при взлёте. Работа на борту «Орла» сопровождалась телетрансляцией, которая продолжалась 1 час 36 минут и напрямую шла в эфир в США, Западной Европе, Японии и большинстве стран Латинской Америки. Незадолго до того, как у экипажа должен был начаться очередной период ночного отдыха, Армстронг неожиданно связался с Хьюстоном и запросил, на каком расстоянии от «Аполлона-11» в тот момент находилась сброшенная третья ступень ракеты-носителя. Дело было в том, что астронавты в иллюминаторы видели на большом расстоянии какой-то непонятный объект, который мигал, как вспыхивающий проблесковый маячок. Было похоже на то, что он, кувыркаясь в пространстве, отражал солнечный свет. Его наблюдали все трое астронавтов, поскольку корабль в то время медленно вращался в режиме пассивного термического контроля. Хьюстон через несколько минут ответил им, что третья ступень летит от них на расстоянии 11 100 км. Из этого стало понятно, что загадочный объект никак не мог быть третьей ступенью. Как рассказывал на послеполётном опросе Олдрин, в монокуляр форма объекта выглядела похожей на букву L. Армстронг добавлял, что всё это напоминало открытый чемодан. А Коллинз говорил, что это был полый цилиндр, а если фокус секстанта чуть-чуть сбить, тогда объект выглядел, как открытая книга. Что это было на самом деле, доподлинно установить так и не удалось. Предположительно, астронавты могли видеть одну из панелей адаптора, в котором лунный модуль находился в верхней части третьей ступени во время взлёта.
Когда астронавты готовились ко сну, «Аполлон-11» пересёк невидимую границу, за которой земное гравитационное воздействие на него стало меньше лунного. В этот момент он находился на расстоянии 345 281 км от Земли.

### Четвёртый день полёта и выход на орбиту Луны

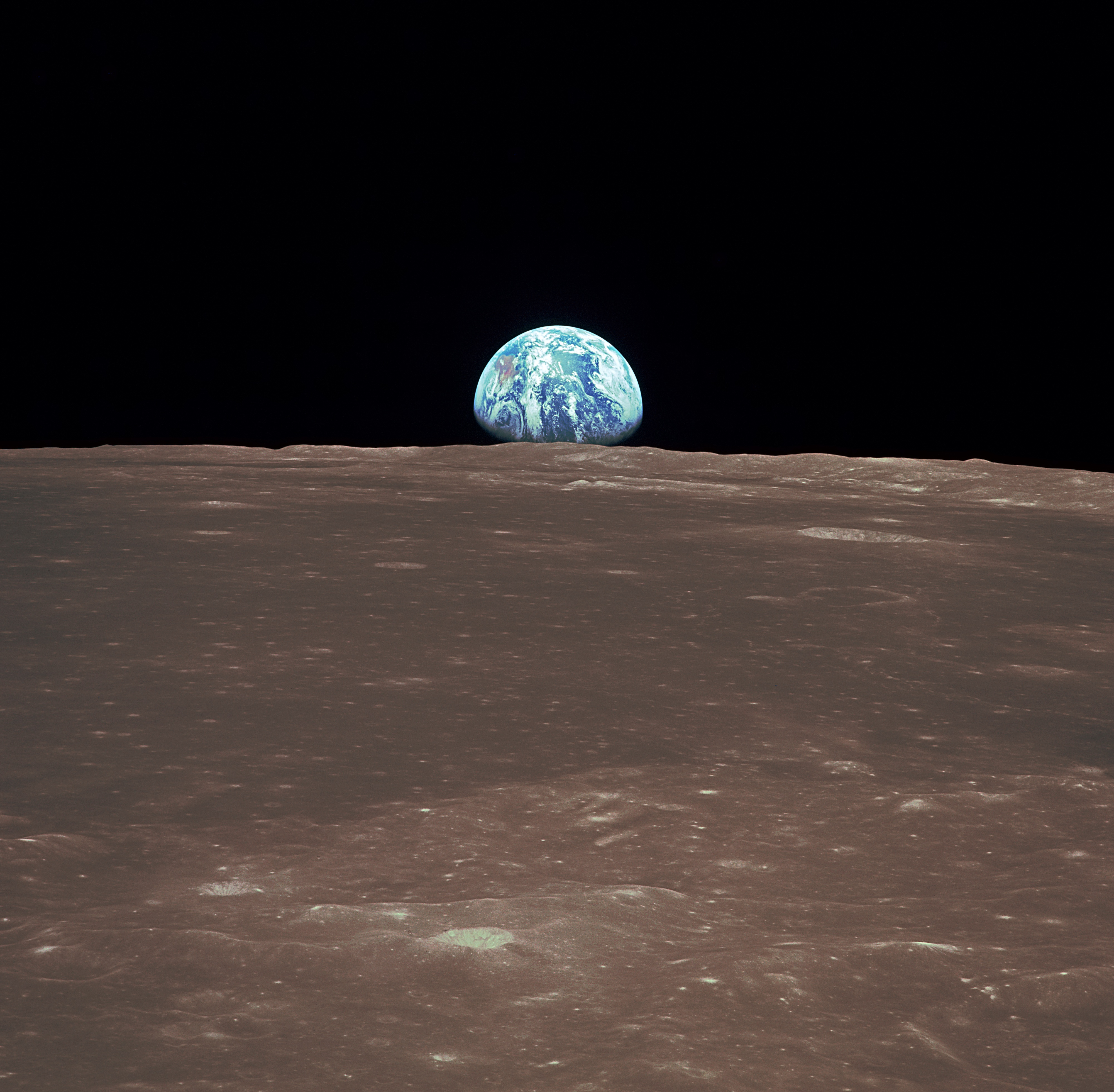
Восход Земли над лунным горизонтом. «Аполлон-11» подлетает к Морю Смита

Пока астронавты ещё спали, в ЦУПе в Хьюстоне было принято решение отказаться и от промежуточной коррекции курса № 4. Вскоре после пробуждения экипажа «Аполлон-11» вошёл в тень, которую отбрасывала Луна. Впервые за всё время полёта астронавты увидели небо, усыпанное звёздами, и смогли различать созвездия. Они фотографировали солнечную корону. Коллинз сообщил в ЦУП, что пепельный свет Луны настолько ярок, что можно читать книгу.
В 75 часов 41 минуту 23 секунды полётного времени «Аполлон-11» скрылся за западным краем диска Луны. В момент потери радиосигнала корабль находился в 572 км от Луны, его скорость составляла 2,336 км/с. Через восемь с половиной минут после этого был включён основной двигатель служебного модуля. Он отработал 5 минут 57 секунд. «Аполлон-11» вышел на окололунную орбиту. Пока связи не было, астронавты разглядывали открывавшиеся перед ними пейзажи обратной стороны Луны и много фотографировали. Вскоре они увидели первый восход Земли над лунным горизонтом, а когда связь восстановилась, доложили в ЦУП, как прошёл манёвр. Хьюстон сообщил им, что они находятся на эллиптической орбите, близкой к расчётной, с перицентром 114,1 км и апоцентром 313,9 км. Во время второго витка экипаж провёл телетрансляцию, показав места, над которыми корабль будет пролетать перед тем, как «Орёл» начнёт снижение. Район посадки в то время ещё не был освещён Солнцем. В конце второго витка, когда корабль находился над обратной стороной Луны, была проведена запланированная коррекция орбиты. Основной двигатель был включён на 17 секунд, в результате орбита «Аполлона-11» понизилась и стала близкой к круговой, с перицентром 99,5 км и апоцентром 121,3 км. После этого Армстронг и Олдрин второй раз перешли в лунный модуль и перевели его в режим автономного энергообеспечения. Была проведена проверка работы средств связи. Коллинз всё это время оставался в командном модуле, поэтому впервые в ходе полёта во время радиопереговоров использовались позывные обоих кораблей — «Колумбия» и «Орёл».

## Первая посадка людей на Луну

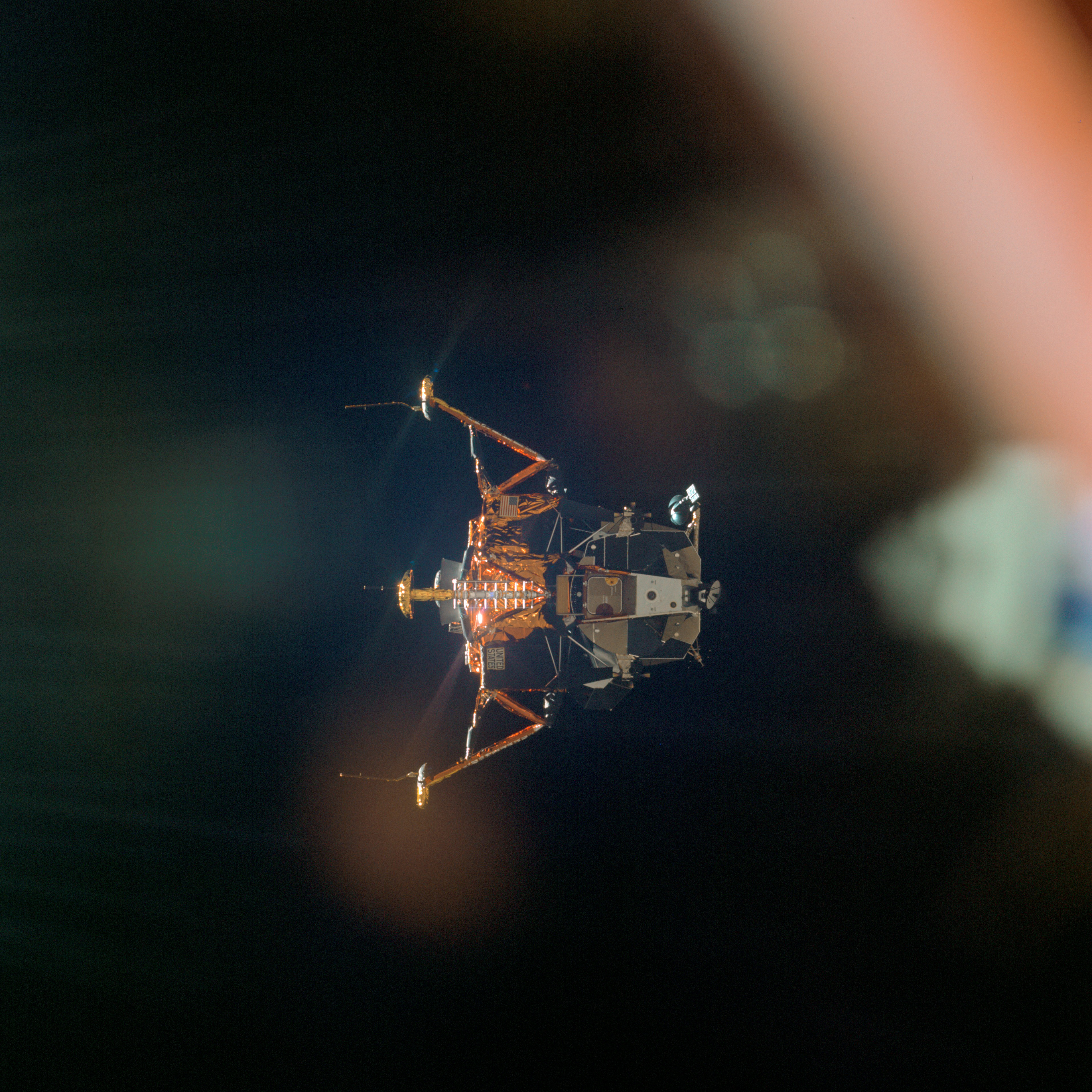
Лунный модуль «Орёл» на орбите вокруг Луны после расстыковки с командным модулем «Колумбия»

20 июля Нил Армстронг и Эдвин Олдрин перешли в лунный модуль «Орёл», активировали и проверили все его системы, привели сложенные опоры посадочной ступени в рабочее положение. Майкл Коллинз в бортовой телескоп командного модуля «Колумбия» на 12-м витке провёл наблюдение ориентиров на подлёте к основному району прилунения для уточнения данных в системе навигации и времени начала управляемого снижения лунного модуля. После этого «Аполлон-11» получил «добро» на расстыковку командно-служебного и лунного модулей. В начале 13-го витка, когда «Аполлон-11» находился над обратной стороной Луны, командный модуль «Колумбия» и лунный модуль «Орёл» расстыковались. Армстронг с помощью двигателей системы ориентации совершил полный поворот лунного модуля вокруг вертикальной оси, Коллинз визуально осмотрел его и сообщил, что опоры посадочной ступени раскрылись нормально. Когда связь с Землёй восстановилась, Армстронг доложил в ЦУП в Хьюстоне о расстыковке. Отвечая на вопрос об ощущениях, он сказал: «У „Орла“ есть крылья». Коллинз заметил, что «Орёл» отлично выглядит, только летит вверх ногами. На что Армстронг ответил: «Кто-то из нас летит вверх ногами». Коллинз отвёл «Колумбию» на расстояние около 1300 м. В конце 13-го витка, над обратной стороной Луны, на 29,8 секунды был включён двигатель посадочной ступени лунного модуля, «Орёл» перешёл на орбиту снижения с апоселением 105,9 км и периселением 15,7 км. Он летел опорами посадочной ступени вперёд и иллюминаторами вниз, чтобы астронавты могли отслеживать ориентиры на поверхности. Армстронг заметил, что один из ориентиров, кратер Маскелайн W, они пролетели примерно на 3 секунды раньше, чем предполагалось. Это означало, что они сядут дальше расчётной точки. В 102 часа 33 минуты 05 секунд полётного времени вблизи периселения орбиты снижения (примерно в 400 км к востоку от запланированного района посадки) был включён двигатель посадочной ступени лунного модуля, начался этап торможения. Примерно через 4 минуты после этого «Орёл» был повёрнут по крену на 180°, иллюминаторами вверх, Армстронг и Олдрин почти прямо перед собой увидели Землю. Такой поворот был необходим по двум причинам: чтобы посадочный радар смог захватить поверхность и чтобы на завершающем этапе посадки, когда корабль развернётся в вертикальное положение, астронавты могли видеть район, куда садятся. Почти сразу после этого сработала аварийная сигнализация бортового компьютера, о чём Армстронг доложил в ЦУП. Лунный модуль в этот момент находился на высоте 10 200 м. Из Хьюстона ответили, что всё выглядит нормально. Такая нештатная ситуация астронавтами на Земле не отрабатывалась. Как пояснил Армстронг на послеполётной пресс-конференции, во время тренировок имитировалось множество неполадок, и экипаж всегда был «заряжен» на аварийное прерывание миссии, но в реальном полёте астронавты были «заряжены» на посадку. Сигнал тревоги был вызван перегруженностью бортового компьютера, в который помимо навигационных данных поступала ненужная в тот момент информация от радара встречи с командно-служебным модулем (переключатель радара был поставлен Армстронгом в такое положение примерно за 3 минуты до первого тревожного сигнала). Всего за время посадки сигнализация срабатывала 5 раз, что сильно отвлекало внимание астронавтов. Определяющим в принятии решения ЦУПа о продолжении посадки стало слово специалиста по навигационным системам лунного модуля Стива Бэйлза, который посчитал, что перегруженность компьютера не поставит посадку под угрозу (позднее он вместе с астронавтами получит Президентскую медаль Свободы).
Через восемь с половиной минут после начала торможения, на высоте чуть менее 2 км, начался этап приближения к точке посадки, бортовой компьютер перешёл к выполнению программы, в соответствии с которой управление двигателем посадочной ступени и двигателями системы ориентации осуществляется автоматически, а астронавты могут вручную лишь корректировать ориентацию. «Орёл» начал медленно поворачиваться в вертикальное положение. На высоте 1,5 км при скорости снижения 30,5 м/с Армстронг на некоторое время отключил автоматический режим, чтобы сделать пробную корректировку ориентации, всё работало нормально. Армстронгу следовало сделать этот тест чуть раньше, чтобы в те мгновения заниматься уже исключительно визуальным поиском подходящей площадки для посадки. Специалисты считают это запаздывание следствием аварийных сигналов компьютера, которые отвлекали внимание командира. Переворот лунного модуля в вертикальное положение давал командиру не только обзор района посадки, но и возможность менять точку прилунения. На внутреннее и внешнее стёкла командирского иллюминатора были нанесены шкалы. Пилот лунного модуля диктовал командиру угловые значения, которые показывал дисплей компьютера, и командир смотрел в иллюминатор так, чтобы обе шкалы совместились. Тогда он видел место, в которое автопилот ведёт корабль. Это место можно было изменить движением рукоятки контроллера. Движение контроллера на один шаг вперёд передвигало место посадки на 1/2° дальше по курсу, одно движение в сторону — на 2° влево или вправо, соответственно.

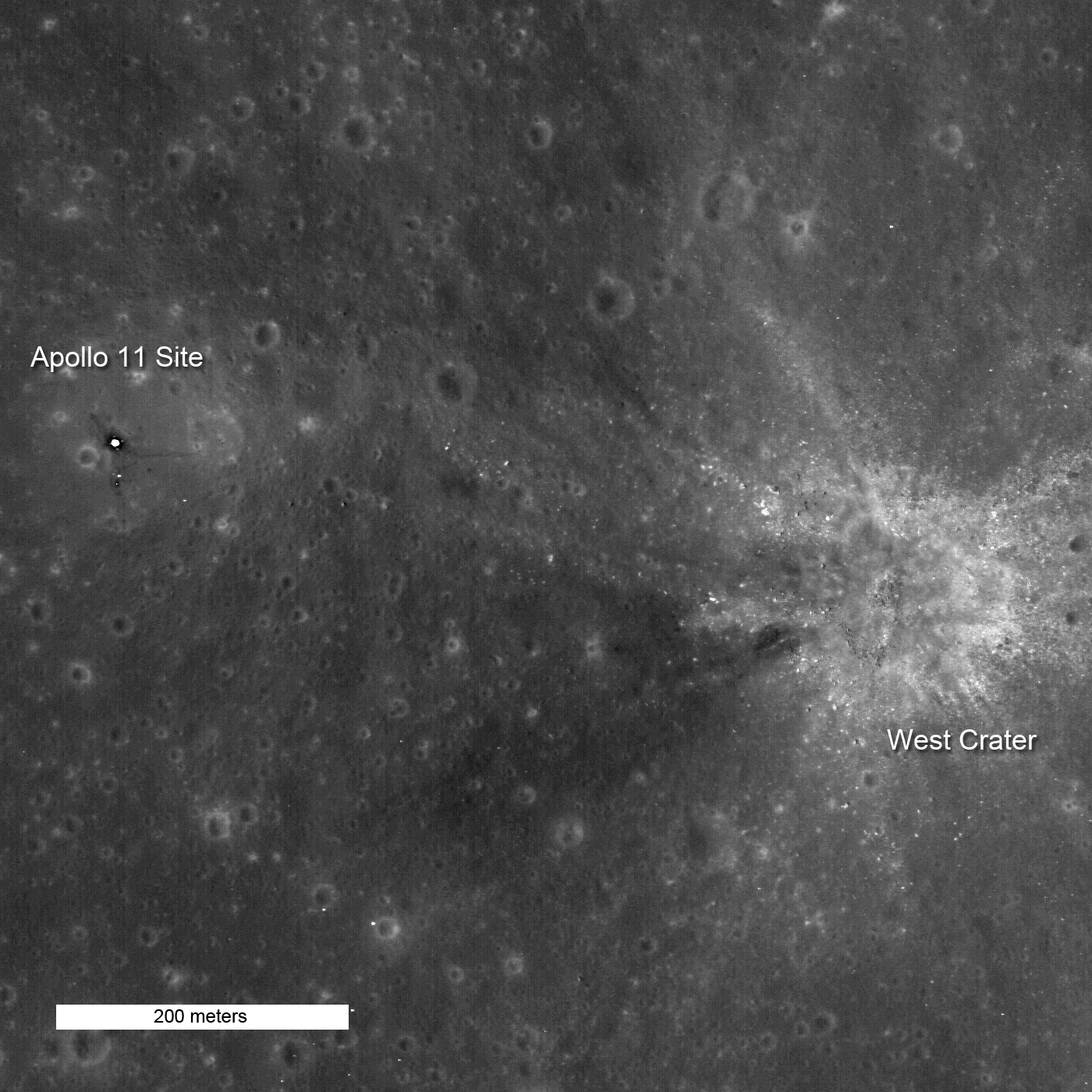
Кратер Уэст, слева от него — посадочная ступень «Орла». Снимок LRO. Осень 2009 года

На высоте около 460 м Армстронг увидел, что автопилот ведёт корабль в точку на ближнем краю большого кратера, окружённого полем валунов до 2—3 метров в поперечнике (позднее было установлено, что это кратер Уэст, англ. West Crater, диаметром 165 м). На послеполётном опросе он рассказывал, что поначалу посчитал это место хорошим, поскольку с научной точки зрения посадка рядом с большим кратером была бы весьма ценной. Однако Армстронг быстро понял, что посадить «Орёл» в достаточно безопасном месте, не долетая кратера, не удастся. Он решил его перелететь. На высоте примерно 140 метров командир перевёл компьютер в полуавтоматический режим, в котором двигатель посадочной ступени управляется автоматически и поддерживает постоянную вертикальную скорость 1 м/с, а двигатели системы ориентации управляются полностью вручную. Армстронг уменьшил наклон лунного модуля назад с 18° до 5° от вертикали. Это увеличило скорость горизонтального перемещения вперёд до 64 км/ч. Когда лунный модуль пролетал над кратером, командир начал искать место, пригодное для посадки, и выбрал относительно ровную площадку между небольшими кратерами и полем валунов. На высоте около 80 метров вертикальная скорость снижения составляла около 0,5 м/с. Олдрин сообщил, что осталось 8 % топлива. Ещё через несколько секунд он добавил, что видит тень «Орла» на поверхности Луны. На завершающем этапе захода на посадку лунный модуль был повёрнут примерно на 13° влево от курса, и тень была вне поля зрения Армстронга. В этот момент загорелось предупреждение, что компьютер не получает данных от посадочного радара. Это продолжалось несколько секунд. На высоте 30 метров Олдрин доложил, что топлива остаётся 5 % и что загорелось предупреждение. Начался 94-секундный отсчёт, по окончании которого у Армстронга останется только 20 секунд, чтобы посадить корабль или экстренно прервать посадку и взлететь. Через 33 секунды оператор связи в ЦУПе в Хьюстоне Чарльз Дьюк предупредил, что остаётся 60 секунд. В этот момент посадочный радар вновь на несколько секунд «потерял» поверхность. Частота пульса у Армстронга на завершающем этапе посадки достигла 150 ударов в минуту. На высоте 12 метров Олдрин доложил, что поднимается лунная пыль. Но он редко смотрел в иллюминатор. Армстронг же на послеполётном опросе говорил, что впервые заметил поднимающуюся пыль на высоте чуть меньше 30 м. Сначала это выглядело как прозрачный лист летящей пыли, который немного ухудшал видимость. По мере снижения корабля видимость становилась всё хуже. По словам Армстронга, визуальному определению высоты это не очень мешало, но в густой пелене движущейся летящей пыли было очень сложно следить за статичными камнями и, соответственно, определять вертикальную и горизонтальную скорости.
 Как вспоминал Армстронг, на высоте около 9 метров «Орёл» по неизвестной причине начал перемещаться влево и назад. С движением назад справиться удалось, но полностью погасить перемещение влево не получилось. Ещё более замедлять снижение или зависать было нельзя, поскольку топлива оставалось совсем мало, и допустимый лимит времени до прерывания посадки был почти исчерпан (в одном из своих интервью в 2001 году Армстронг вспоминал, что ему хотелось, чтобы эта первая посадка прошла как можно более гладко, но в то же время он знал, что если погасить горизонтальную скорость и выровнять корабль, то можно было падать примерно с высоты 12 метров и даже больше, в условиях слабой лунной гравитации опоры посадочной ступени должны были выдержать удар). Вскоре после того, как Олдрин доложил, что высота 6 м, вертикальная скорость 0,15 м/с, а скорость горизонтального перемещения — 1,2 м/с, Дьюк из Хьюстона предупредил, что остаётся 30 секунд. Через 9 секунд после этого предупреждения Олдрин закричал: «Сигнал контакта!» Это произошло в 20:17:39 UTC 20 июля (102 ч 45 мин 39,9 с полётного времени). Синий сигнал контакта означал, что лунной поверхности коснулся как минимум один из щупов длиной 1,73 м, которые крепились к трём из четырёх опор (кроме той, где была лестница). Через 1,5 секунды после этого Армстронг заглушил двигатель. На послеполётном опросе он рассказал, что не смог точно определить момента посадки. По его словам, Базз закричал: «Контакт!», но сам он даже не видел загоревшегося сигнала, двигатель работал до самой посадки, потому что она была настолько мягкой, что момент, когда корабль стал на грунт, было сложно определить. После прилунения Армстронг передал Земле: «Хьюстон, говорит База Спокойствия. „Орёл“ сел». Чарльз Дьюк ответил, от волнения оговорившись: «Понял вас, „Свок…“, „Спокойствие“. Вы прилунились. Мы тут все уже было посинели. Теперь мы снова дышим. Спасибо огромное!»
Лунный модуль стал на грунт с небольшим наклоном назад на 4,5° от вертикали, он так и остался повёрнутым на 13° влево от траектории полёта. Послеполётный анализ показал, что в топливных баках посадочной ступени «Орла» осталось 349 кг топлива. Этого хватило бы на 25 секунд зависания, после чего осталось бы 20 секунд на запуск двигателя взлётной ступени и прерывание посадки (у следующих «Аполлонов» после посадки оставалось от 499 до 544 кг). Как выяснилось, предупреждение о критически малых остатках топлива загорелось раньше времени, потому что топливо в баках начало плескаться после того, как Армстронг наклонил лунный модуль, чтобы перелететь кратер Уэст. Во всех последующих моделях лунного модуля в баках были установлены дополнительные перегородки. Корабль прилунился в точке с координатами 0,67408° с. ш. 23,47297° в. д., в 6858 метрах западнее центра эллипса района посадки. Причиной этого стали мелкие неучтённые изменения ориентации «Колумбии» и «Орла» на орбите вследствие тестирования двигателей системы ориентации лунного модуля, которые затем нарастали в течение двух витков до начала торможения, а также неполная разгерметизация переходного тоннеля между кораблями, из-за чего импульс, который лунный модуль «Орёл» получил при расстыковке, оказался немного больше расчётного.

## Пребывание на Луне

### После посадки
В течение первых двух часов пребывания на Луне Нил Армстронг и Эдвин Олдрин были заняты имитацией предстартовой подготовки (англ. Simulated Countdown), на случай, если по каким-либо причинам возникла бы необходимость досрочно прервать пребывание на Луне. После посадки следующая возможность для взлёта и встречи с «Колумбией» предоставлялась на следующем витке, через 1 час 58 минут. Имитация предстартовой подготовки была включена в полётный план по предложению Олдрина. Для первой посадки это казалось совсем не лишним, но ни один последующий экипаж ничего подобного больше не делал. Во время небольших пауз астронавты смотрели в иллюминаторы и рассказывали Хьюстону о своих первых впечатлениях. Олдрин рассказал, что цвет поверхности сильно зависит от того, под каким углом на неё смотришь относительно Солнца. По его словам, общего, основного цвета вообще не было. По мнению Армстронга, цвет поверхности в месте посадки был таким же, каким он воспринимался с орбиты при данном угле возвышения Солнца (около 10°). Он в основном серый, бледно-серый и слегка коричневатый, если смотреть в противоположном от Солнца направлении, и с более тёмными оттенками серого, если смотреть под углом 90° к Солнцу. Местность вокруг была относительно ровной с большим количеством кратеров диаметром от 1,5 до 15 м и буквально тысячами совсем мелких кратеров диаметром 0,3—0,6 м. Вдали впереди, на расстоянии 1—2 км, был виден холм, хотя расстояние до него было трудно определить. Армстронг сообщил, что звёзд с поверхности не видно совсем, но в стыковочный иллюминатор, расположенный у него над головой, отлично видно большую и яркую Землю. После имитации предстартовой подготовки Армстронг запросил разрешение Хьюстона, вместо отдыха, который стоял следующим пунктом в полётном плане, примерно через три часа начать выход на поверхность. Разрешение было дано меньше чем через полминуты, всем было понятно, что эмоциональное состояние астронавтов всё равно не даст им заснуть. Кроме того, главное событие миссии передвигалось с глубокой ночи по времени восточного побережья США на лучшее эфирное время.

### Евхаристия на Луне
Вскоре после получения разрешения на досрочный выход на поверхность Луны Олдрин произнёс в эфир:

Говорит пилот лунного модуля. Я бы хотел воспользоваться этой возможностью и попросить каждого человека, слушающего меня, кем бы он ни был и где бы ни находился, на минуту отвлечься, поразмышлять над событиями последних нескольких часов и по-своему воздать благодарность.
Оригинальный текст (англ.)
This is the LM pilot. I'd like to take this opportunity to ask every person listening in, whoever and wherever they may be, to pause for a moment and contemplate the events of the past few hours and to give thanks in his or her own way.

Далее, воспользовавшись перерывом в связи, Олдрин, как старейшина пресвитерианской церкви, провёл краткую частную церковную службу, совершив таинство причастия. Изначально он планировал, что это событие будет транслироваться напрямую по радио. Но в последний момент НАСА отказалось от этой идеи из-за судебного разбирательства, инициированного воинствующей атеисткой Мадалин Мюррей О'Хэйр. Она подала иск против НАСА в связи с тем, что экипаж «Аполлона-8» в сочельник 1968 года на лунной орбите в прямом телеэфире читал первую главу Книги Бытия. Армстронг участия не принял и причащаться не стал. Олдрин имел с собой маленькую пластиковую коробочку с походным набором из миниатюрного потира, гостии и вина, которые он взял заблаговременно в Уэбстерской пресвитерианской церкви в Хьюстоне. Им был прочитан стих Ин. 15:5 из Евангелия от Иоанна. Позднее Олдрин вспоминал:

 Я принял святые дары и принёс благодарность разуму и духу, которые доставили двух молодых пилотов в Море Спокойствия. Интересно, подумал я, ведь самый первый напиток и самая первая пища, поданные на Луне, — это вино и хлеб причастия.
Оригинальный текст (англ.)I ate the tiny Host and swallowed the wine. I gave thanks for the intelligence and spirit that had brought two young pilots to the Sea of Tranquility. It was interesting for me to think: the very first liquid ever poured on the moon, and the very first food eaten there, were the communion elements.

После полёта Олдрин вернул миниатюрный потир в Уэбстерскую церковь. Каждый год в воскресенье, ближайшее к 20 июля, прихожане этой церкви принимают участие в богослужении Лунной евхаристии.

### Выход на поверхность Луны
Надевание ранцев портативной системы жизнеобеспечения, их подключение к скафандрам и тестирование, а также проверка герметичности скафандров заняли у Армстронга и Олдрина гораздо больше времени, чем во время тренировок на Земле. От получения разрешения на досрочную внекорабельную деятельность (ВКД) до начала разгерметизации кабины лунного модуля прошло более четырёх часов. Сама разгерметизация заняла тоже больше обычного, около 11 минут, потому что клапан сброса давления в основном выходном люке «Орла» был снабжён специальным антибактериальным фильтром (в последующих экспедициях от него отказались).
После открытия выходного люка, в 109 часов 16 минут 49 секунд полётного времени Армстронг, повернувшись к нему спиной, начал потихоньку в него протискиваться. Олдрин подсказывал ему, в какую сторону нужно двигаться и поворачиваться, чтобы ни за что не зацепиться. Выбравшись на площадку над лестницей, Армстронг первым делом отрепетировал возвращение в лунный модуль. Он снова заполз в него и встал на колени. Всё получилось нормально. Взяв мешок с мусором, который ему передал Олдрин, он снова выбрался на площадку и выбросил мешок на лунную поверхность. После этого Армстронг дёрнул за кольцо и открыл грузовой отсек посадочной ступени слева от лестницы (если смотреть на лунный модуль), тем самым включив телекамеру. Спустившись на круглую тарелку опоры лунного модуля, Армстронг запрыгнул обратно на нижнюю ступеньку лестницы и сообщил Олдрину, что вернуться назад можно, но нужно хорошенько подпрыгнуть. Он снова спрыгнул на тарелку и доложил Хьюстону, что опоры модуля вдавлены в поверхность всего на 2,5—5 см, хотя лунный грунт очень мелкозернистый, почти как порошок, если смотреть на него с близкого расстояния. Держась правой рукой за лестницу, Армстронг левой ногой ступил на лунную поверхность (правая оставалась на тарелке) и произнёс:

Это один маленький шаг для человека, но гигантский скачок для всего человечества.
Оригинальный текст (англ.)That’s one small step for [a] man, one giant leap for mankind.

Это произошло в 109 часов 24 минуты 20 секунд полётного времени, или в 2 часа 56 минут 15 секунд UTC 21 июля 1969 года. Всё ещё продолжая держаться рукой за лестницу, Армстронг поставил на грунт и правую ногу, после чего доложил о своих первых впечатлениях. По его словам, мелкие частицы грунта походили на порошок, который можно легко подбросить вверх мыском. Они прилипали тонкими слоями к подошвам и бокам лунных ботинок как измельчённый древесный уголь. Ноги утопали в нём совсем немного, не более, чем на 0,3 см. Но Армстронг мог видеть свои следы на поверхности. Астронавт сообщил, что двигаться на Луне совсем несложно, в действительности это даже проще, чем во время имитаций 1/6 земного притяжения на Земле.
|                                                                                 | | | |                   |
| Нил Армстронг описывает лунную поверхность и затем делает свой исторический шаг | Первая фотография, сделанная Нилом Армстронгом после выхода на поверхность Луны. Белый пакет на переднем плане — мешок с мусором | Армстронг после сбора аварийного образца лунного грунта. У его ног лежит совок-сачок на длинной ручке. Это отсканированный кадр 16-мм киноплёнки | Единственный качественный фотоснимок Нила Армстронга, сделанный во время выхода на поверхность Луны | Земля над «Орлом» |

По наблюдениям Армстронга, двигатель посадочной ступени не оставил никакого кратера на поверхности, между колоколом сопла и грунтом около 0,3 м, и лунный модуль стоял на очень ровном месте. Несмотря на то, что он находился в тени лунного модуля, Армстронг, по его словам, мог ясно видеть всю поверхность «Орла» и Эдвина в иллюминаторе, отражённый свет от освещённой поверхности был достаточно ярким. С помощью конвейера для лунного оборудования, который представлял собой плоский трос с карабинами, Олдрин передал Армстронгу фотокамеру, и командир начал снимать первую лунную панораму. Хьюстон напомнил ему об аварийном образце лунного грунта (на случай, если пребывание на Луне пришлось бы в экстренном порядке прервать). Армстронг собрал его с помощью специального приспособления, похожего на небольшой сачок, и положил в мешочке в набедренный карман скафандра. Масса аварийного образца составила 1015,29 г. Он состоял из реголита и четырёх небольших камней примерно по 50 г каждый.
Через 15 минут после того, как Армстронг сделал первый шаг на Луне, из кабины начал спускаться и Олдрин. Армстронг, стоя внизу, недалеко от лестницы, корректировал его движения и фотографировал. Спустившись на тарелку опоры, Олдрин, как и до него Армстронг, попробовал запрыгнуть на первую ступеньку лестницы, но у него это получилось только со второй попытки. Спрыгнув вниз, он осмотрелся, держась за лестницу, и сказал: «Красивый вид! Великолепная пустыня!» После нескольких шагов Олдрин слегка попрыгал на месте. Армстронг в это же время сделал три высоких прыжка, до полуметра в высоту. На послеполётном опросе он рассказывал, что сохранять равновесие при ходьбе было несложно, но во время прыжков вверх его начинало заваливать назад, и один раз он чуть не упал, поэтому решил, что прыгать достаточно. Пока Олдрин осваивался на поверхности, Армстронг поменял широкоугольный объектив телекамеры лунного модуля на объектив с более длинным фокусным расстоянием. Затем они вдвоём открыли мемориальную табличку на опоре лунного модуля, сняв с неё металлическую крышку. Армстронг подробно описал, что на ней изображено, и прочитал вслух надпись, после чего отнёс телекамеру примерно на 20 м от «Орла» (больше не позволяла длина кабеля) и закрепил её на штативе. Медленно поворачивая камеру, он показал окрестности. Олдрин в это время поставил экран коллектора солнечного ветра (англ. Solar Wind Collector). Он представлял собой лист алюминиевой фольги шириной 30 см и длиной 140 см и предназначался для улавливания ионов гелия, неона и аргона. Далее оба астронавта установили флаг США. Телескопический флагшток заело, и он не выдвинулся на полную длину. Армстронгу удалось руками углубить его на 15—20 см, дальше грунт становился очень твёрдым. В это время «Колумбия», продолжавшая орбитальный полёт, показалась из-за края лунного диска, и оператор связи в Хьюстоне сообщил Коллинзу о церемонии установки флага и сказал, что пилот командного модуля, наверное, единственный человек, который не имеет возможности наблюдать за ней по телевизору.

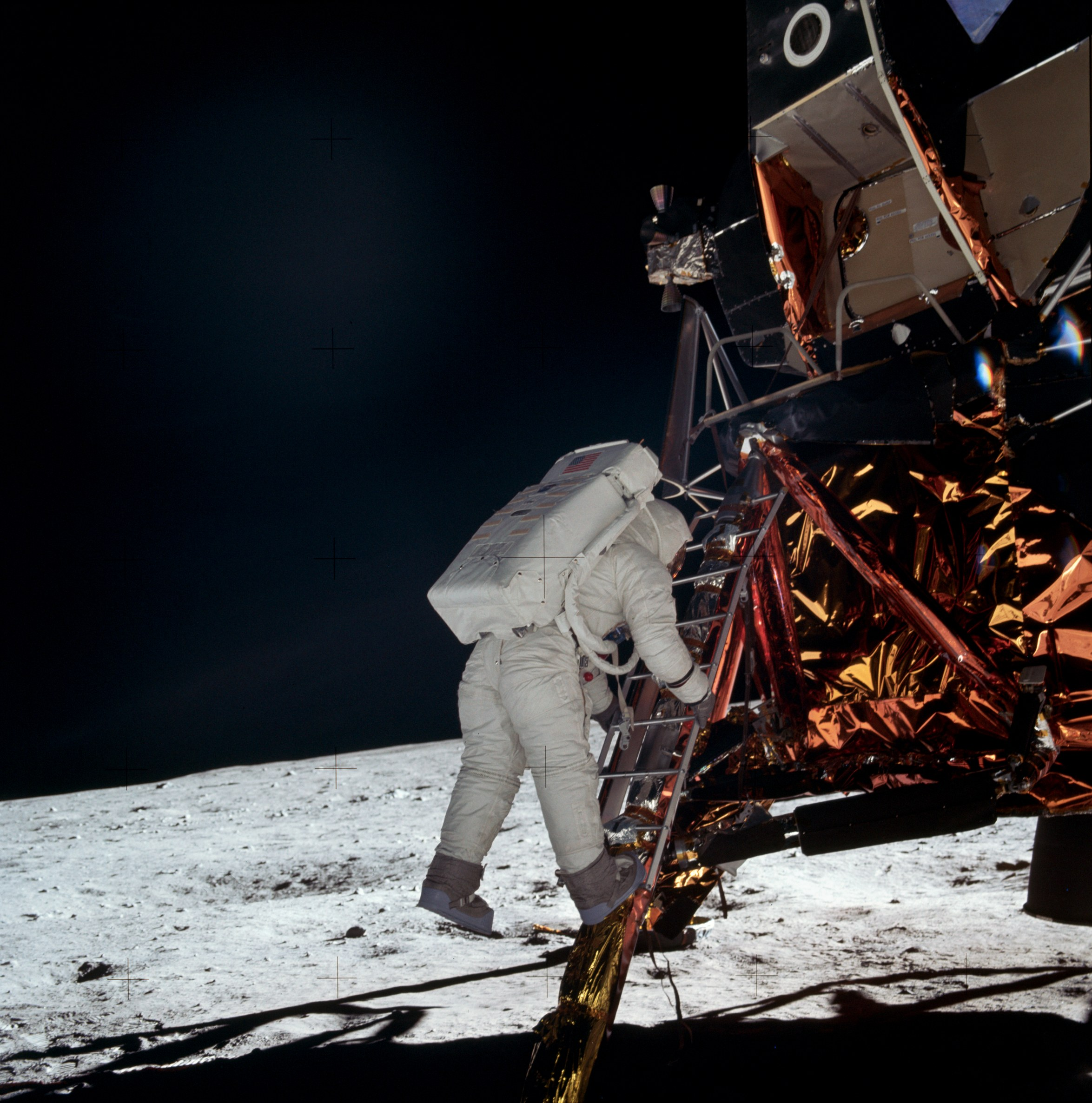
Эдвин Олдрин спускается на лунную поверхность
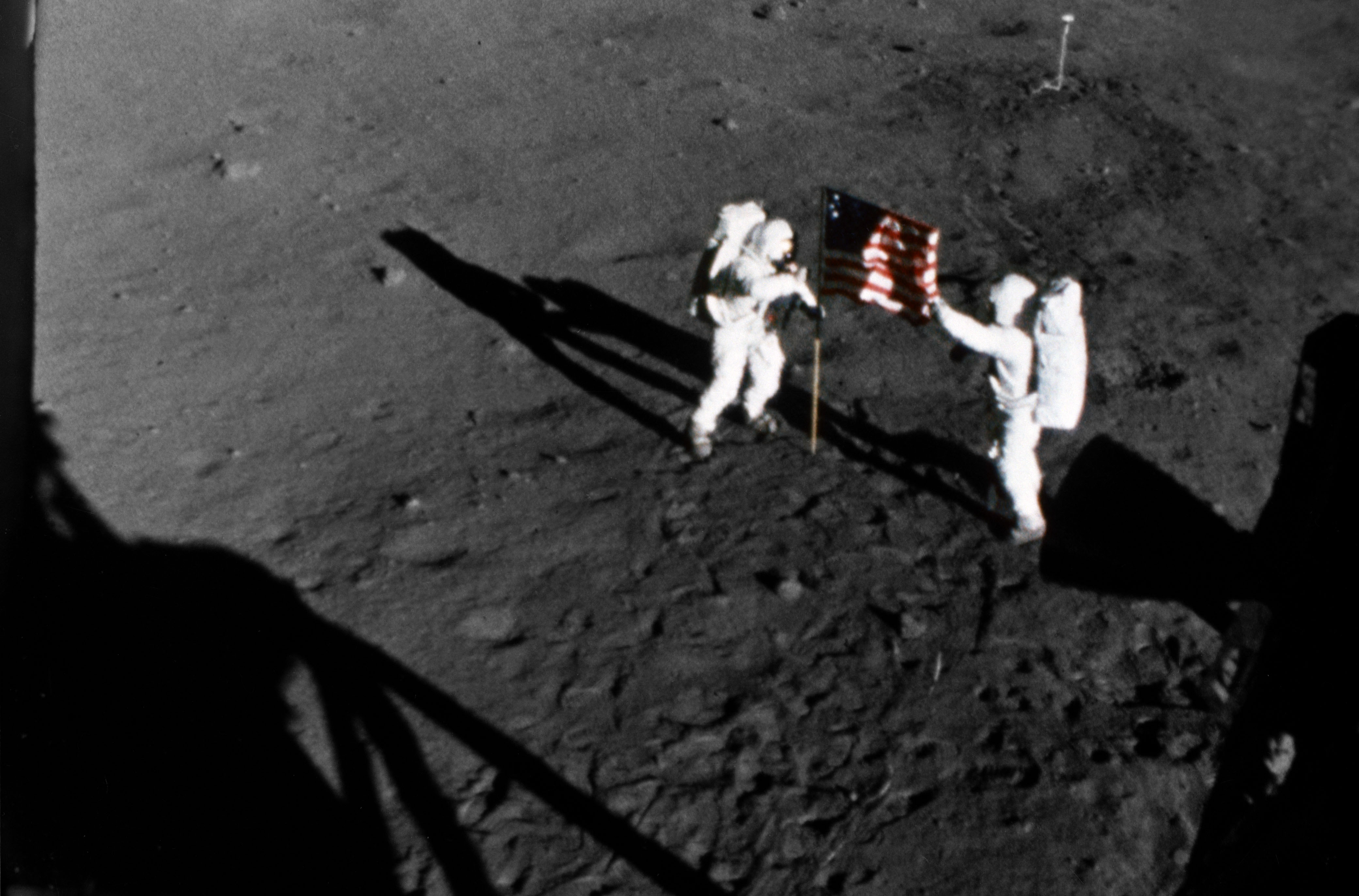
Нил Армстронг (слева) и Базз Олдрин устанавливают флаг США. Один из кадров, снятых 16-мм кинокамерой лунного модуля
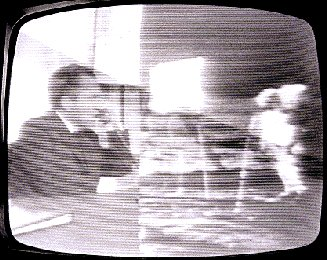
Ричард Никсон разговаривает с Армстронгом и Олдрином
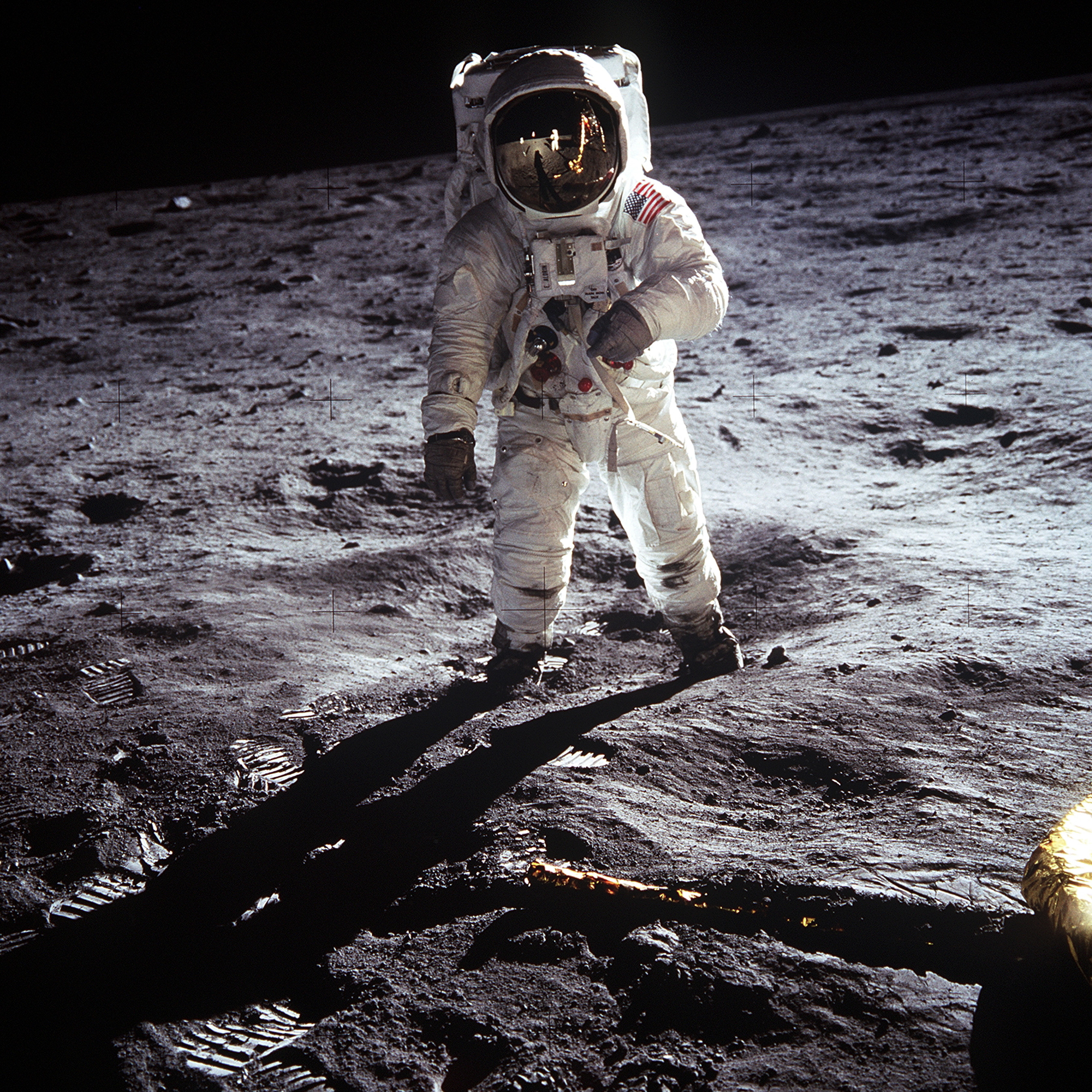
Олдрин в Море Спокойствия. Фотографирующий его Армстронг отражается в стекле гермошлема

Пока Армстронг готовил инструменты для сбора образцов лунного грунта, Олдрин опробовал различные способы передвижения. Он сообщил, что прыжки с одновременным отталкиванием двумя ногами, наподобие кенгуру, получаются хорошо, но для перемещения вперёд традиционный способ всё-таки предпочтительнее. В этот момент Хьюстон попросил обоих астронавтов собраться в поле зрения телекамеры, с ними хотел поговорить по телефону Президент США. Ричард Никсон сказал, что благодаря тому, что сделали астронавты, небо стало частью человеческого мира, в этот бесценный момент, впервые за всю историю человечества, люди Земли воистину едины. Армстронг поблагодарил Президента, сказав, что для них большая честь представлять не только Соединённые Штаты, но и людей мира из всех стран. На Земле во время разговора телезрители видели астронавтов в одной половине телеэкрана, Никсона — в другой. После разговора Олдрин приступил к эксперименту по оценке проникновения ботинок скафандров в грунт. Он отошёл от лунного модуля туда, где на лунной поверхности ещё не было следов, сделал один отпечаток, дважды его сфотографировал и рядом сделал второй. Армстронг в это время собирал образцы лунного грунта так называемым насыпным способом. Он несколько раз ходил подальше от лунного модуля, туда, где грунт менее был загрязнён работой посадочного двигателя, и зачерпывал реголит и небольшие камешки совком на длинной ручке, имевшим форму узкой коробки, открытой с одной стороны. Таким образом был заполнен один из двух герметичных контейнеров-чемоданчиков для лунных образцов. Затем Армстронг достал из грузового отсека стереоскопическую фотокамеру для съёмки лунной поверхности крупным планом и сделал несколько снимков.
Дальше по плану нужно было разместить комплект научных приборов (англ. Early Apollo Scientific Experiments Package — EASEP), состоявший из пассивного сейсмометра и уголкового отражателя для лазерной локации Луны. Олдрин выгрузил приборы и перенёс к выбранному относительно ровному месту. Армстронг фотографировал все стадии этого процесса и разместил уголковый отражатель. Он предназначался для измерения точных расстояний между обсерваториями на Земле, откуда посылаются лазерные импульсы, и Базой Спокойствия. У Олдрина возникли проблемы с выравниванием сейсмометра на поверхности. Уровень у сейсмометра был не таким, как у уголкового отражателя, он не был наполнен жидкостью с пузырьком газа, а представлял собой круглое углубление с маленьким металлическим шариком вроде дробинки. Шарик никак не устанавливался в центре, а всё время скатывался к краям (в последующих полётах уровни всех приборов были сделаны традиционным способом). Подошедший Армстронг заметил, что дробинка катается не по вогнутой, а по выпуклой поверхности. Хьюстон разрешил выровнять сейсмометр на глаз. Затруднения возникли также с солнечными батареями сейсмометра. Одна из них открылась автоматически, вторую Олдрину пришлось открывать вручную. Хьюстон сообщил астронавтам, что после начала выхода на поверхность прошло 2 часа 12 минут, но запасы кислорода и воды для охлаждения скафандров выглядели вполне достаточными, поэтому прогулку решено было продлить на 15 минут сверх штатной продолжительности. Оператор связи сказал, что Олдрину за 10 минут особо напомнят о необходимости возвращаться в лунный модуль. Хьюстон попросил сфотографировать уровень сейсмометра крупно. Армстронг выполнил задание и с удивлением обнаружил, что металлический шарик переместился точно в центр.
|                                                  |                                    |              |                                                                     |                                                        |
| Базз Олдрин выгружает комплект научных приборов… | …и переносит его к месту установки | След Олдрина | Кратер Литл Уэст. В левом нижнем углу — крупноплановая стереокамера | Лунный модуль, снятый Армстронгом от кратера Литл Уэст |

В оставшееся время нужно было собрать документированные образцы лунного грунта. По плану на это отводилось около 30 минут. Предполагалось, что оба астронавта будут работать в паре. Олдрин должен был углубить трубку-пробоотборник, собрать несколько камней (каждый в отдельный пакет) и специальный образец грунта в герметичный контейнер-стакан, а Армстронг должен был фотографировать образцы до и после забора. Но из-за отставания от графика Хьюстон отвёл на всё 10 минут и сообщил Олдрину, что сразу после этого он должен завершать прогулку. ЦУП проинформировал также, что сейсмометр работает и фиксирует шаги астронавтов. Пока Олдрин готовил инструменты, Армстронг совершил короткую экскурсию к кратеру Литл Уэст (англ. Little West Crater). Этот кратер диаметром 30 м располагался в 60 метрах к востоку от «Орла». Командир отснял частичную панораму и через 3 минуты вернулся. Олдрин уже начал работать с трубкой-пробоотборником. Он углубил её руками примерно на 10 см, дальше пришлось забивать молотком. Трубка вошла в грунт на 15—20 см. Вытащив её, Олдрин осмотрел содержимое и сообщил, что грунт внутри как будто влажный, как мокрый песок. В другом месте, в нескольких метрах от первого, он углубил вторую трубку. Затем Олдрин свернул экран ловушки частиц солнечного ветра, а Армстронг в это время собрал в один мешок около 20 незадокументированных камней. Когда Олдрин начал подниматься по лестнице, Армстронг не сфотографировал его подъём, как предписывал полётный план. Вместо этого он насыпал в мешок с камнями несколько совков реголита. Затем Армстронг с трудом закрыл первый контейнер с образцами, прикрепил к нему, зацепив за специальный крюк, кассету с фотоплёнкой и с помощью конвейера для лунного оборудования начал поднимать их наверх к Олдрину, в кабину. На полпути кассета с фотоплёнкой отцепилась и упала в лунную пыль. Армстронг поднял её, и в этот момент оператор связи в Хьюстоне произнёс в эфир условную фразу, попросив проверить скафандр. Она означала, что Армстронгу следовало чуть снизить темп и перевести дух. Со времени начала заключительного сбора образцов частота пульса у него подскочила до 160 ударов в минуту (у Олдрина максимум за всю ВКД составил 105 ударов). «Вас понял», — ответил Армстронг и доложил показания давления в скафандре, отметив, что предупредительных сигналов нет и что запасы кислорода на уровне 54 %. Армстронг переправил наверх Олдрину второй контейнер-чемоданчик с образцами и кассетой, после чего спросил, как дела с пакетиком, который должен был находиться в кармане на рукаве скафандра Олдрина. В нём были эмблема «Аполлона-1», памятные медали Вирджила Гриссома, Эдварда Уайта, Роджера Чаффи, Юрия Гагарина и Владимира Комарова, маленькая золотая оливковая ветвь, такая же, как три других, которые астронавты привезут своим жёнам, и кремниевый диск с посланиями президентов. Армстронг и Олдрин намеревались совершить мемориальную церемонию раньше, но из-за занятости забыли. Олдрин сбросил пакетик Армстронгу, и тот разместил его на поверхности рядом с лунным модулем. После этого Армстронг тоже начал подниматься. Он присел низко, как мог, и, оттолкнувшись обеими ногами и придерживаясь руками за лестницу с боков, запрыгнул сразу на третью ступеньку (высота около 1,5 м). Олдрин помог ему подсказками протиснуться внутрь, они закрыли люк и наддули кабину.
Выход на поверхность Луны продолжался 2 часа 31 минуту и 40 секунд. Наибольшее удаление астронавтов от лунного модуля (Армстронг) составило 60 м. В общей сложности было собрано 21,55 кг образцов лунной породы. Были отсняты 122 фотографии, большую часть которых впоследствии удалось скомпоновать в панорамы (англ. Lunar Panoramic Photography - Apollo 11).

### Попытки отдохнуть

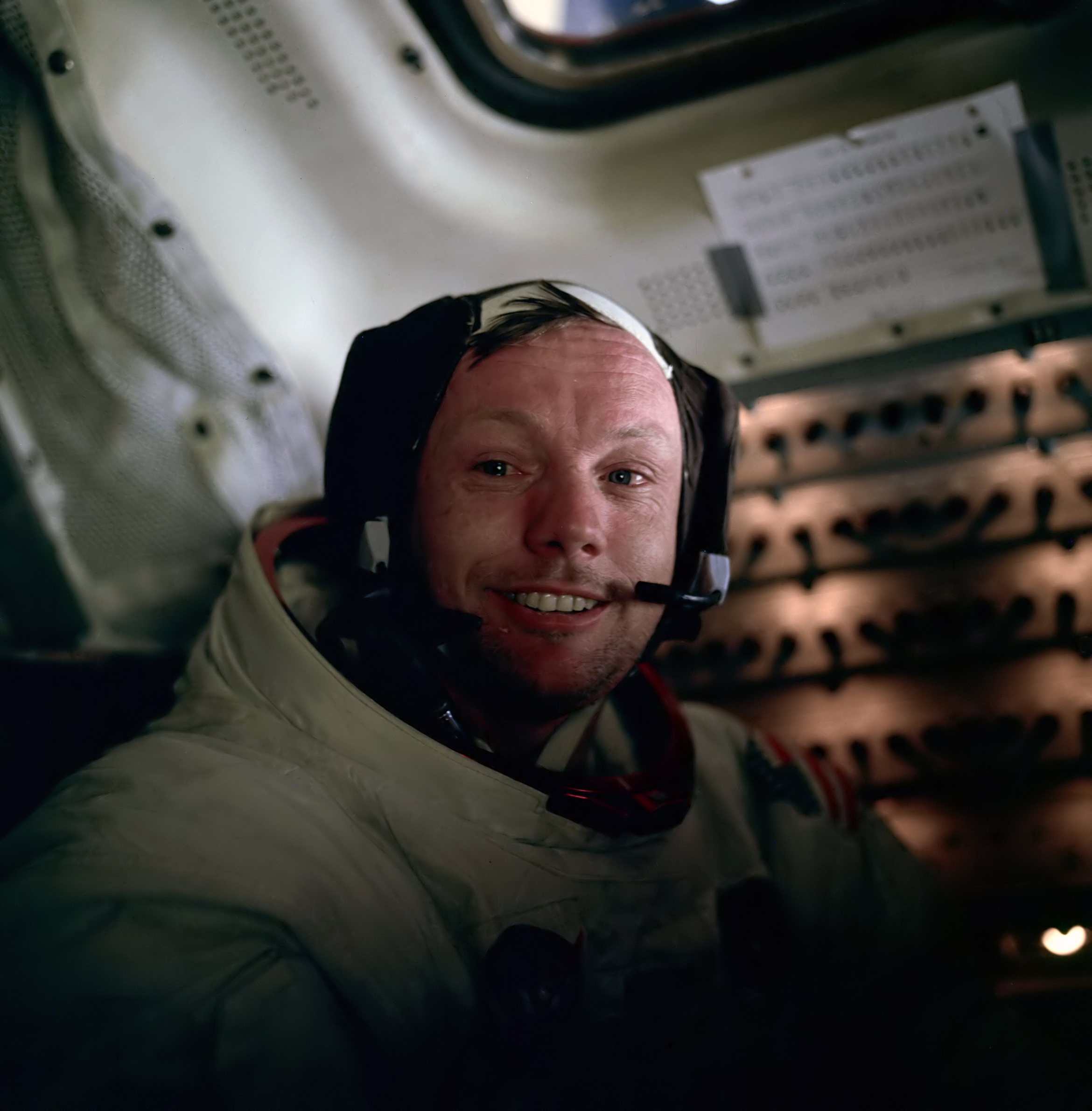
Нил Армстронг в кабине «Орла» после выхода на поверхность Луны
Панорама, составленная из снимков, сделанных Армстронгом и Олдрином из лунного модуля после «прогулки». Левый иллюминатор командира ограничивал обзор справа примерно на середине тени «Орла». В поле зрения пилота (правый иллюминатор) тень попадала почти целиком
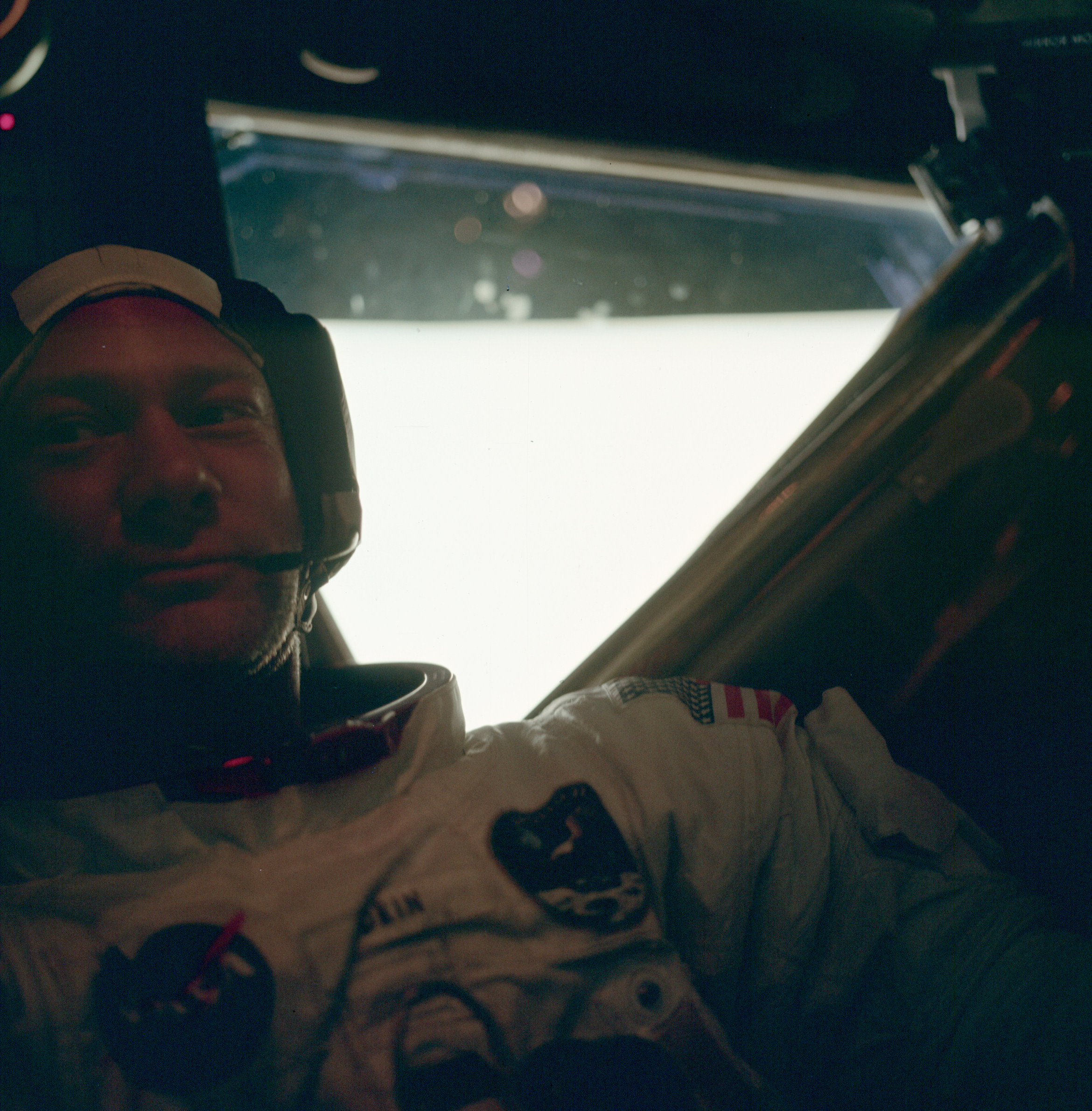
Эдвин Олдрин после ВКД

Задраив люк, Армстронг достал из кармана скафандра аварийный образец лунной породы и положил его на обшивку двигателя взлётной ступени. До полёта некоторые специалисты высказывали опасения, что лунный грунт может вступить в реакцию с воздухом, начать дымиться, тлеть или даже самовоспламениться. В таком случае астронавтам следовало немедленно разгерметизировать корабль и выбросить образец. Но, начав подачу кислорода, Армстронг и Олдрин ничего угрожающего не заметили.
После наддува кабины астронавты принялись фотографировать через свои иллюминаторы, чтобы доснять две фотокассеты и выбросить затем вместе с мусором внутрикорабельную фотокамеру (внекорабельную, которой они снимали во время выхода, Армстронг уже оставил за пределами корабля). Они сняли ранцы портативной системы жизнеобеспечения и верхнюю лунную обувь, которые тоже предстояло выбросить. Олдрин доложил Земле, что на панели управления, справа, там, где он стоит, один переключатель находится не в том положении, в каком нужно, а включатель зажигания двигателя взлётной ступени вообще сломан. Вероятнее всего, это произошло, когда Олдрин поворачивался в кабине ещё с ранцем за плечами. Из Хьюстона сообщили, что включатель находится в положении «выключено». Астронавты стали искать, чем можно было бы включить сломанный выключатель. Оказалось, что для этих целей подходил фломастер, который у них был на борту. После ужина Армстронг и Олдрин снова надели шлемы и перчатки и начали готовиться к разгерметизации кабины. Хьюстон разрешил им открыть клапан не только переднего, но и верхнего люка, чтобы разгерметизация прошла быстрее. Астронавты выбросили через открытый люк все не нужные больше вещи. С Земли всё это было видно благодаря ещё работавшей телекамере. Сейсмометр на поверхности зарегистрировал падение обоих ранцев. Закрыв люк и наддув кабину, астронавты, по согласованию с ЦУПом, отключили телекамеру (она всё равно не смогла бы показать взлёт — энергопитание прекратилось бы в момент разделения ступеней). Когда Армстронг и Олдрин сняли шлемы и перчатки, они почувствовали едкий запах лунной пыли. Астронавты протёрли лица и руки влажными салфетками и полотенцами. Частица лунной пыли попала Армстронгу в глаз, но её удалось без проблем извлечь; вычистить до конца лунную пыль из-под ногтей ни он, ни Олдрин не смогли.
Ответив на ряд вопросов специалистов на Земле, Армстронг и Олдрин прибрались в кабине и стали укладываться спать. Спать пришлось в скафандрах. У первых астронавтов на Луне ещё не было гамаков, поэтому Олдрин расположился на полу. На послеполётном опросе он говорил, что у него было лучшее спальное место: вытянуться во весь рост было нельзя, но можно было лечь на спину и упереться ногами в боковую стенку или поставить ноги на пол, согнув их в коленях. Можно было также повернуться на любой бок. Армстронг устроился на обшивке двигателя взлётной ступени. Чтобы ноги не свешивались на пол, он сделал петлю из привязи, которой астронавты привязывались в полёте, в состоянии невесомости. Голова была прислонена к задней стенке кабины, поэтому очень мешали звуки работающих насосов лунного модуля. Астронавты спали в шлемах и перчатках — так было меньше шума, а главное, это давало возможность дышать чистым кислородом, а не лунной пылью (внутри лунного модуля всё было сильно ею испачкано). Кабину не удалось полностью затемнить: шторки на иллюминаторах оказались не совсем светонепроницаемыми, сквозь них была видна линия горизонта, а через телескоп оптического визирования проникал яркий свет Земли. Телескоп пришлось завешивать. Кроме того, без движения астронавты стали замерзать: температура воздуха в кабине была +16 °С, при этом работала система охлаждения скафандров. Армстронг и Олдрин сначала повысили в ней температуру охлаждающей воды, а затем и вовсе отключили, но это всё равно не помогло. На послеполётном опросе Олдрин говорил, что отключить нужно было раньше, чтобы сохранить побольше тепла. В итоге он, по его словам, урывками подремал часа два. Армстронг приближался к состоянию дремоты, но так и не смог заснуть.

## Взлёт с Луны и стыковка

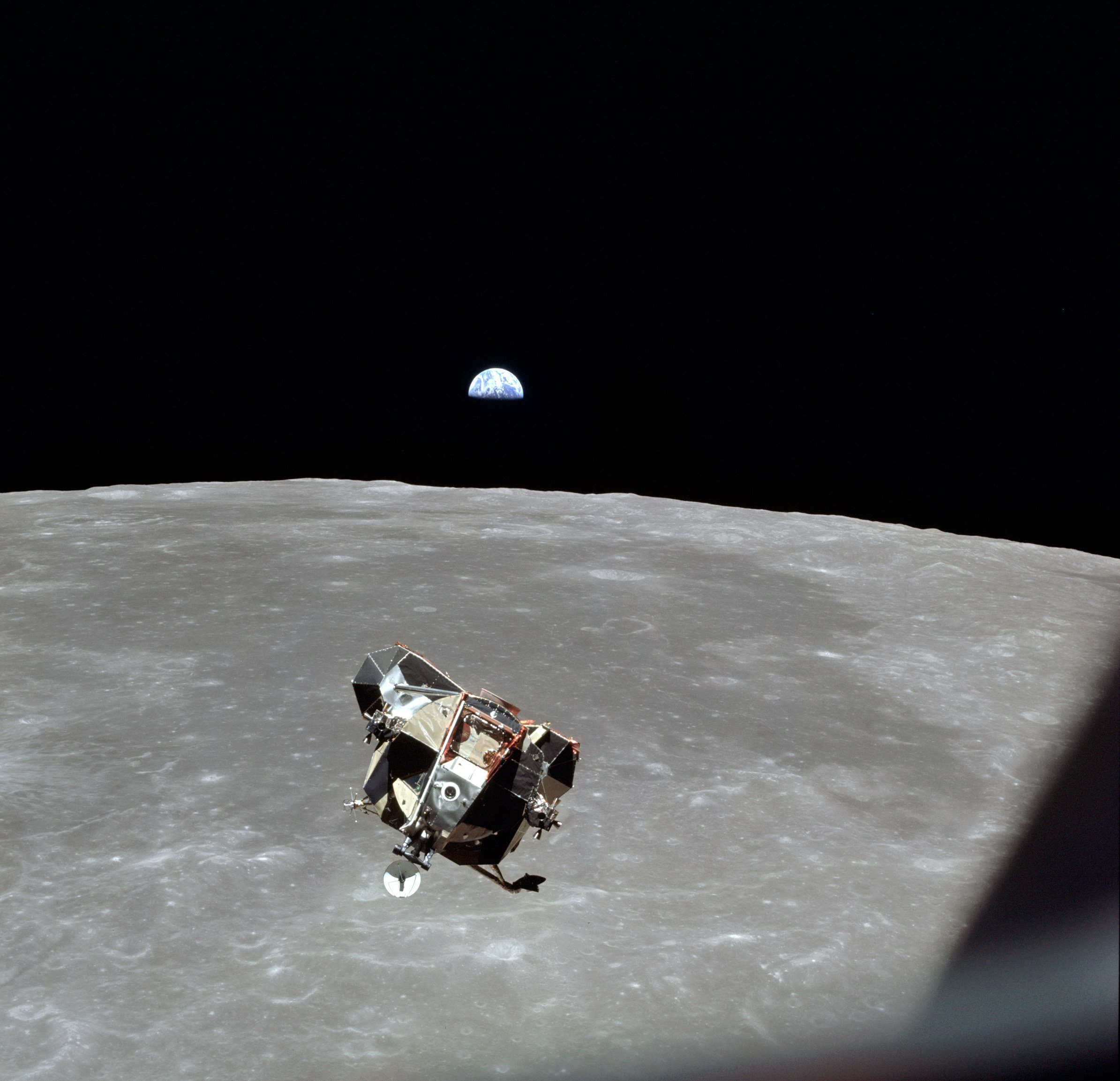
«Орёл» перед стыковкой, снятый Майклом Коллинзом из «Колумбии», на фоне восходящей Земли

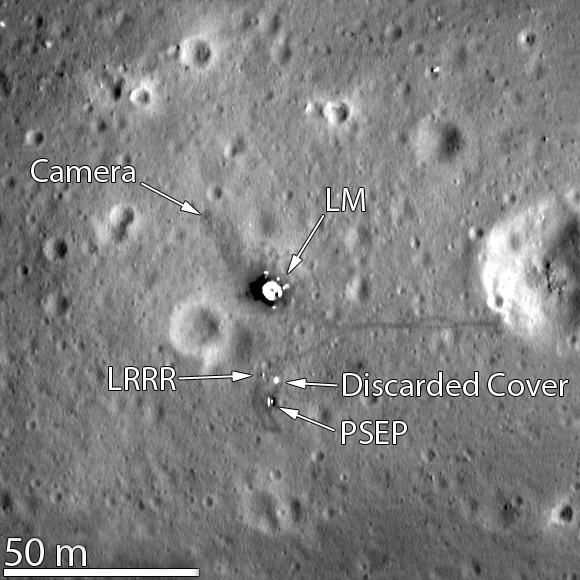
База Спокойствия, снятая КА LRO в конце 2011 года. К северо-западу от посадочной ступени «Орла» (LM) — телекамера, к югу — лазерный отражатель (LRRR) и сейсмометр (PSEP), к востоку — кратер Литл Уэст

Сразу после подъёма астронавты начали готовиться к взлёту. Они пробыли на Луне в общей сложности 21 час 36 минут 21 секунду. Двигатель взлётной ступени лунного модуля был включён, как и планировалось, в 124 часа 22 минуты полётного времени. Первые 10 секунд «Орёл» поднимался строго вертикально. Олдрин увидел в свой иллюминатор, как под воздействием реактивной струи полетели в разные стороны мелкие куски теплоизоляции посадочной ступени и упал установленный ими флаг. Когда скорость достигла 12 м/с, корабль повернулся по тангажу на 50° вперёд, чтобы начала увеличиваться горизонтальная скорость. Через 7 минут «Орёл» вышел на промежуточную орбиту с периселением 17 км и апоселением 87 км. Примерно через час после взлёта, когда оба корабля находились над обратной стороной Луны, Армстронг включил двигатели системы ориентации. Лунный модуль перешёл на почти круговую орбиту, периселений которой поднялся до 83,3 км. В результате ещё нескольких последовательных манёвров через три с половиной часа после взлёта «Орёл» и «Колумбия» сблизились до расстояния 30 м и зависли неподвижно относительно друг друга. Чтобы получше рассмотреть взлётную ступень лунного модуля, Коллинз попросил Армстронга чуть развернуть корабль. Выполнение этого манёвра привело к так называемому складыванию рамок трёхосного гироскопа в навигационной системе «Орла». Далее Коллинз вручную произвёл окончательное сближение и стыковку. Перед стягиванием возникло сильное круговое движение кораблей относительно друг друга. Оно было вызвано включением маневровых двигателей «Орла», поддерживавших его ориентацию. Коллинзу удалось стабилизировать корабли и завершить стыковку, хотя он уже подумывал о том, что придётся делать вторую попытку. Далее он наддул переходной туннель, открыл люк и передал Армстронгу и Олдрину пылесос. Они, насколько было возможно, почистили скафандры и всё, что предстояло перенести в командный модуль. Коллинз стал третьим человеком, увидевшим лунный грунт. Армстронг, не открывая, показал ему пакет с аварийными образцами. Вскоре после того, как Армстронг и Олдрин перешли в командный модуль, взлётная ступень «Орла» была сброшена. Она осталась на орбите, но со временем должна была упасть на Луну. Коллинз 7-секундным включением двигателей системы ориентации отвёл «Колумбию» на безопасное расстояние (в радиопереговорах ЦУП снова перешёл на позывные «Аполлон-11»). Когда манёвр был завершён, Армстронг и Олдрин сняли свои скафандры, которые были надеты на них с предыдущего дня. Оператор связи в Хьюстоне сообщил астронавтам, что их полёт — основная тема мировой прессы. Поздравительные телеграммы от зарубежных лидеров продолжали поступать в Белый дом непрерывным потоком. Свои поздравления экипажу «Аполлона-11» и Президенту Никсону передал советский Премьер-министр Алексей Косыгин через находившегося с визитом в СССР бывшего вице-президента США Хьюберта Хамфри. Советские космонавты также выступили с поздравительным заявлением.

## Обратный полёт к Земле

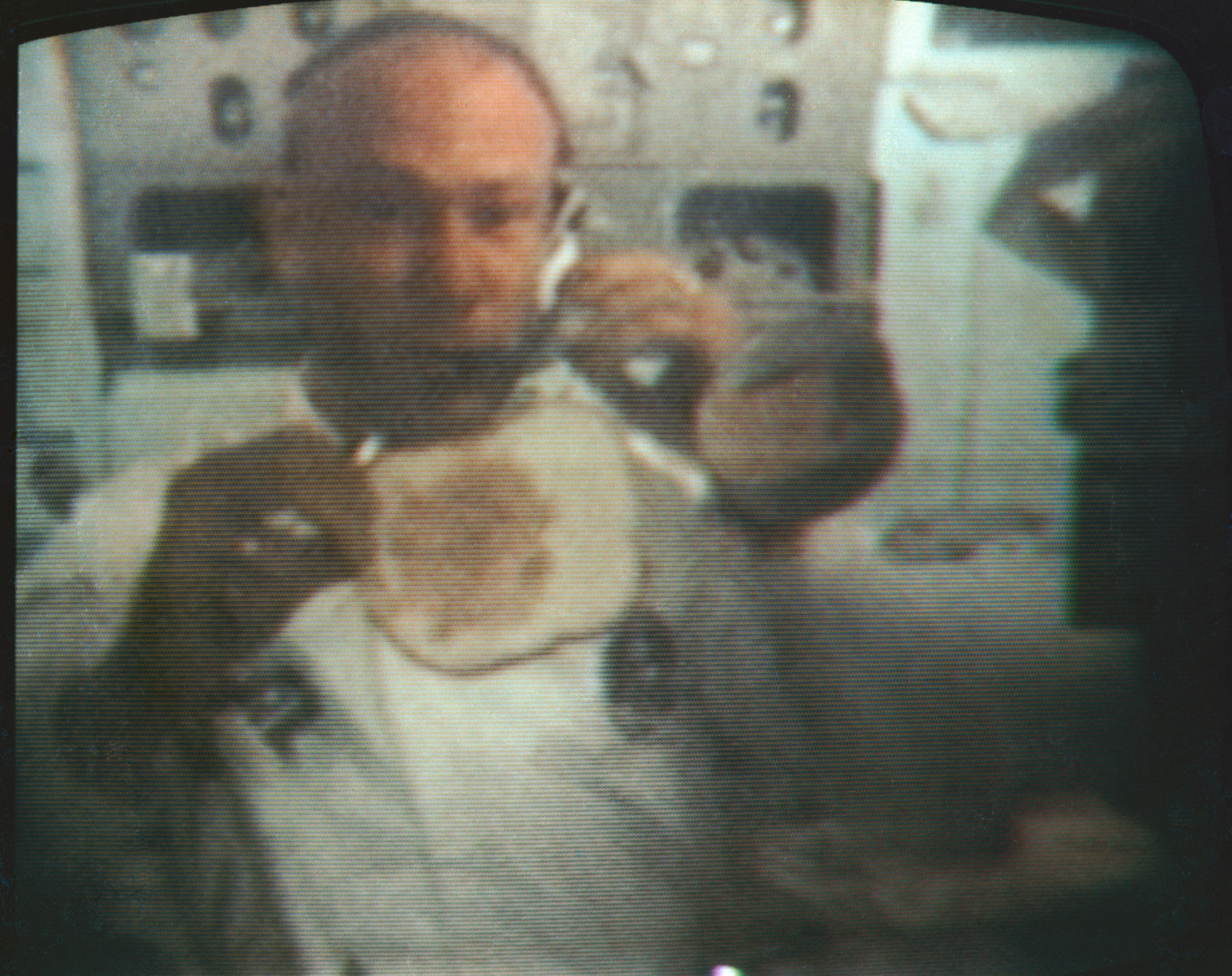
Эдвин Олдрин во время прямой телетрансляции

В самом начале 31-го витка, когда корабль находился над обратной стороной Луны, был включён его маршевый двигатель. Он отработал 2 минуты 28 секунд. «Аполлон-11» перешёл на траекторию полёта к Земле. Астронавты развернули его носом в обратную сторону, чтобы пофотографировать быстро удалявшуюся Луну. После этого они перевели командно-служебный модуль в режим пассивного термического контроля (медленное вращение вокруг продольной оси), и у экипажа начался 10-часовой период ночного отдыха.
На седьмой день полёта, 22 июля, вскоре после того, как астронавты проснулись, «Аполлон-11» пересёк невидимую границу, за которой гравитационное воздействие Земли на него стало больше лунного. От Луны он удалился на расстояние 62 600 км, а до Земли осталось 322 000 км. Оператор связи в Хьюстоне сообщил экипажу последние новости, из которых следовало, что только четыре страны на планете всё ещё не проинформировали своих граждан о полёте «Аполлона-11» и о посадке людей на Луну: Китай, Северная Корея, Северный Вьетнам и Албания. Астронавты узнали также, что вечером Президент Никсон отправляется на Тихий океан, где через день будет приветствовать их на борту авианосца «Хорнет» сразу после приводнения, а днём ранее советская автоматическая станция «Луна-15» потерпела катастрофу в Море Кризисов. Была проведена промежуточная коррекция курса № 5, первая на обратном пути. В конце дня астронавты провели телетрансляцию. Перед её началом они сориентировали корабль таким образом, чтобы через разные иллюминаторы можно было показать и Землю, и Луну. Затем под комментарии Армстронга зрители увидели герметичные контейнеры с образцами лунного грунта. Олдрин рассказал о продуктах, которые астронавты употребляют в пищу, показал, как они намазывают паштет из ветчины на кусок хлеба, и на пустой банке продемонстрировал работу гироскопа. Коллинз для детей показал, как ведёт себя вода в невесомости, и объяснил, как экипаж пьёт воду из водяного пистолета.
23 июля экипаж провёл последнюю телетрансляцию. Подводя итоги, астронавты говорили о значении полёта и поблагодарили десятки тысяч людей на Земле, усилия которых обеспечили успех экспедиции. Перед отбоем экипаж был проинформирован о том, что из-за отдельных гроз в расчётном районе посадки точку приводнения решено передвинуть примерно на 400 км дальше по курсу. Этого предполагалось достичь за счёт использования аэродинамических качеств командного модуля. Авианосец «Хорнет» должен был успеть к новому месту назначения.

## Возвращение на Землю
24 июля, сразу после подъёма астронавтов, Хьюстон сообщил им, что последней из запланированных коррекций траектории не потребуется. Незадолго до вхождения в плотные слои атмосферы Земли служебный модуль был отделён и отведён от командного, последний был развёрнут тупым концом вперёд. После отделения, вследствие ошибочной работы автоматики, служебный модуль оставался в опасной близости от командного модуля.
В 195 часов 03 минуты 06 секунд полётного времени «Аполлон-11» на высоте 122 км от поверхности Земли вошёл в плотные слои атмосферы со скоростью 11 км/с. Через 15 минут корабль приводнился в 3 км от расчётной точки и в 24 км от авианосца «Хорнет» в Тихом океане, в точке с координатами 13°19′ с. ш. 169°09′ з. д. (13,30° с. ш. 169,15° з. д.), расположенной между Маршалловыми островами и Гавайскими островами. Экспедиция продолжалась 8 суток 3 часа 18 минут и 18 секунд.
На воде командный модуль первоначально установился днищем вверх (носом в воду), однако через 7 минут 40 секунд при помощи бортовых надувных баллонов-поплавков был перевёрнут в штатное положение. С вертолёта были сброшены три аквалангиста, которые прикрепили к командному модулю понтон-воротник. Когда они удалились, с вертолёта были спущены две надувные лодки и аквалангист в скафандре биологической защиты. Он обработал люк командного модуля дезинфицирующим средством, открыл его, передал экипажу три таких же скафандра и снова закрыл люк. Астронавты надели скафандры и по очереди погрузились в надувную лодку, Армстронг первым, за ним Коллинз и Олдрин. Аквалангист не смог закрыть люк корабля, ему попытался помочь Армстронг, но тоже не сумел. С этой задачей справился Коллинз. Аквалангист обработал скафандры астронавтов раствором йода. Тем временем «Хорнет» сократил расстояние до места посадки примерно до 1,5 км. Экипаж подняли на борт вертолёта и доставили на авианосец через 63 минуты после приводнения. Через 2 часа 5 минут туда же доставили и «Колумбию». Из вертолёта астронавты перешли в мобильный карантинный фургон, где их ожидали врач и техник. На авианосец для встречи экипажа «Аполлона-11» прибыли президент Ричард Никсон, директор НАСА Томас Пейн, а также астронавт Фрэнк Борман. Никсон приветствовал астронавтов через стекло двери карантинного фургона.

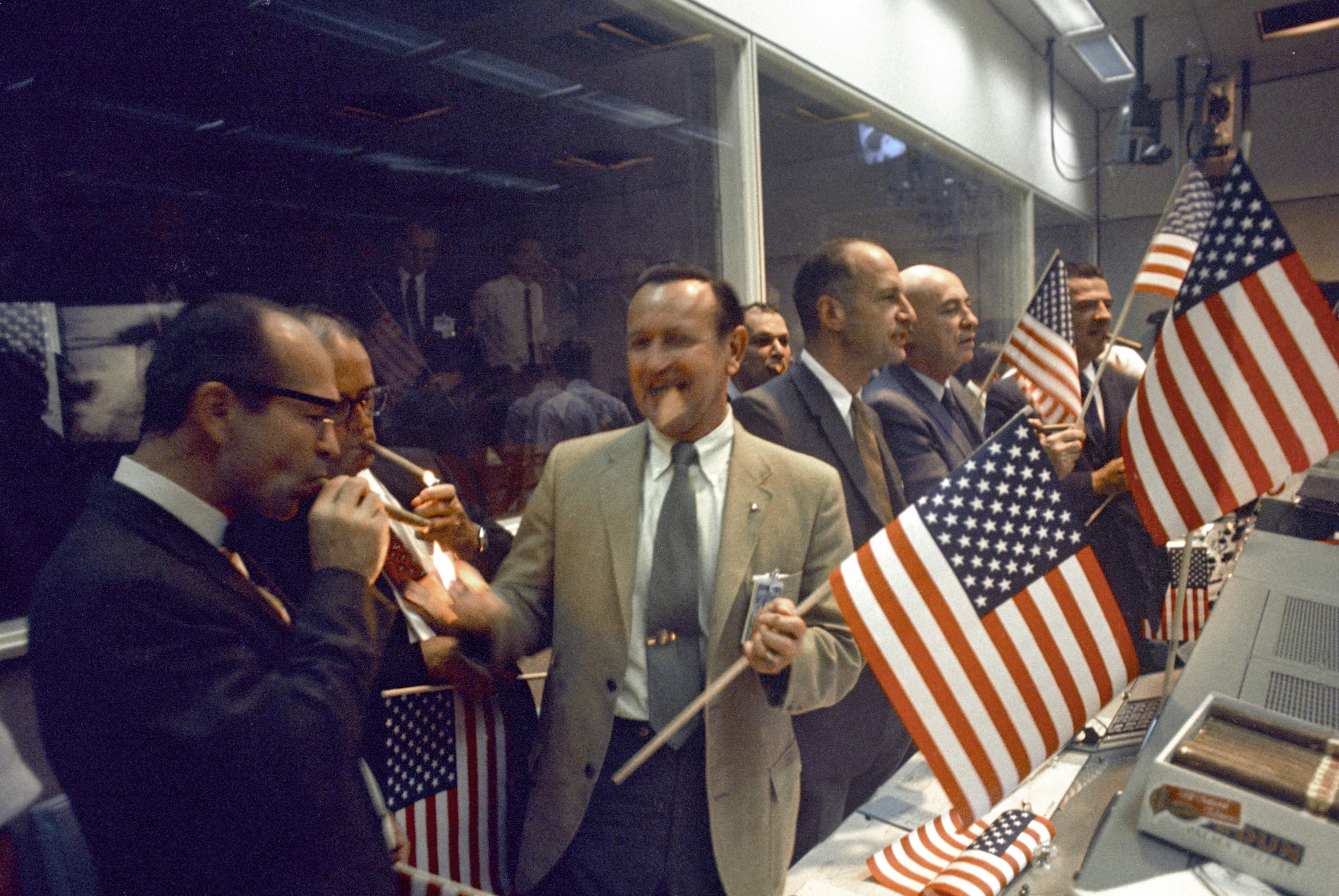
Ликование в ЦУПе с традиционным раскуриванием сигар сразу после благополучного завершения миссии (приводнения)
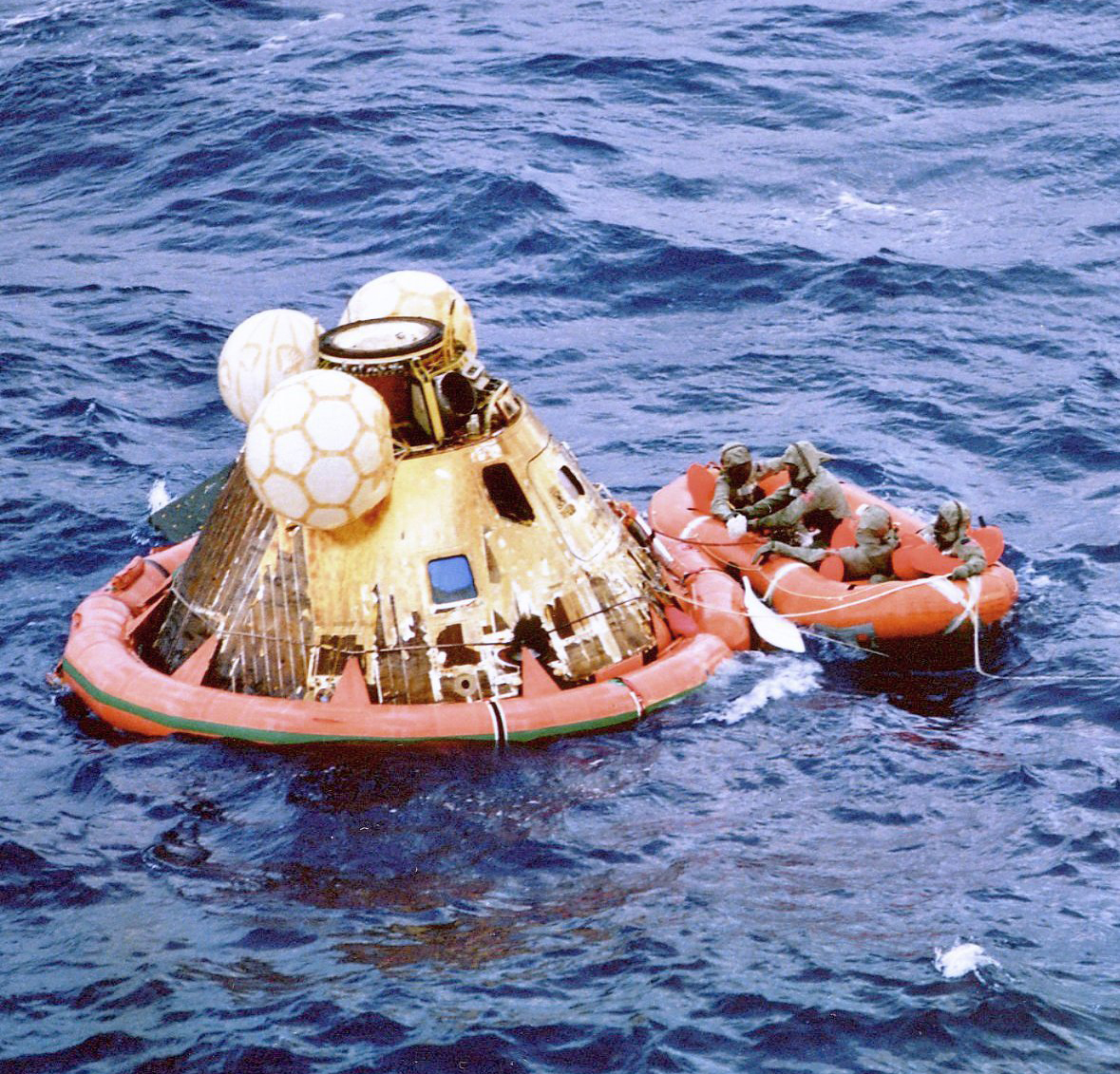
Командный модуль «Колумбия» после приводнения
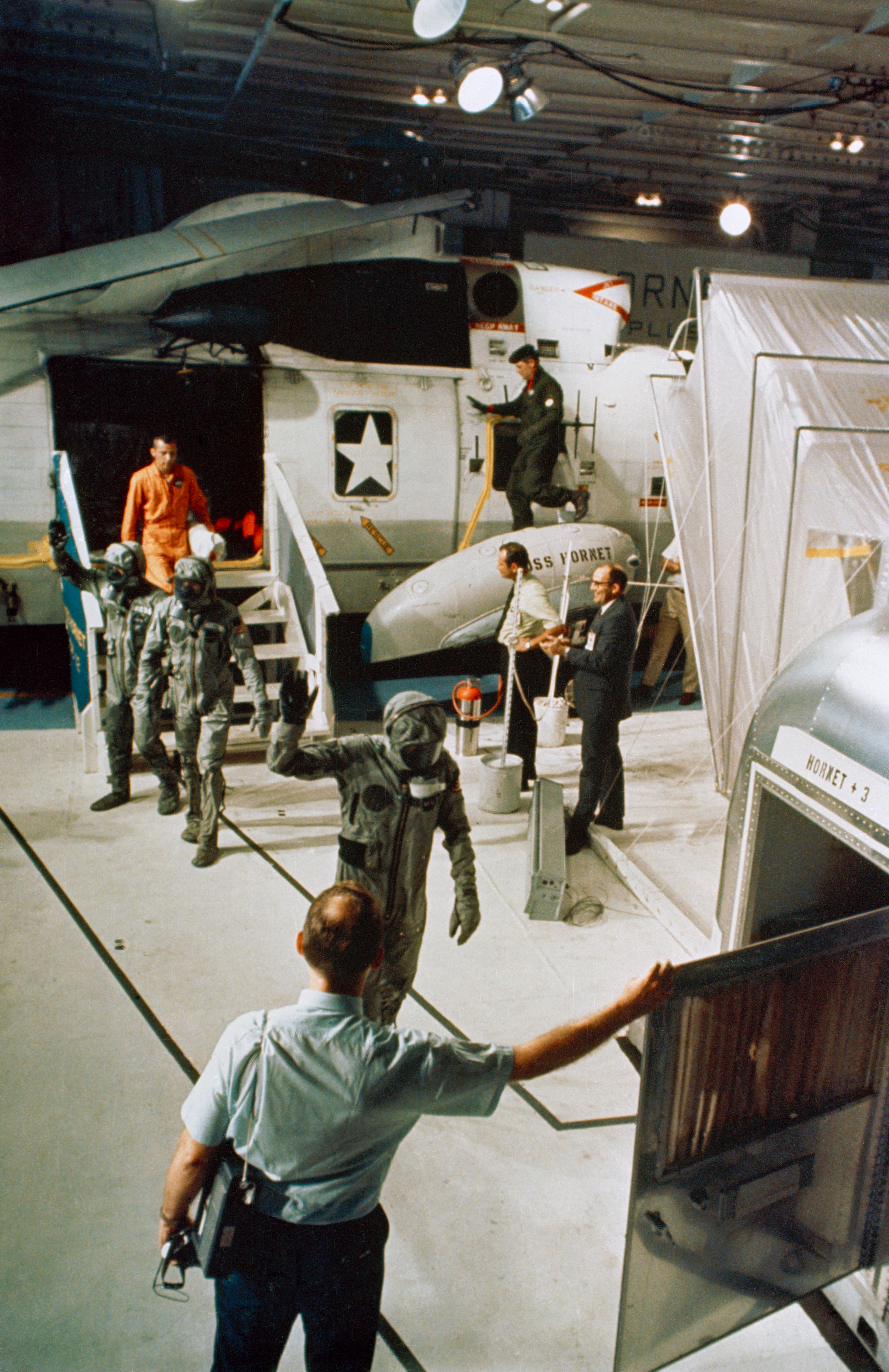
Экипаж «Аполлона-11» на борту авианосца «Хорнет» переходит из вертолёта в карантинный фургон. Впереди — Коллинз, за ним — Армстронг и Олдрин
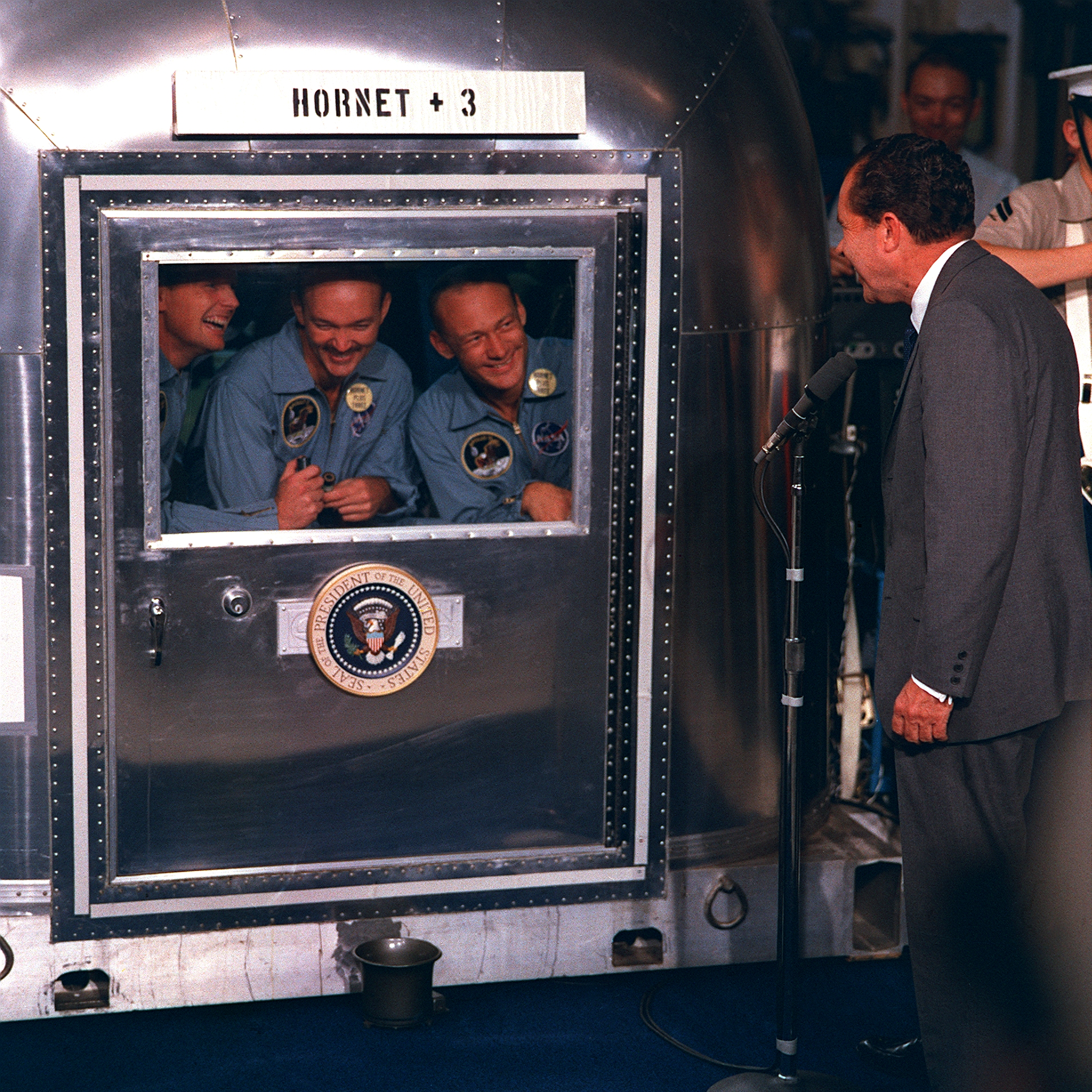
Президент Никсон общается с экипажем «Аполлона-11», находящимся в карантинном фургоне

В Советском Союзе доставка астронавтов на борт авианосца «Хорнет» впервые в ходе всей миссии транслировалась по телевидению в прямом эфире по системе «Интервидения». В тот же вечер первые две трети основной информационной программы были посвящены успешному завершению полёта «Аполлона-11», в том числе было объявлено, что Председатель Президиума Верховного Совета СССР Николай Подгорный направил поздравительную телеграмму Президенту Никсону с наилучшими пожеланиями астронавтам.

## Послеполётный карантин

### Лунные камни отправляются в Хьюстон первыми

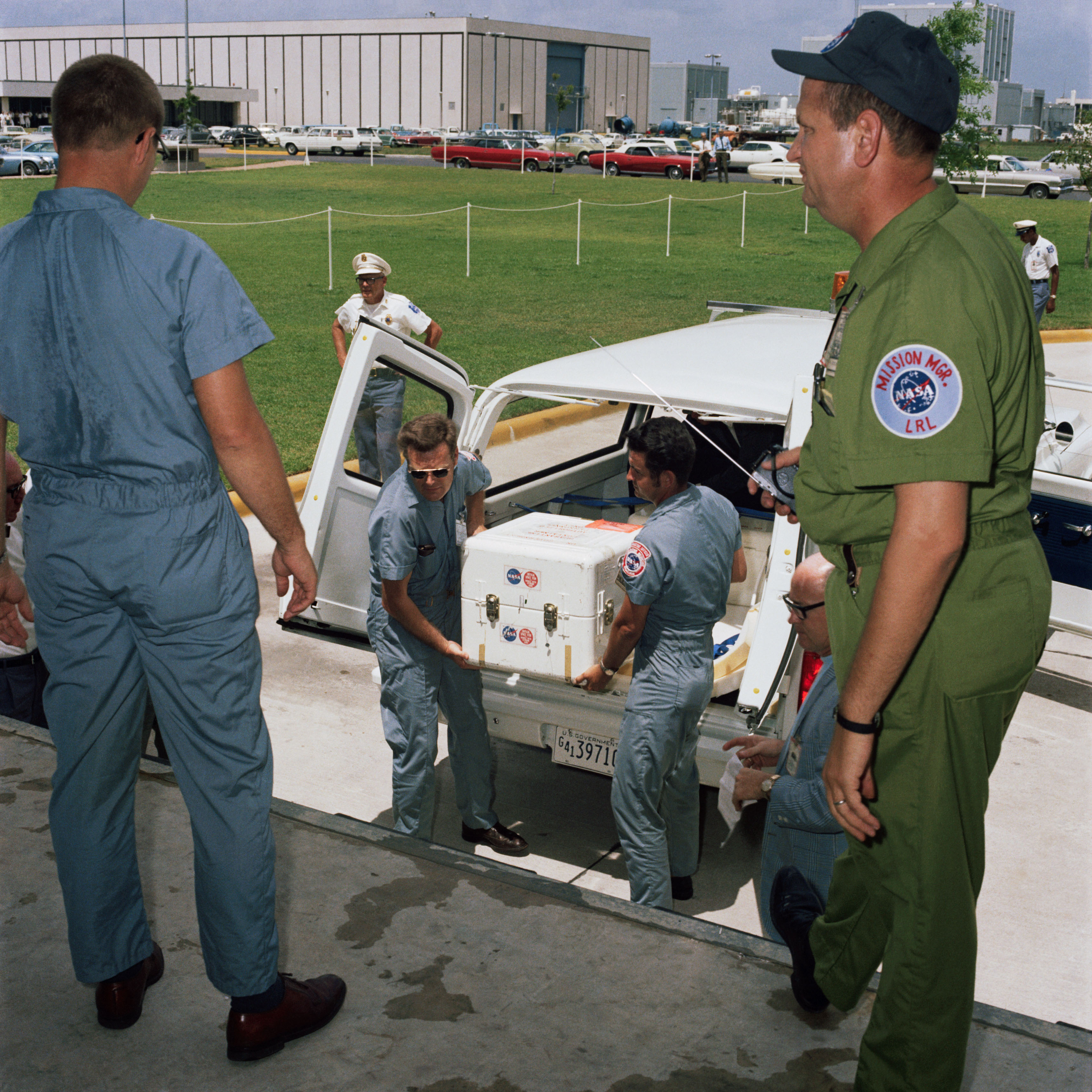
Первый контейнер с образцами лунного грунта прибывает в ЛПЛ

На авианосце «Хорнет» «Колумбия» была размещена рядом с карантинным фургоном и соединена с ним пластиковым тоннелем. По нему контейнеры с образцами лунного грунта и отснятые кассеты с плёнкой были перенесены в фургон и оттуда через дезинфекционный атмосферный шлюз переданы наружу. Контейнер с образцами № 2 (избирательно собранные образцы, трубки-пробоотборники с грунтом и экран ловушки солнечного ветра), а также кассеты с фото- и киноплёнкой были упакованы в грузовой контейнер и отправлены на атолл Джонстон. Там они были перегружены на военно-транспортный самолёт C-141 и немедленно отправлены на базу ВВС США Эллингтон. Они прибыли в Лунную приёмную лабораторию (ЛПЛ) в Хьюстоне около полудня (по местному времени) 25 июля. Контейнер № 1 (с насыпными образцами) был отправлен на несколько часов позже на базу ВВС США Хикэм на Гавайских островах, а оттуда — в Хьюстон.

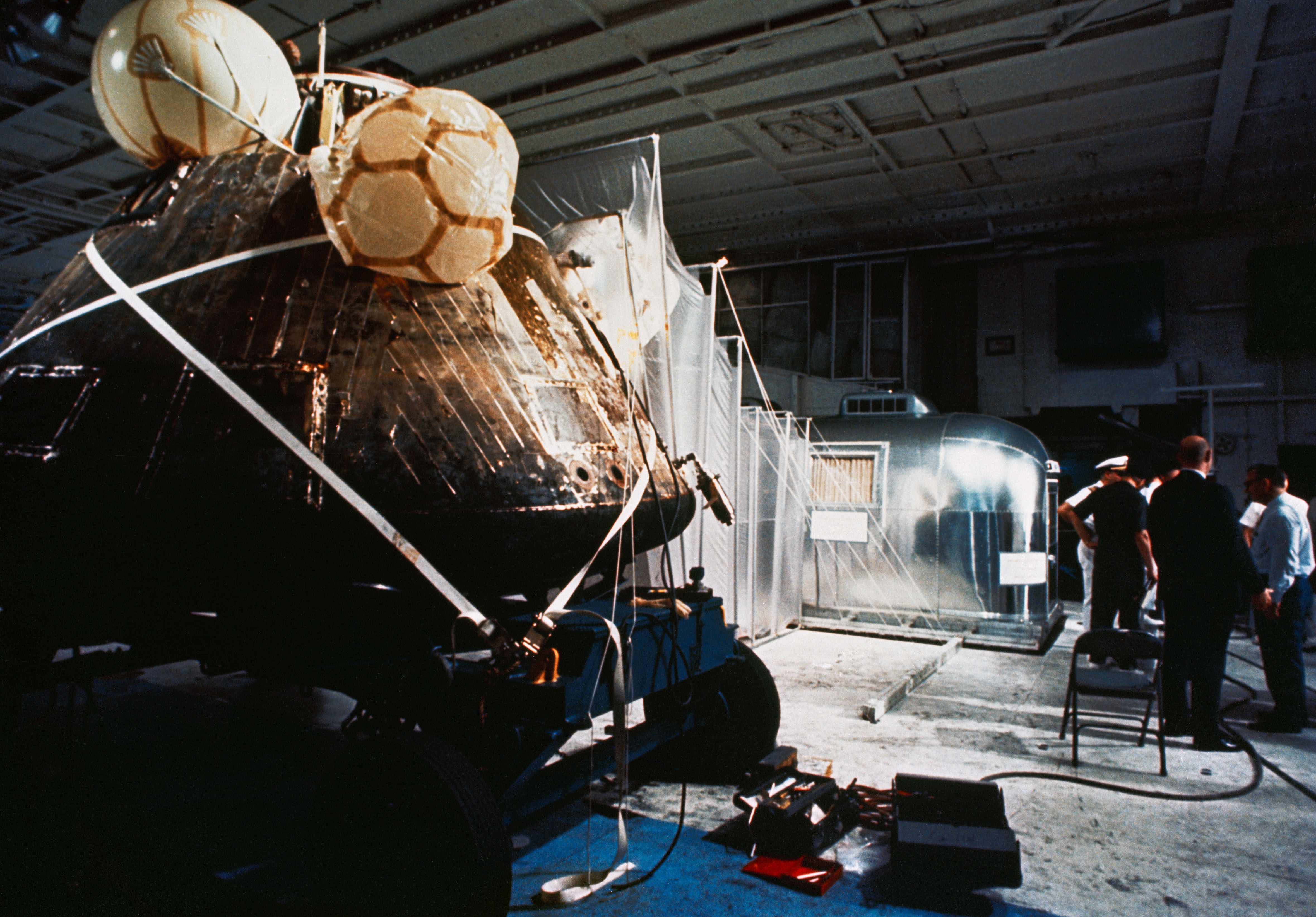
«Колумбия» и карантинный фургон на борту авианосца «Хорнет»

По прибытии в Лунную приёмную лабораторию кассеты с плёнкой в течение нескольких часов стерилизовались в автоклаве[прояснить], после чего были отправлены в фотолабораторию. Перед стерилизацией кассет произошёл случай непосредственного контакта человека с лунным грунтом. Один из фототехников голыми руками взял кассету, которую астронавты уронили на Луне, и испачкал руку лунной пылью. Он уже был в карантине, как один из сотрудников лаборатории, которые будут находиться с астронавтами. Ему пришлось только принять 5-минутный дезинфицирующий душ. Контейнеры с образцами прошли двойную стерилизацию: сначала ультрафиолетовыми лучами, затем — надуксусной кислотой. Далее их ополоснули стерильной водой и просушили азотом, после чего через вакуумный шлюз они были помещены в вакуумную зону (зону образцов лунного грунта) Лунной приёмной лаборатории. Вскрытие контейнеров было отложено из-за нестабильного давления в вакуумной зоне. Специалисты подозревали небольшую утечку в одной из перчаток, с помощью которых можно было манипулировать образцами. Во второй половине дня 26 июля первый контейнер был вскрыт. Начались фотографирование, каталогизирование и предварительное изучение образцов лунного грунта перед тем, как передать их 142 научным институтам и лабораториям. На негерметичную перчатку надели вторую и склеили их клейкой лентой. Но не прошло и недели, как они порвались. Большинство лунных образцов подверглось воздействию земной атмосферы, а двоих технических сотрудников пришлось отправить в карантин. Пока специалисты решали, что делать, работы в вакуумной зоне были приостановлены. В итоге было решено заполнить вакуумную зону азотом. 5 августа произошёл второй случай утечки, на этот раз из автоклава. В карантин попали ещё четыре техника. В общей сложности карантину были подвергнуты 23 человека.

### Астронавты — следом
Мобильный карантинный фургон с астронавтами и двумя их спутниками, а также командный модуль «Колумбия» были выгружены с борта авианосца «Хорнет» в Пёрл-Харборе (Гавайские острова) в 00:15 UTC 27 июля. Фургон на платформе грузовика был перевезён на базу ВВС США Хикэм. По дороге грузовик сделал краткую остановку, чтобы астронавтов смогли поприветствовать несколько тысяч жителей Гонолулу. Фургон на борту военно-транспортного самолёта С-141 был доставлен в Хьюстон в 06:00 UTC 28 июля. Командный модуль был перевезён на остров Форд в Пёрл-Харборе и после дезактивации пиропатронов и дезинфекции отправлен в Хьюстон, куда прибыл вечером 30 июля.

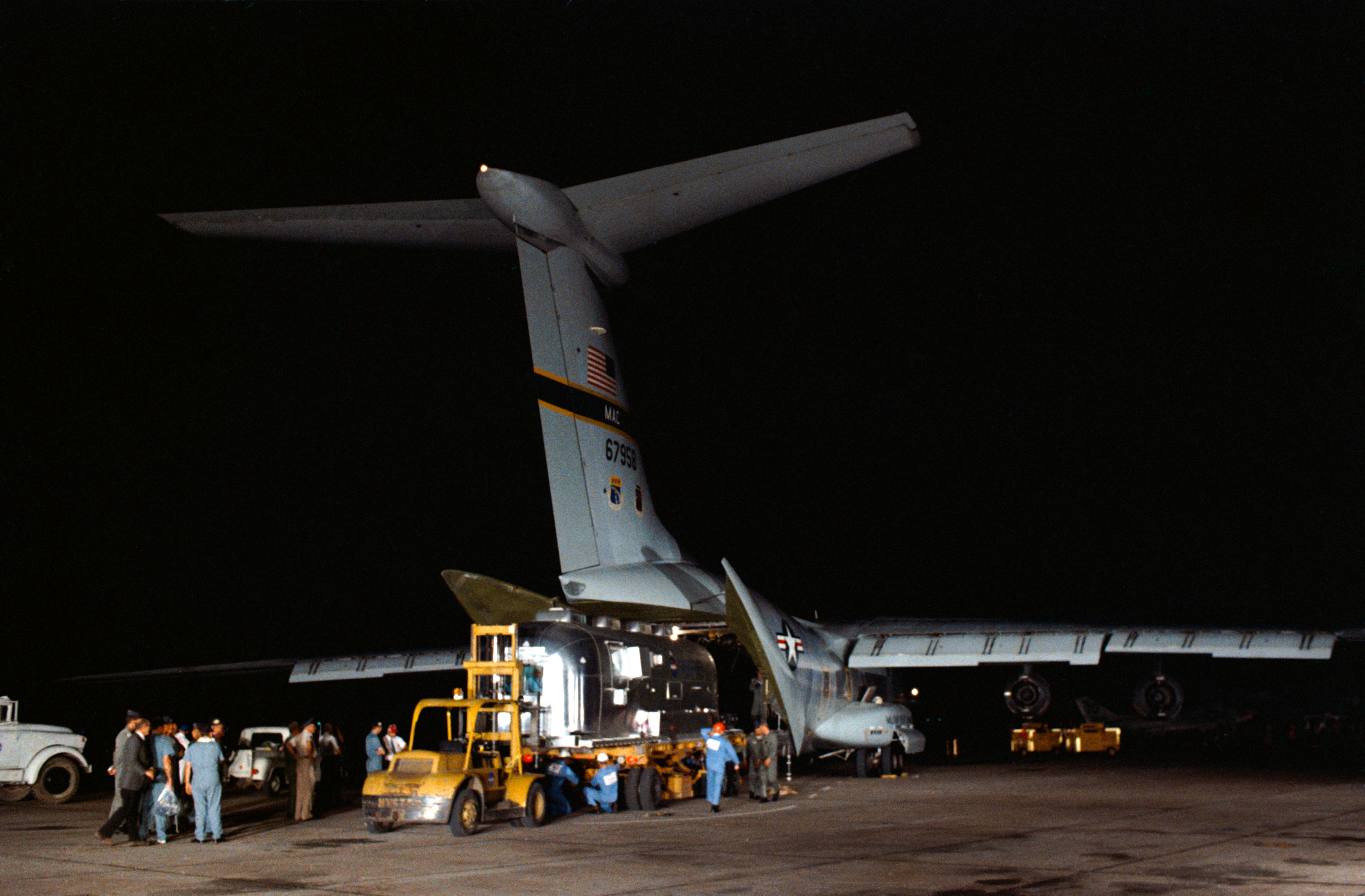
Мобильный карантинный фургон выгружают на базе ВВС США Эллингтон в Хьюстоне
Вскоре после прибытия на базу Эллингтон Нил Армстронг в карантинном фургоне говорит по системе двусторонней связи с младшим сыном Марком. Рядом - его жена Дженет и старший сын Эрик
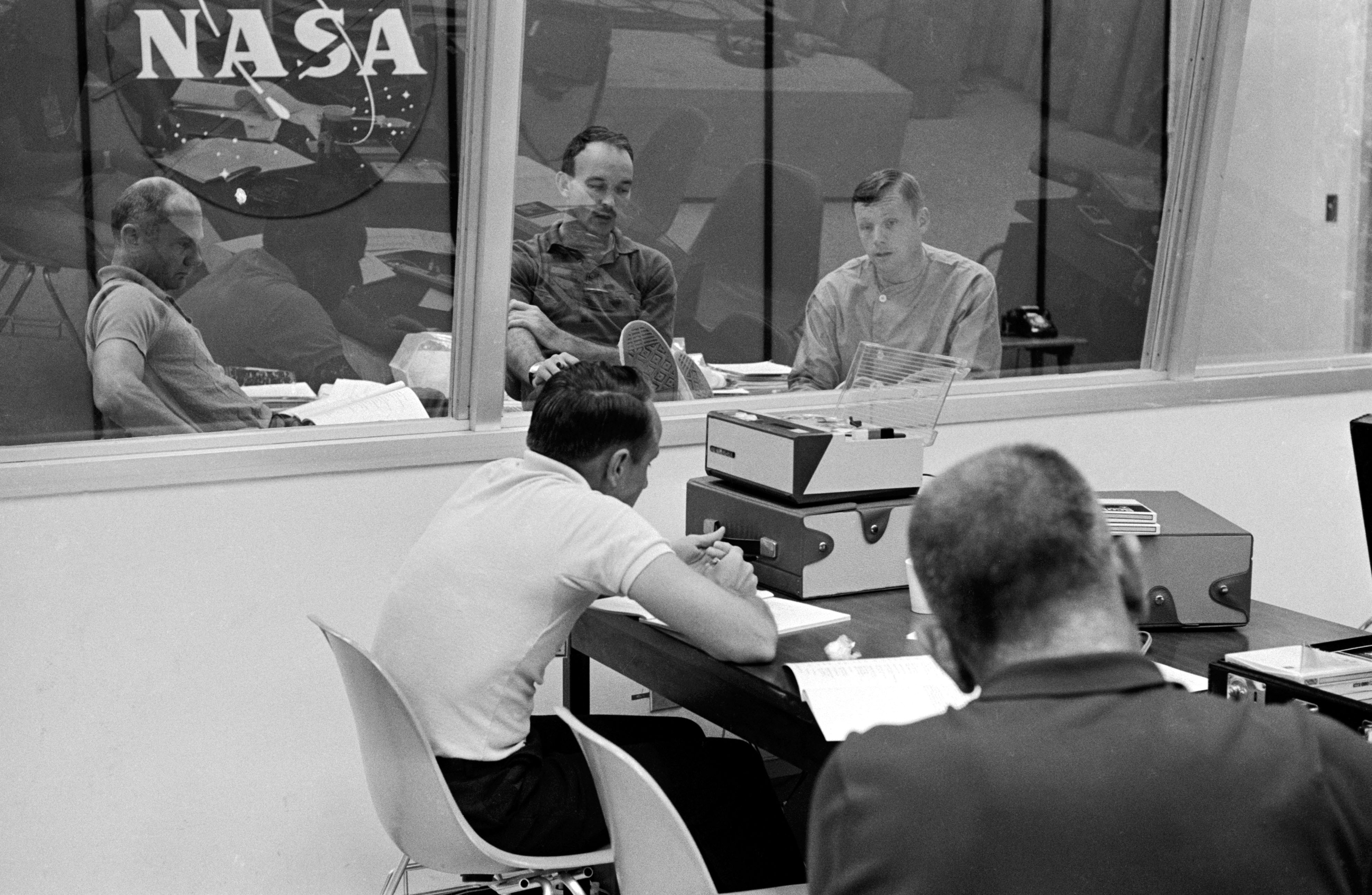
За стеклянной стеной слева направо: Олдрин, Коллинз и Армстронг во время послеполётного опроса в Лунной приёмной лаборатории (ЛПЛ)
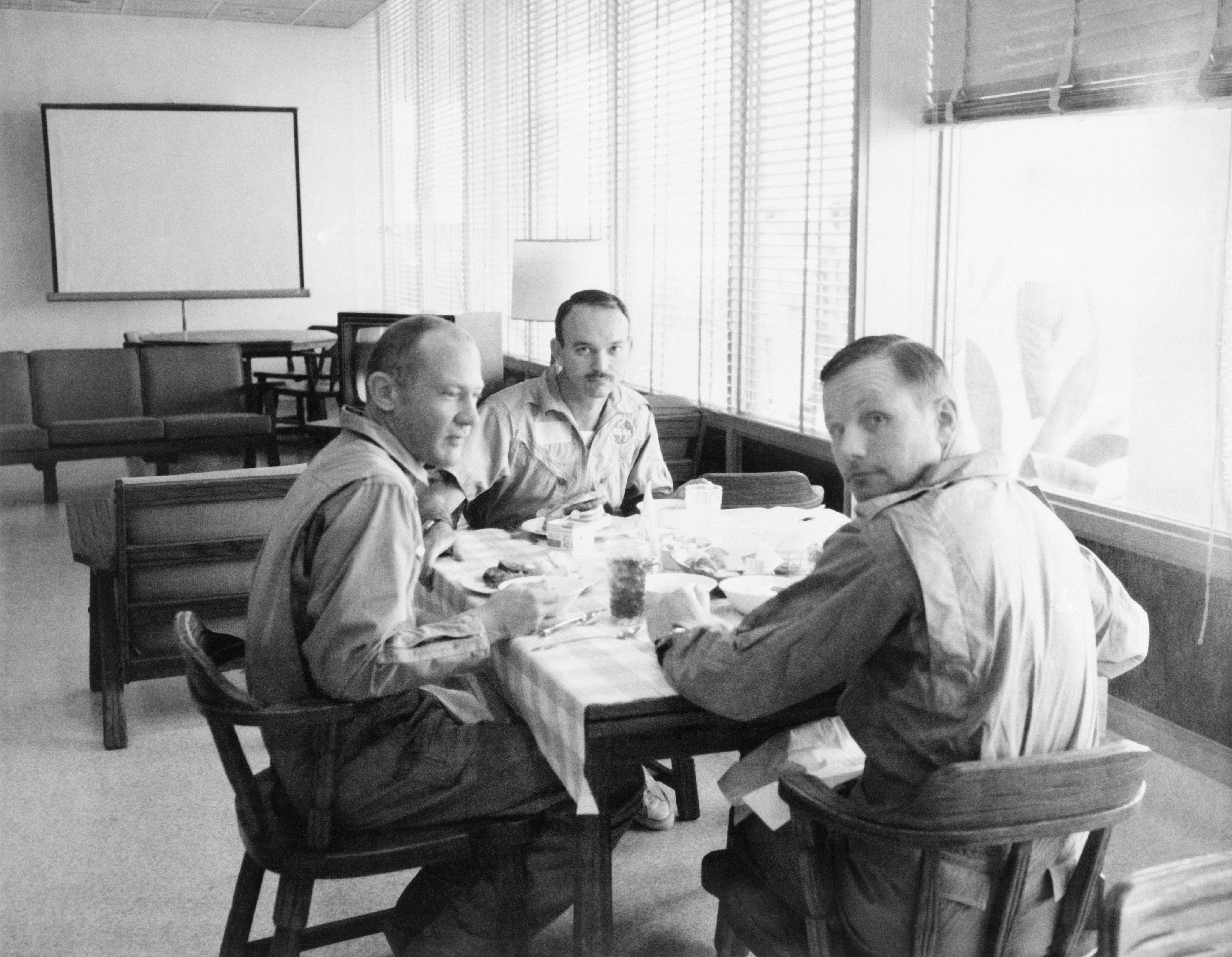
Астронавты в столовой ЛПЛ (30 июля 1969 года)

Астронавты должны были находиться в карантине 21 день (считая с момента старта с Луны). В Лунной приёмной лаборатории (ЛПЛ) их приветствовали 12 человек обслуживающего персонала и специалистов, включая врача и представителя пресс-службы Центра пилотируемых полётов в Хьюстоне, которые уже неделю находились в карантине. Экипажу был предоставлен один день отдыха, после чего начались послеполётный технический опрос, написание отчётов и регулярные медицинские осмотры и анализы. В свободное время можно было заниматься в тренажёрной комнате, читать, смотреть телевизор, играть в настольный теннис. Общение с семьями — только по телефону. Пресс-конференций в период карантина предусмотрено не было. Ежедневно представитель пресс-службы ЦУПа в той же конференц-комнате, где проходил послеполётный опрос астронавтов, через стеклянную стену рассказывал пулу журналистов о последних новостях.
Никаких патогенов или симптомов инфекционных заболеваний ни у астронавтов, ни у кого-либо из находившихся с ними в карантине обнаружено не было, поэтому было решено прекратить карантин для людей в 1 час ночи 11 августа, на день раньше, чем планировалось. Ночное время было выбрано, чтобы избежать наплыва представителей прессы. Однако астронавтов выпустили ещё раньше, в 21 час местного времени 10 августа. Выйдя из жилой зоны Лунной приёмной лаборатории, Армстронг, Коллинз и Олдрин коротко ответили на несколько вопросов ничего не ожидавших немногочисленных журналистов и были развезены по домам.

### Камни выходят последними

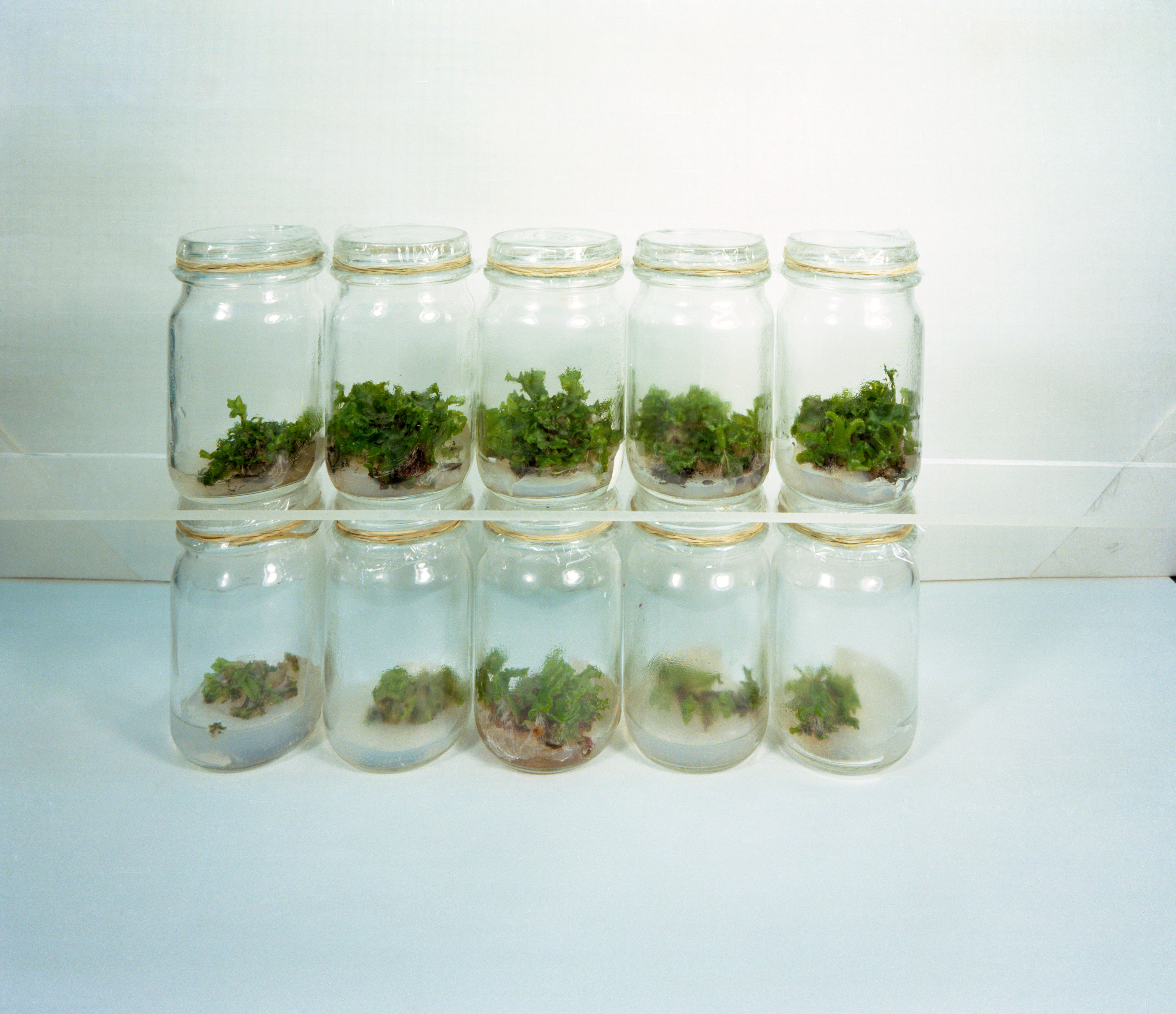
Склянки с печёночными мхами в Лунной приёмной лаборатории. В склянки верхнего ряда за 7 недель до съёмки было добавлено по 0,22 г измельчённого лунного реголита. В склянки нижнего ряда ничего не добавлялось

Образцы лунной породы должны были оставаться в Лунной лаборатории дольше, от 50 до 80 дней, пока не будут готовы результаты всех посевов на микроорганизмы. Несколько сотен граммов реголита и сколов лунных камней стали материалом для определения их токсичности и патогенности. Лунный материал испытывался на стерильных мышах и различных растениях. Ни одного случая, который мог бы указывать на опасность для земных организмов, отмечено не было, лишь отдельные незначительные отклонения от нормы. Например, выяснилось, что образцы лунной породы стимулировали рост некоторых растений. Был сделан вывод, что лунный грунт биологически безопасен. В полдень 12 сентября карантин был прекращён. Изучение доставленных образцов продолжилось в лабораториях по всему миру. Первая экспозиция лунных камней и реголита для широкой публики открылась 17 сентября 1969 года в Смитсоновском институте в Вашингтоне.

## Торжественные встречи и мировое турне

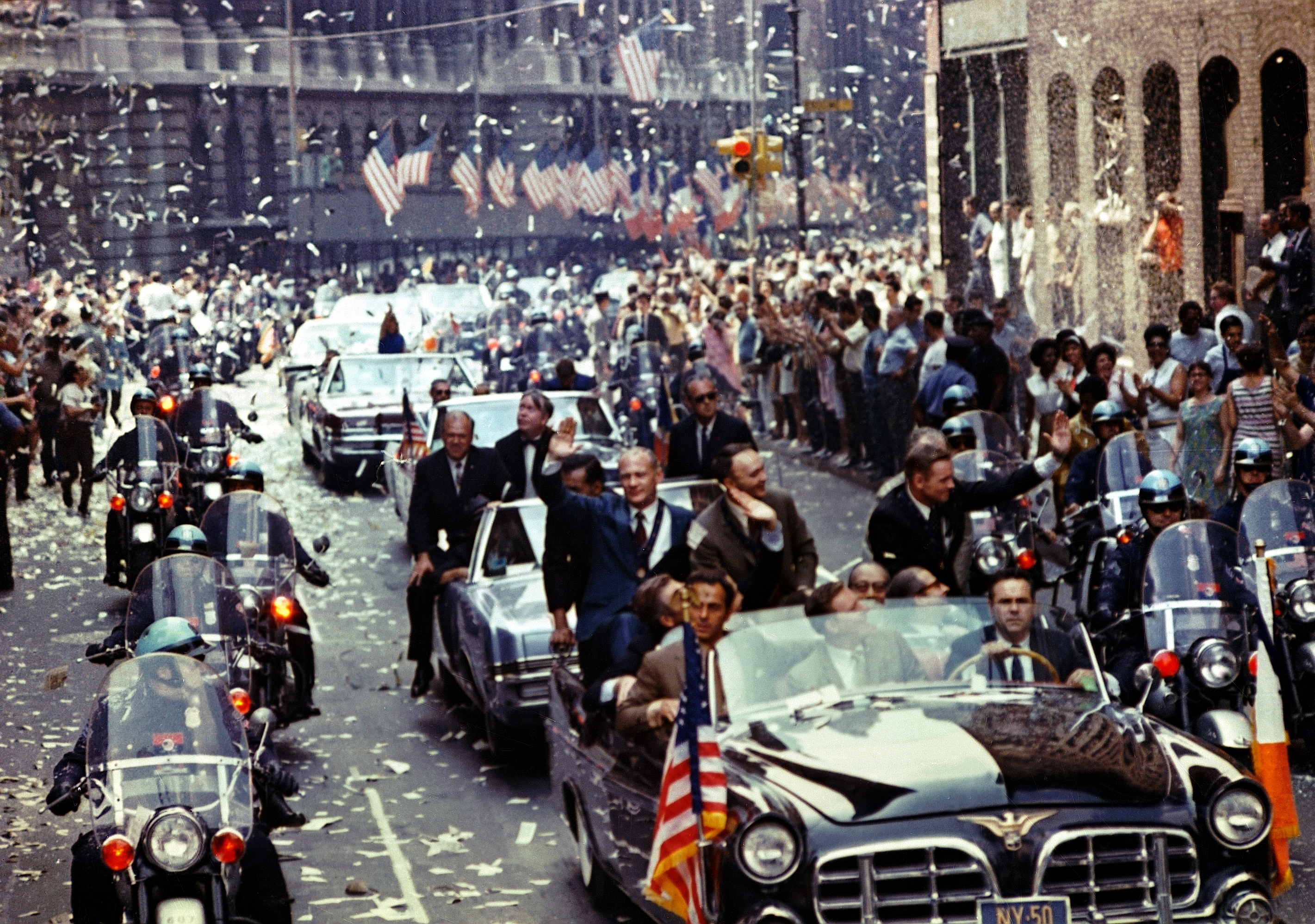
Нью-Йорк 13 августа 1969 года. В первом лимузине сзади стоят слева направо: Олдрин, Коллинз, Армстронг

Первый день после карантина, 11 августа, у астронавтов официально был выходным, и, хотя они ненадолго заехали в Космический центр, большую часть времени они провели с семьями. 12 августа экипаж «Аполлона-11» дал первую пресс-конференцию после полёта. Итог подвёл Армстронг, сказавший, что Луна — это суровое и особенное место, которое, тем не менее, выглядело невраждебно и оказалось невраждебным. Главная сложность, по его словам, состояла в том, что было слишком мало времени, чтобы сделать всё, что хотелось бы сделать. «У нас, — сказал Армстронг, — была проблема 5-летнего мальчика в кондитерском магазине — вокруг слишком много интересного».
13 августа Нил Армстронг, Эдвин Олдрин и Майкл Коллинз в сопровождении членов своих семей и директора НАСА Томаса Пэйна на президентском самолёте совершили из Хьюстона блиц-турне по трём городам США: Нью-Йорку, Чикаго и Лос-Анджелесу. В 3-часовых торжествах в Нью-Йорке приняли участие в общей сложности 4 млн человек. В Чикаго астронавтов приветствовали 3,5 млн человек. В Лос-Анджелесе состоялся государственный приём от имени Президента США, на котором члены экипажа «Аполлона-11» были награждены Президентской медалью Свободы.
16 августа состоялась торжественная встреча в Хьюстоне, в которой участвовало около 250 000 жителей. По её окончании центральные улицы города оказались завалены слоем бумажного мусора из конфетти и серпантинов толщиной от 60 до 90 см.
16 сентября члены экипажа «Аполлона-11» доложили о результатах миссии на совместном заседании обеих палат Конгресса США. Они передали руководителям палат два флага США, которые брали с собой к Луне.
29 сентября 1969 года астронавты с супругами отправились в мировое турне. Оно продолжалось 38 дней. Армстронг, Коллинз и Олдрин сделали остановки в 29 городах 22 стран, дали 22 пресс-конференции, встретились с 20 главами государств, в 9 случаях получили высокие национальные государственные награды. Завершилось мировое турне 5 ноября торжественной церемонией в Белом Доме в Вашингтоне. Президент США назвал его самой успешной поездкой доброй воли в истории Соединённых Штатов.

## Научные результаты миссии

### Лунная геология
5 января 1970 года в Хьюстоне открылась первая Конференция по изучению Луны (англ. Lunar Science Conference). На неё собрались несколько сотен учёных, включая всех 142 основных исследователей, которые получили от НАСА образцы лунного грунта. Они представили первые результаты своей работы. Из докладов следовало, что среди образцов, привезённых астронавтами «Аполлона-11», были базальты, сформировавшиеся путём плавления, а также брекчии. Большинство мелких фрагментов были такими же, как камни покрупнее, но небольшое количество совсем на них не походило и, возможно, попало в место посадки из расположенных поблизости высокогорных районов. Свойства лунной породы говорили о том, что она сформировалась при высоких температурах, в условиях полного отсутствия кислорода и воды.
Были идентифицированы 20 минералов, известных на Земле, что говорило в пользу единого источника происхождения обоих небесных тел. В то же время были обнаружены три новых минерала, которые в 1969 году на Земле были не известны. Один из них был назван транквиллититом, второй армалколитом (по первым буквам фамилий астронавтов), третий пироксферроитом.
Возраст лунных образцов был неодинаков. Базальты из района Базы Спокойствия имели возраст 3—4 млрд лет, в то время как в грунте присутствовали частицы, которые могли образоваться 4,6 млрд лет назад. Это указывало на то, что поверхность Луны была сформирована более чем одним катастрофическим событием. Пробы, взятые с глубины, показали, что когда-то этот грунт находился на поверхности. При этом изучение изотопов, образовавшихся в результате бомбардировки космическими лучами, выявило, что образцы, привезённые астронавтами, находились на или в непосредственной близости от поверхности Луны как минимум в течение последних 10 млн лет. Химический состав лунных базальтов оказался отличным от земных. В них было меньше летучих элементов, таких как натрий, но гораздо больше титана. Поразительным для учёных оказалось почти полное отсутствие в лунных базальтах такого редкоземельного элемента, как европий. Поиски возможных следов жизни оказались безрезультатными. Углерод и некоторые его соединения были обнаружены, но никаких молекул, которые могли бы быть идентифицированы как произошедшие от живых организмов, найдено не было. Интенсивный поиск живых или ископаемых микроорганизмов не дал никаких результатов.
В целом конференция показала, что предварительные результаты изучения лунных пород, доставленных на Землю, поставили больше вопросов, чем дали ответов. Проблема происхождения Луны не была решена. Стало ясно, что поверхность Луны неоднородна по составу и возрасту и что необходимо добыть и изучить материал не из одного, а из нескольких разных районов.
В международном ежегоднике «Наука и человечество» за 1970 год (председатель редакционной коллегии академик СССР М. Д. Миллионщиков, члены коллегии 12 академиков СССР в том числе М. В. Келдыш, И. И. Артоболевский, Б. В. Гнеденко и др.) в разделе «Космический дневник» отмечается, что экипаж корабля «Аполлон-11» доставил на Землю два контейнера образцов лунного грунта из юго-западной части Моря Спокойствия. Был проведён предварительный анализ. Анализ показал, что минералогический и химический состав лунного грунта существенно отличается от известных земных пород. Данный факт опровергает гипотезу выделения Луны из Земли в далёком прошлом. Лунные образцы характеризует необычно высокое по сравнению с земными породами содержание хрома, титана, иттрия, ванадия, циркония. Эти редкие на Земле элементы имеют высокую температуру плавления. Например, хрома в лунных образцах оказалось в 10 раз больше, чем в обычных земных породах. В образцах обнаружено довольно небольшое содержание элементов, обладающих низкой температурой плавления — свинца, висмута, натрия, калия. Концентрация урана и тория примерно равна концентрации в земных базальтах. Лунные образцы содержат в большом количестве благородные газы. Не удалось обнаружить присутствие золота, серебра, платины. Не было обнаружено наличие биологических веществ и воды. Образцы напоминают материал вулканического происхождения. Было выявлено, что на поверхности Луны происходят процессы эрозии. Образцы «по краям сглажены, имеют скруглённую форму, под микроскопом поверхность лунного камня напоминает тело, подвергнутое обработке мелким песком». На поверхности «обнаружены небольшие выемки диаметром до одного миллиметра, как бы заполненные расплавленным стеклом». Учёные предполагают, что лунная эрозия, появление «стеклянных прожилок» связаны с рядом процессов, не похожих на земные. В разделе отмечается, что «самый поразительный результат дал анализ образцов с помощью калий-аргонового метода». Лунные образцы кристаллизовались 3—4 млрд лет назад, то есть раньше самых древних земных пород. Более тщательные исследования «дали основания полагать, что Луна образовалась по меньшей мере 4,6 млрд лет назад».
Однако, анализ лунного грунта, доставленного экипажем «Аполлона−12» из Океана Бурь, обнаружил большие отличия от результата анализа лунных пород из Моря Спокойствия. В частности, анализ образцов с помощью калий-аргонового датирования установил, что возраст пород из Океана Бурь составляет примерно 2,3—2,5 млрд лет.

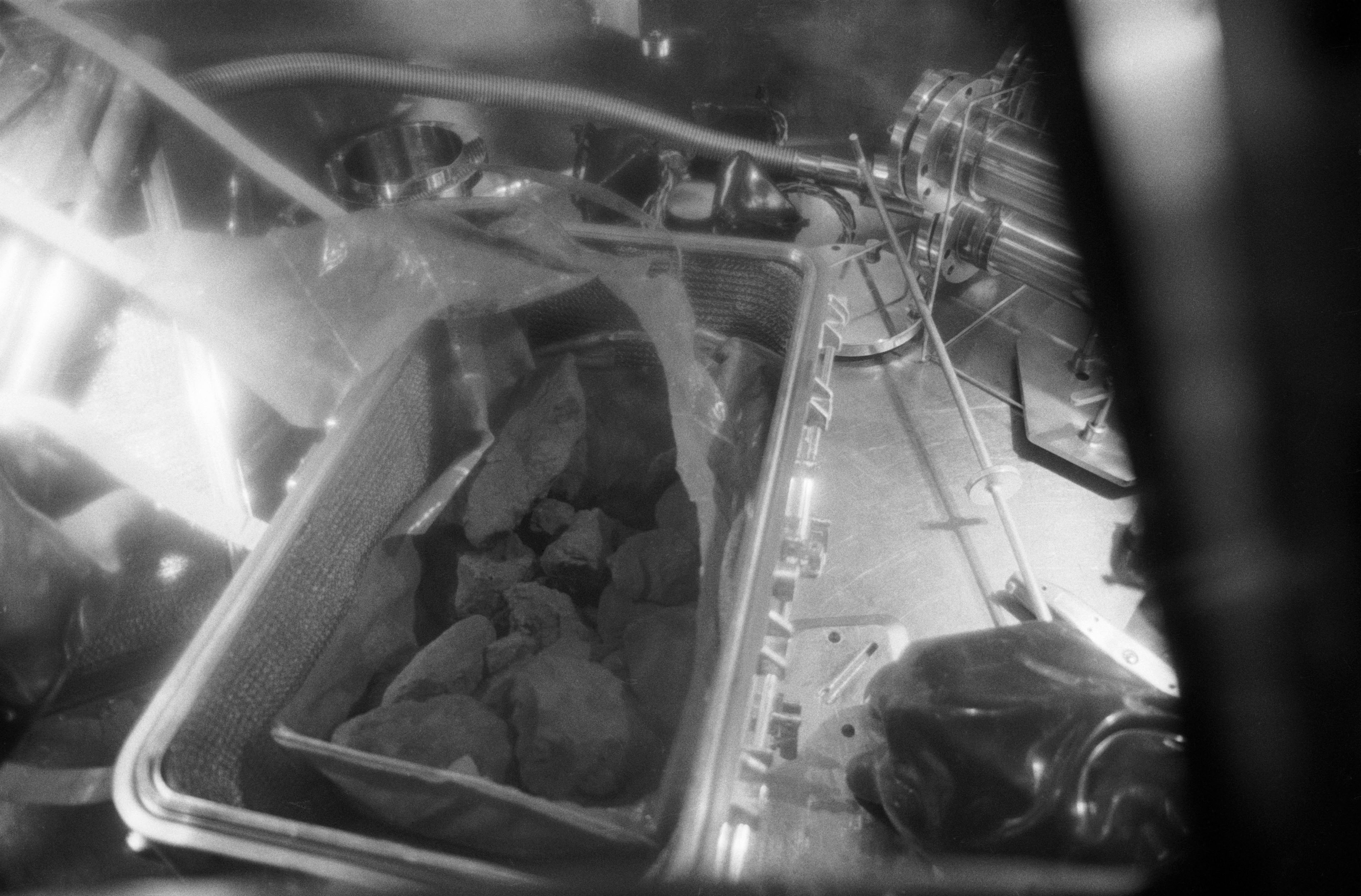
Лунные камни в Лунной приёмной лаборатории
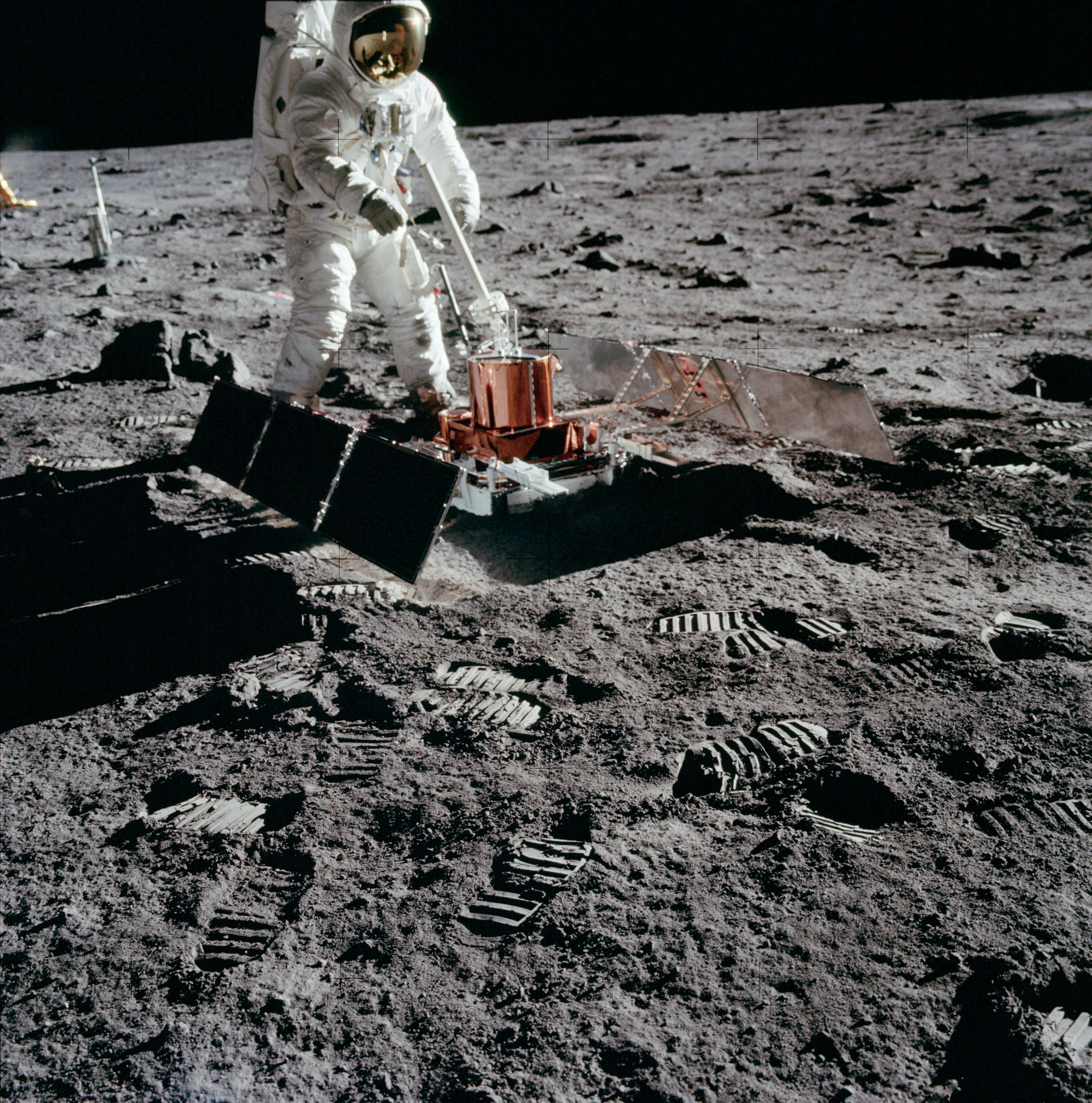
Эдвин Олдрин у сейсмометра
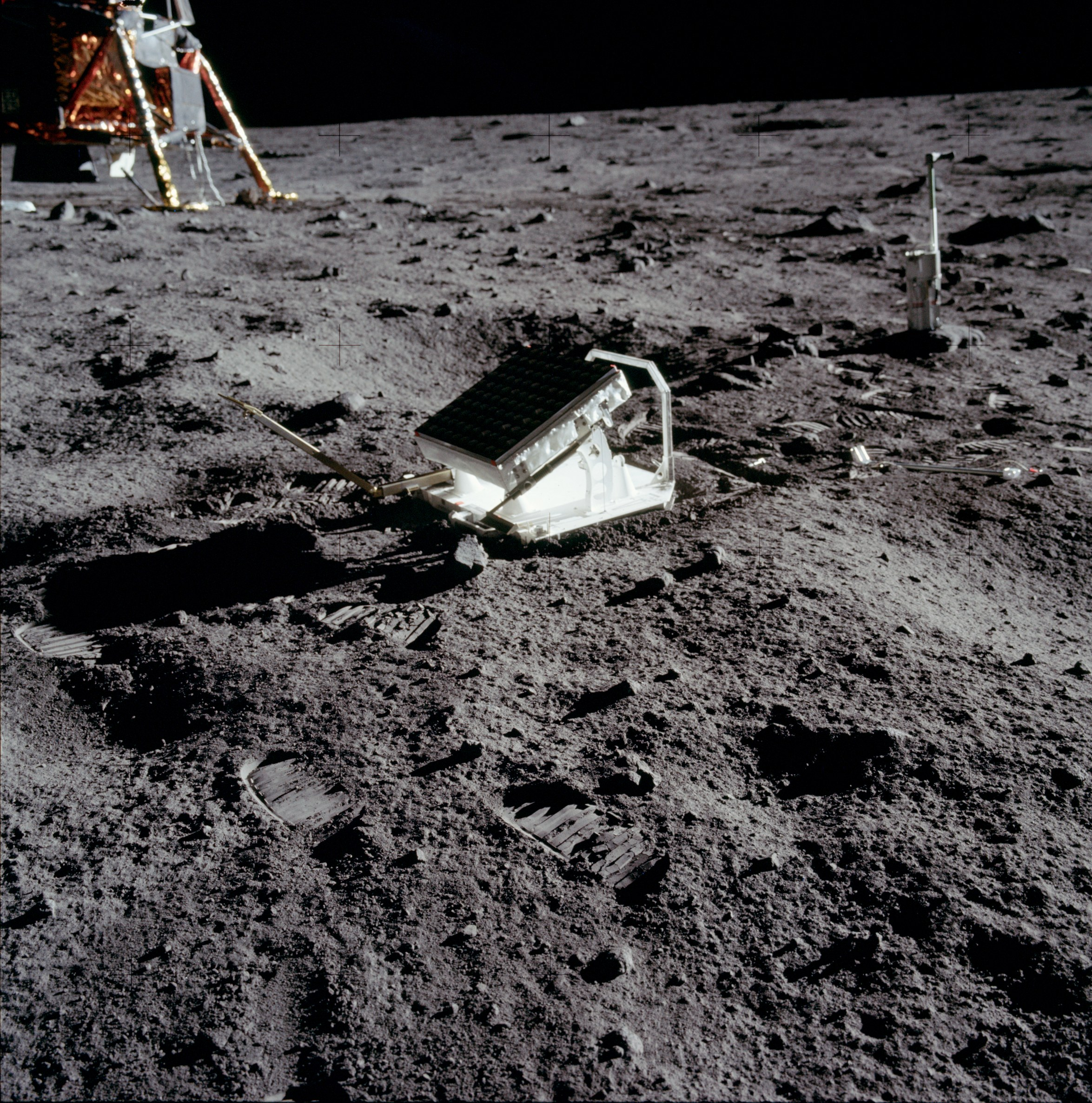
Уголковый отражатель
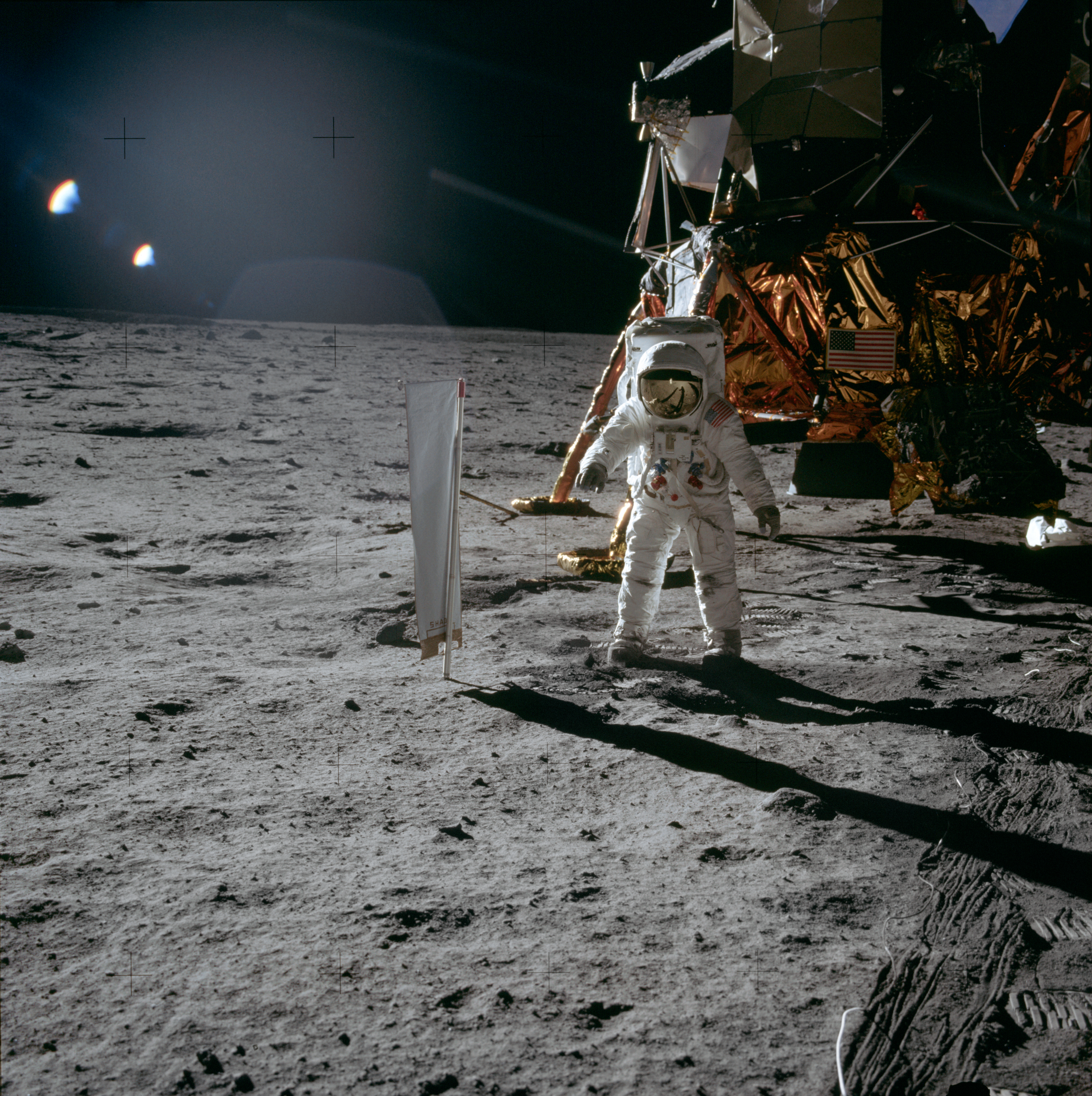
Олдрин у экрана коллектора солнечного ветра

### Сейсмометр
Пассивный сейсмометр удовлетворительно проработал на Луне в течение 21 суток. В середине второго лунного дня он перестал отвечать на команды с Земли и был отключён. Помимо активности астронавтов, их шагов, забивания трубки пробоотборника, сброса отработанного оборудования, он записал много сейсмических сигналов неизвестного происхождения. Часть из них была вызвана работой систем лунного модуля, но остальные, по мнению специалистов, могли быть связаны с реальными лунотрясениями, но могли также быть следствием падения метеоритов, оползней, обвалов или скатывания камней по склонам. Одним из самых важных результатов работы сейсмометра стало открытие того, что уровень фонового сейсмического шума на Луне чрезвычайно низок. Стало ясно также, что Луна не очень сейсмически активное небесное тело. Ни один из зарегистрированных сигналов не мог быть чётко идентифицирован как настоящее лунотрясение, и ни один из них по форме не был похож на те, что обычно регистрируются на Земле. Для будущих экспедиций были сделаны две рекомендации: устанавливать сейсмометры подальше от лунного модуля (в случае с «Аполлоном-11» он был установлен в 16 м от «Орла») и вызывать искусственные лунотрясения путём целенаправленного сброса на лунную поверхность отработавших третьих ступеней ракет-носителей и взлётных ступеней лунных модулей.

### Уголковый отражатель
Уголковый отражатель был установлен для изучения либраций Луны по широте и долготе, удаления Луны от Земли вследствие приливного рассеивания или из-за возможного изменения гравитационной постоянной и движения полюсов Земли. Первые попытки осветить отражатель лазером и принять на Земле отражение импульса были предприняты в день установки прибора, но оказались неудачными — точные координаты места прилунения были ещё неизвестны, и отражатель на Луне был освещён ярким солнечным светом. 1 августа 1969 года Ликская обсерватория в Калифорнии приняла первый отражённый импульс (это стало возможным после того, как в Море Спокойствия зашло Солнце). Вычисленное расстояние от Земли до Луны составило 365 274,256 км. 19 августа первый отражённый импульс приняла и Обсерватория Макдональд Техасского университета в Остине. В тот день расстояние равнялось 373 804,594 км, Луна находилась на 39,99 м дальше от Земли, чем считалось ранее. Расстояние между двумя небесными телами удалось измерить с точностью до примерно 4 метров. Измерения предполагалось продолжать в течение месяцев или даже лет.
В международном ежегоднике «Наука и человечество» за 1970 год в разделе «Космический дневник» отмечается, что учёные, в том числе советские, придают большое значение лазерной локации с участием лазерного отражателя, установленного на поверхности Луны Н. Армстронгом и Э. Олдрином. Они надеются путём прямых измерений «подвергнуть экспериментальной проверке теорию смещения континентов Земли», обнаружить изменения (порядка 15 см.) в расстоянии от Земли до Луны и провести «самую точную из всех проведённых до сих пор проверок общей теории относительности Эйнштейна».

### Ловушка солнечного ветра
Экран коллектора частиц солнечного ветра подвергался воздействию Солнца на лунной поверхности в течение 77 минут. Ожидалось, что частицы проникнут внутрь тонкой алюминиевой фольги на глубину 10−5 см и останутся там, как в ловушке. Экран был доставлен в Лунную приёмную лабораторию в одном из контейнеров для образцов лунной породы. Из него был вырезан кусок площадью 0,09 м2, который был простерилизован в течение 39 часов при температуре 125° С и отправлен в Бернский университет, учёные которого предложили этот эксперимент. Несколько кусков фольги площадью около 10 см2 были очищены ультразвуком от микроскопических частиц лунной пыли. Затем из них были извлечены ионы инертных газов и подвергнуты масс-спектрометрическому анализу. Его результаты показали наличие изотопов гелия-3, гелия-4, неона-20, неона-21, неона-22 и аргона-36. Результаты эксперимента, проведённого во внеземных условиях, в целом совпали с относительным содержанием этих элементов в солнечном веществе.

### Зрительные наблюдения фосфенов
Астронавты Эдвин Олдрин и Нил Армстронг впервые в истории пилотируемой космонавтики сообщили об увиденных ими световых вспышках, возникавших без воздействия света на глаз. НАСА организовало серию специальных исследований и пришло к заключению, что основной причиной вспышек следует с большой вероятностью считать высокоэнергетичные заряженные частицы космических лучей.

## «Аполлон-11» в массовой культуре
- Миссии «Аполлон-11» посвящён сюжет киножурнала «Новости дня» №31 за 1969 год[131]. Демонстрировался в кинотеатрах СССР перед началом сеанса.
- Полёту «Аполлона-11» целиком посвящена шестая серия 12-серийного телесериала «С Земли на Луну» 1998 года. Она называется «Море Спокойствия» (лат. «Mare Tranquilitatis»). Автором сценария и одним из продюсеров является Том Хэнкс. Во всех сериях, кроме последней, он также играет главную роль рассказчика, который представляет каждую серию[132].
- «В тени Луны» (Великобритания, 2007). Документальный фильм о полёте «Аполлона-11» и первой высадке человека на Луну. Режиссёры фильма Дэвид Сингтон и Кристофер Райли.
- Событиям, связанным с подготовкой и осуществлением полёта «Аполлона-11» и первой высадкой людей на Луну, посвящён фильм 2009 года «Цель — Луна»[133].
- В одной из первых сцен фильма «День независимости» (1996 год) огромный корабль пришельцев, приближаясь к Земле, пролетает над Базой Спокойствия на Луне и над посадочной ступенью «Орла», к одной из опор которой прикреплена табличка с надписью: «Мы пришли с миром от имени всего человечества…»[134].
- В фильме «Трансформеры 3: Тёмная сторона Луны» высадка на Луну произошла с целью исследовать корабль пришельцев, упавший на обратной стороне Луны. Один из участников полета Базз Олдрин снялся в роли самого себя.
- В фильме «Люди в чёрном 3» агент Кей должен был установить «АркНет» для защиты землян от Боглодитов. В одном из кадров Кей прыгает на стоящий на старте «Аполлон-11», и астронавты его замечают через иллюминатор. Один из них говорит: «Если доложим, запуск отменят», на что Нил Армстронг отвечает: «Я ничего не видел».
- В 2016 году НАСА с аукциона продало сумку, которая использовалась для сбора лунных образцов, а узнало об этом лишь когда женщина, купившая лот за 995 $, отослала её обратно для проверки подлинности[135]. В 2005 году сумку среди прочих артефактов украл директор космического центра в Канзасе и выставил на аукцион с целью продажи[135].
- В 2018 году вышел фильм режиссёра Дэмьена Шазелла «Человек на Луне» с Райаном Гослингом в главной роли, посвящённый жизни Нила Армстронга и первой высадке людей на Луне.
- Премьера документального фильма «Аполлон-11»[англ.] с восстановленными кадрами событий 1969 года состоялась в IMAX 1 марта 2019 года и в кинотеатрах 8 марта 2019 года[136][137].
- События фильма «Индиана Джонс и Колесо судьбы» (2023) разворачиваются в июле-августе 1969 года на фоне празднования высадки человека на Луну.
- «Покажи мне Луну» — фильм о подготовке полёта и запуске «Аполлон-11».

## Памятная марка, конверт первого дня и страховые конверты

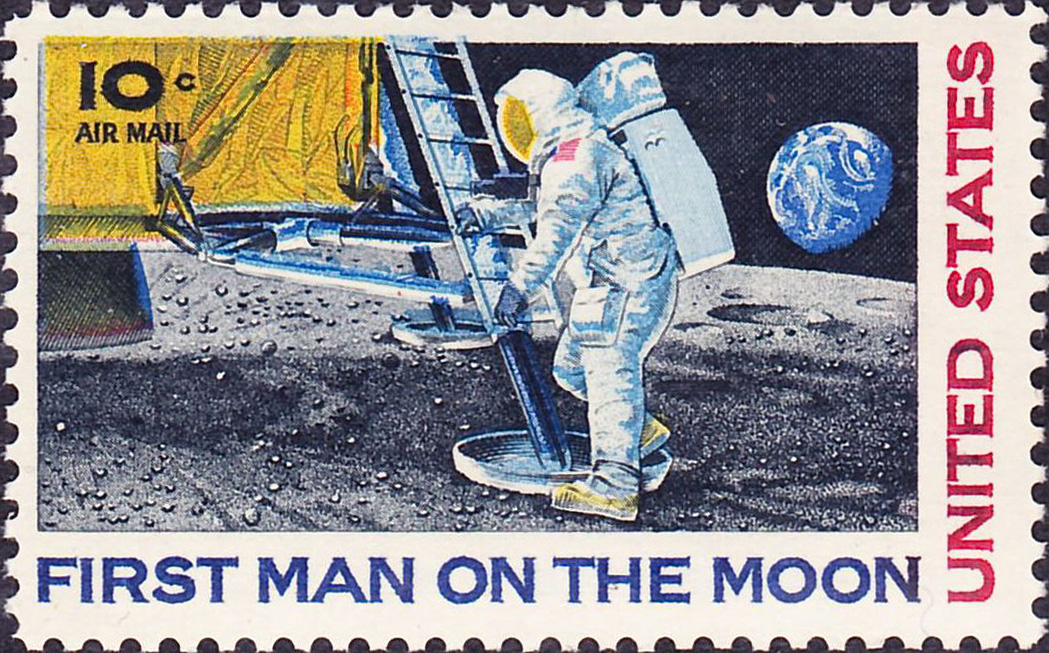
Коммеморативная марка США 1969 года «Первый человек на Луне»

9 сентября 1969 года в честь полёта «Аполлона-11» и первой высадки землян на Луну была выпущена коммеморативная почтовая марка «Первый человек на Луне». Она была напечатана с помощью клише, которое находилось в полёте на борту командного модуля «Колумбия», а также на поверхности Луны на борту лунного модуля «Орёл». Общий тираж марки составил 152 364 800 экземпляров, а тираж конвертов первого дня с этой маркой — 8 743 070 экземпляров. Никогда прежде марки США не вызывали такого интереса у филателистов.
Возможность страхования жизни астронавтов на значительные суммы была ограничена из-за высоких рисков полёта на Луну, поэтому перед вылетом они подписывали сотни почтовых конвертов, понимая, что их ценность стала бы очень высокой в случае гибели астронавтов.
Экипаж назначал доверенное лицо, которому вручались конверты и которое затем гасило их в почтовом отделении Космического центра Кеннеди в день запуска космического корабля и (или) в день его посадки на Луну.

## Легенды

### Легенда о мистере Горски
В середине 1990-х годов в Интернете широко распространилась городская легенда о том, что Нил Армстронг во время пребывания на Луне произнёс фразу: «Удачи, мистер Горски!» Сюжет легенды сводится к тому, что в детстве Армстронг, якобы, случайно услышал, как его сосед, мистер Горски, просил свою жену об оральном сексе, но та наотрез отказала, сказав, что это случится, только когда соседский мальчишка пробежится по Луне. В одном из своих писем в ноябре 1995 года Армстронг написал, что впервые услышал эту шутку годом ранее в Калифорнии в исполнении артиста-комика Бадди Хэкетта.

### Легенда о запрете прямой трансляции в СССР
В странах бывшего СССР распространена легенда, основанная на воспоминаниях Ярослава Голованова, что в момент первой высадки на Луну, когда более одного миллиарда человек в остальном мире смотрели прямую трансляцию с Луны, по Центральному телевидению СССР якобы был показан фильм «Свинарка и пастух». Однако в этот момент, 5:56 утра по московскому времени, Центральное телевидение СССР вообще не вело передач; в 1969 году передачи ЦТ начинались только в 8 утра. Выход астронавтов на поверхность Луны был показан 21 июля в записи по Центральному телевидению.

## 40-летие полёта

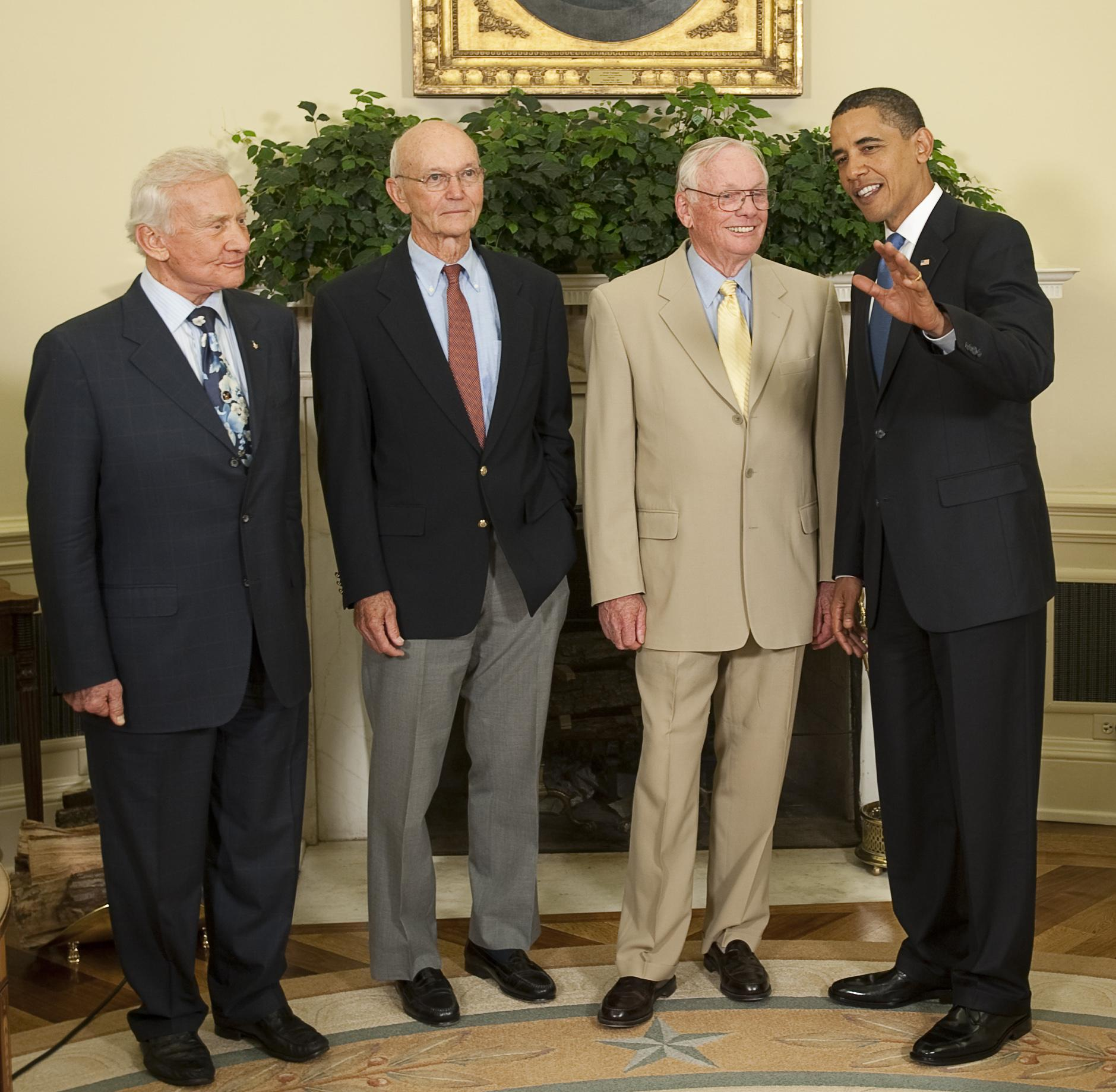
Слева направо: Эдвин Олдрин, Майкл Коллинз, Нил Армстронг и Барак Обама в Овальном кабинете Белого дома 20 июля 2009 года

В преддверии 40-летнего юбилея первой посадки людей на Луну, 1 мая 2009 года, было объявлено о решении обеих палат Конгресса США наградить астронавтов Нила Армстронга, Эдвина Олдрина, Майкла Коллинза и Джона Гленна, первого американца, совершившего орбитальный космический полёт 20 февраля 1962 года, Золотой медалью Конгресса США.

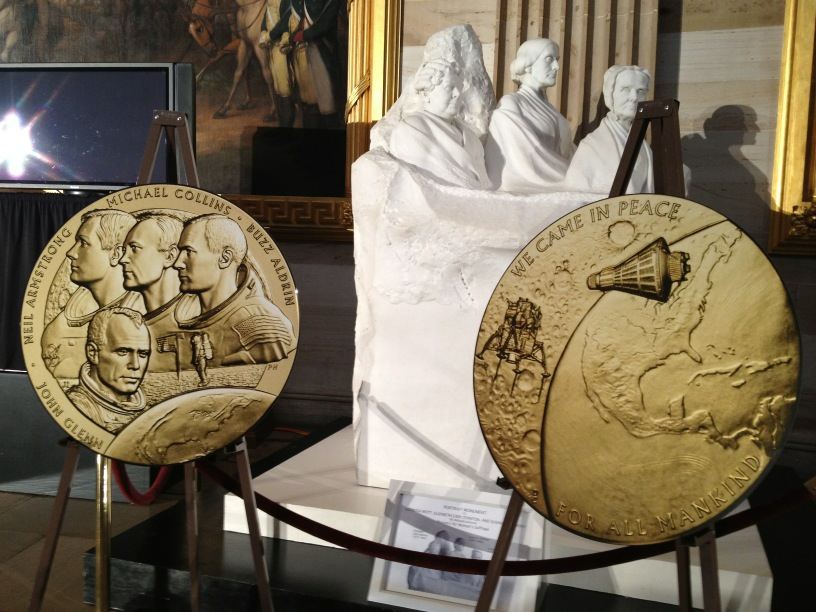
Золотая медаль Конгресса, которой награждены члены экипажа «Аполлона-11» и Джон Гленн

20 июля 2009 года, в день 40-летия посадки, Армстронг, Коллинз и Олдрин были приняты в Овальном кабинете Белого дома Президентом США Бараком Обамой. В беседе Обама рассказал, как в июле 1969 года, когда ему было 7 лет и его семья жила на Гавайских островах, он, сидя на плечах у деда, пристально вглядывался в просторы Тихого океана, туда, где в нескольких сотнях километров приводнился «Аполлон-11». Астронавты призвали Президента нацелиться на пилотируемый полёт к Марсу.
В тот же день, 20 июля, Палата представителей США приняла закон о награждении астронавтов и резолюцию о праздновании 40-летия посадки «Аполлона-11» на Луну. На следующий день закон был одобрен и Сенатом. 7 августа 2009-го его подписал Президент Обама. Церемония награждения состоялась 16 ноября 2011 года в ротонде Капитолия. Нил Армстронг, Майкл Коллинз, Эдвин Олдрин и Джон Гленн стали первыми астронавтами, удостоенными Золотой медали Конгресса США.

## 50-летие полёта
К 50-летию полёта «Аполлона-11» была произведена историческая реконструкция Центра управления полётами программы «Аполлон» в Хьюстоне на время полёта. На сайте LRO появилась интерактивная карта всех перемещений Олдрина и Армстронга по поверхности Луны, сопровождаемая всеми их переговорами. В интернете также создана интерактивная трансляция всей экспедиции со множеством видео-, аудио-, фотоматериалов и стенограмм.

## Двигатели первой ступени «Аполлона-11»
Спустя почти 43 года после полёта были обнаружены двигатели F-1 первой ступени ракеты-носителя Сатурн-5, которая вывела «Аполлон-11» на околоземную орбиту. Об этом 28 марта 2012 года объявил известный американский предприниматель Джефф Безос. Двигатели найдены с помощью сонара на дне Атлантического океана, на глубине 4267 метров.
Почти через год, 20 марта 2013 года, экспедиция Джеффа Бэзоса после трёх недель работ в открытом океане подняла со дна достаточно деталей и частей, чтобы представить публике два двигателя F-1. Предприниматель, однако, признал, что будет очень сложно определить, в какой именно миссии были задействованы эти двигатели. На многих деталях полностью или частично отсутствуют серийные номера. 
21 марта двигатели и некоторые части ступени S-IC (всего 11 340 кг) были доставлены в порт на мысе Канаверал во Флориде, а 25 марта — в Канзасский центр космосферы и космоса, связанный со Смитсоновским институтом. Здесь они проходят антикоррозионную обработку и консервацию для предотвращения дальнейшей коррозии и разрушения.
19 июля 2013 года Джефф Бэзос объявил, что одна из деталей точно может быть идентифицирована как принадлежащая «Аполлону-11». На камере сгорания одного из двигателей F-1 обнаружен номер «2044», серийный номер компании Rocketdyne. Он соответствует номеру НАСА «6044» серийного номера двигателя F-1 № 5 «Аполлона-11».
Ожидается, что консервация артефактов в Канзасском центре космологии и космоса продлится около двух лет, после чего они будут переданы другим музеям.